# ADO Den Haag in het seizoen 2023/24 (mannen)
Het seizoen 2023/24 is het 119e jaar in het bestaan van de Haagse voetbalclub ADO Den Haag. De Haagse ploeg kwam voor het derde opeenvolgende seizoen uit in de Keuken Kampioen Divisie. De mannenselectie werd voor het eerst geleid door hoofdtrainer Darije Kalezić, met Regillio Vrede en Levi Schwiebbe als assistenten. ADO Den Haag eindigde op de vijfde plaats in de competitie en wist geen promotie naar de Eredivisie af te dwingen. Spits Henk Veerman werd met 23 doelpunten topscorer van de gehele competitie.

## Samenvatting seizoen

### Voorafgaand aan het seizoen
- Na een teleurstellend voorgaand seizoen vertrokken meerdere spelers uit Den Haag. De huurlingen Denzel Hall, Sonny Stevens, Titouan Thomas, Max de Waal, Jordy Wehrmann en Joël Zwarts keerden terug naar hun clubs. Ook maakten onder andere Boy Kemper, Luuk Koopmans, Jesse Reinders en Xander Severina gebruik van hun transfervrije status na hun aflopende contract. Verder bleef Dirk Carlson bij de ploeg waaraan hij al verhuurd was. De verhuurder Fabian Shahaj keerde juist terug in Den Haag en werd, samen met verschillende andere Onder 21-spelers, overgeheveld naar de A-selectie.
- Ook in de staf en directie vonden wisselingen plaats. Trainer Dick Advocaat stapte op, net als assistent-trainers John Metgod en Said Bakkati en Lorien Kramer als lid van de Raad van Commissarissen. Verschillende functies werden opgeheven, waaronder die van Maurice Westerwoudt als Manager Stadion, Veiligheid & Wedstrijdorganisatie. Op donderdag 25 mei tekenden Natascha van Grinsven-Admiraal (algemeen directeur) en Joris Mathijsen (technisch directeur) een contract bij ADO Den Haag.
- Op dinsdag 20 juni verliet Finn van Breemen ADO Den Haag. De 20-jarige verdediger stapte over naar FC Basel, dat 1 miljoen euro overmaakte. Van Breemen hoorde hierdoor bij de Top 10 ADO-spelers die voor het hoogste bedrag zijn verkocht.
- Op donderdag 29 juni bracht ADO Den Haag naar buiten dat Darije Kalezić de nieuwe hoofdtrainer werd. De in Zwitserland geboren Bosniër kwam over van Jong FC Utrecht en tekende voor twee seizoenen in de Hofstad.

### Juli 2023
- Op maandag 3 juli stond de eerste training van het seizoen op het programma. Verschillende spelers uit de Onder 21 sloten hierbij aan. Tyrese Asante en Thomas Verheydt waren hierbij afwezig vanwege transferperikelen. Middenvelder Sacha Komljenovic sloot ook aan na het tekenen van een nieuw contract. De middenvelder kwam overeen met een contract tot de zomer van 2025, met de optie voor nog een seizoen.
- Op donderdag 6 juli vertrok Thomas Verheydt bij ADO Den Haag. De spits die tweemaal op rij clubtopscorer werd, drukte met zijn salaris flink op de begroting en wilde graag een stap naar het buitenland maken ondanks een doorlopend contract in Den Haag. Verheydt vertrok naar het Turkse Çorum F.K..
- Op zaterdag 8 juli speelde ADO Den Haag de eerste oefenwedstrijd van het seizoen. Tegen de amateurs van VELO speelden veel spelers van O21 mee. Dit leverde een 0-4 overwinning op.
- Op dinsdag 11 juli kwam veel Haags nieuws binnen. Kürşad Sürmeli tekende een contract voor twee seizoenen, met een optie voor nog een seizoen. De middenvelder, die hoofdtrainer Darije Kalezić al kende uit zijn tijd bij MVV Maastricht, kwam transfervrij over van het Turkse Altınordu FK. Voormalig scheidsrechter Pieter Vink werd de nieuwe veiligheidsmanager bij ADO Den Haag. Ook speelden de Hagenezen hun tweede oefenwedstrijd. De amateurs van HVV Laakkwartier werden met ruime cijfers verslagen: 0-7.
- Op donderdag 13 juli werd de tweede aankoop gepresenteerd. Verdediger Matteo Waem kwam transfervrij over van MVV Maastricht, waar hij in zijn laatste seizoen de aanvoerder was. De Belg met ook Italiaanse roots tekende een contract tot de zomer van 2026.
- Op zaterdag 15 juli speelde ADO Den Haag de eerste oefenwedstrijd tegen een 'serieuze' tegenstander. Tegen het Belgische FCV Dender EH werd met 1-2 verloren, ondanks de openingsgoal van Sacha Komljenovic.
- Op maandag 17 juli vertrok Joey Sleegers alweer na een paar maanden uit Den Haag. De aanvaller tekende een contract bij FC Eindhoven.
- Op dinsdag 18 juli vond de derde ingaande transfer van dit seizoen plaats. Henri Koudossou werd voor een seizoen gehuurd van FC Augsburg, dat ook onder de Bolt Group valt. De 23-jarige Duitser was op alle posities aan de rechtervleugel inzetbaar.
- Op zaterdag 22 juli verloor ADO Den Haag opnieuw een oefenwedstrijd tegen een Belgische tegenstander. Tegen SK Beveren, dat ook onderdeel is van de Bolt Group, werd wederom met 1-2 verloren. Opnieuw ging de Haagse ploeg met een voorsprong de rust in, om die meteen na rust te verspelen. Ditmaal was Malik Sellouki de enige Haagse doelpuntenmaker.
- Op maandag 24 juli begon het trainingskamp van ADO Den Haag in Wageningen.
- Op dinsdag 25 juli won ADO Den Haag in een oefenwedstrijd van het Onder 23-elftal van Standard Luik met 4-0.
- Op vrijdag 28 juli werd de eerste assistent-trainer binnengehaald. Regillio Vrede, die al tweemaal eerder samenwerkte met Darije Kalezić, tekende een contract in Den Haag. Vrede keek toe hoe ADO Den Haag het trainingskamp afsloot met de oefenwedstrijd tegen competitiegenoot VVV Venlo (1-1).
- Op maandag 31 juli werd de vierde zomeraanwinst gepresenteerd. Spits Henk Veerman werd tot het eind van het seizoen gehuurd van FC Volendam, met een optie tot koop.

### Augustus 2023
- Op dinsdag 1 augustus verloor ADO Den Haag een oefenwedstrijd tegen de wisselspelers van Sparta Rotterdam. De Eredivisionist won met 1-2, ondanks een raak afstandsschot van Kürşad Sürmeli.
- Op zaterdag 5 augustus vond de open dag van ADO Den Haag plaats. In het Bingoal Stadion speelde ADO Den Haag een oefenwedstrijd tegen het Onder-23 elftal van KRC Genk (Jong Genk), die de Hagenezen met 3-0 wonnen.
- Op woensdag 9 augustus werd de volgende aanwinst gepresenteerd. Aanvaller Joel Ideho kwam transfervrij over van het Onder 23-elftal van Arsenal FC. De Nederlandse buitenspeler tekende een contract voor twee seizoenen.
- Op donderdag 10 augustus werd Levi Schwiebbe gepresenteerd als assistent-trainer. Voormalig ADO-speler Schwiebbe was tot de komst van Regillio Vrede doorgeschoven vanuit de jeugd om Darije Kalezić te ondersteunen. Schwiebbe gaf hierdoor zijn baan als trainer van de Onder 17 op.
- Op vrijdag 11 augustus begon de ADO Den Haag de Keuken Kampioen Divisie met een doelpuntloos gelijkspel in Doetinchem tegen De Graafschap.
- Op maandag 14 augustus tekende de volgende versterking. Centrale verdediger Daniel Granli kwam over van Aalborg BK. De 29-jarige Noor tekende een contract tot de zomer van 2025.
- Op donderdag 17 augustus arriveerde Justin Che in Den Haag. De 19-jarige Amerikaans-Duitse verdediger werd gehuurd van zusterclub Brøndby IF.
- Op vrijdag 18 augustus eindigde de tweede competitiewedstrijd in mineur. Al snel was ADO Den Haag machteloos tegen Roda JC Kerkrade. De 0-3 eindstand stond al voor de rust op het scorebord.
- Op dinsdag 22 augustus werd Daryl van Mieghem binnengehaald. De 33-jarige buitenspeler kwam over van eredivisionist FC Volendam, waar hij het voorgaande seizoen clubtopscorer was. Van Mieghem tekende een contract voor twee seizoenen.
- Op donderdag 24 augustus tekende vleugelaanvaller Jerry van Wolfgang een eenjarig contract in Den Haag. De aanvaller keerde na omzwervingen in de Verenigde Staten en Zuid-Korea terug in Nederland.
- Op vrijdag 25 augustus pakte ADO Den Haag de eerste driepunter van het seizoen. Bij FC Den Bosch werd met 1-2 gewonnen. De eerste ADO-goal van dit seizoen werd gemaakt door Malik Sellouki, de winnende treffer vlak voor tijd door debutant Daryl van Mieghem.
- Op dinsdag 29 augustus tekende Jort van der Sande een driejarig contract in Den Haag. De aanvallende middenvelder, die ook als spits of buitenspeler uit de voeten kan, kwam transfervrij over van NAC Breda.
- Op woensdag 30 augustus streek Mohamed Hamdaoui neer in Den Haag, nadat zijn contract bij Zirə FK afliep. De aanvallende middenvelder annex vleugelaanvaller tekende een contract voor een seizoen.

### September 2023
- Op vrijdag 1 september ('Transfer Deadline Day') tekende vleugelverdediger Gennaro Nigro een contract in Den Haag. De 23-jarige Amerikaan, met tevens een Italiaans paspoort, werd voor een seizoen gehuurd van Real Monarchs. Het Amerikaanse Real Monarchs is verbonden aan Real Salt Lake, dat net als ADO Den Haag onder de Bolt-groep valt. Ook linksback Bart van Hintum werd binnengehaald. De 36-jarige linksback mocht vertrekken bij het gepromoveerde PEC Zwolle en tekende een contract voor een seizoen.
- Op zondag 3 september won ADO Den Haag met een vracht aan nieuwe spelers voor de tweede keer op rij. Jong AZ werd dankzij vier corners met 4-1 opzijgezet.
- Op maandag 4 september wist ADO Den Haag opnieuw een speler binnen te halen, ondanks het verstrijken van de transferdeadline. Middenvelder Lasse Vigen Christensen kon transfervrij overstappen, nadat zij contract bij Silkeborg IF afliep. In Den Haag tekende de Deen een contract voor twee seizoenen.
- Op donderdag 7 september speelde ADO Den Haag een oefenwedstrijd tegen Eredivisionist N.E.C.. De Nijmegenaren wonnen met 3-0.
- Op vrijdag 15 september wist ADO Den Haag knap te winnen van degradant FC Groningen. In Groningen scoorde Henk Veerman zijn eerste ADO-goal en daarmee het enige doelpunt van de wedstrijd: 0-1.
- Op maandag 18 september speelde ADO Den Haag gelijk tegen FC Eindhoven: 1-1. Wederom zorgde Henk Veerman voor het enige Haagse doelpunt.
- Op woensdag 20 september tekende Tim Coremans een contract bij ADO Den Haag. De doelman, die tussen 2014 en 2018 ook onder contract stond in Den Haag, tekende transfervrij voor een seizoen. Coremans werd reservedoelman na het wegvallen van de geblesseerde Hugo Wentges en David van de Riet.
- Op vrijdag 22 september liet ADO Den Haag punten liggen tegen het nog puntloze Telstar: 1-1.
- Op maandag 25 september vertrok de jonge spits Fabian Shahaj bij ADO Den Haag (O21). Shahaj tekende een contract bij TOP Oss.
- Op woensdag 27 september ontving ADO Den Haag Onder 21-trainer Giovanni Franken zijn UEFA Pro-trainerslicentie.
- Op vrijdag 29 september pakte ADO Den Haag na twee remises weer de volle winst. Tegen MVV Maastricht was de ruststand ook de eindstand: 0-3.

### Oktober 2023
- Op vrijdag 6 oktober won ADO Den Haag opnieuw. Ditmaal werd TOP Oss moeizaam met 2-1 verslagen, dankzij twee treffers van Henk Veerman.
- Op donderdag 12 oktober speelden de reserves van ADO Den Haag een oefenwedstrijd tegen de Belgische zusterclub SK Beveren. Vanwege regen en onweer werd de wedstrijd na 54 minuten spelen gestaakt.
- Op vrijdag 20 oktober won ADO Den Haag knap een van de 'KKD-toppers'. In Drenthe werd FC Emmen met 2-3 in het Haags Kwartiertje verslagen.
- Op maandag 23 oktober verzuimde ADO Den Haag om de koppositie in de KKD te pakken. Tegen Jong Ajax eindigde het doelpuntloos: 0-0.
- Op vrijdag 27 oktober liet ADO Den Haag opnieuw punten liggen. Vlak voor tijd maakte VVV-Venlo in Den Haag de 2-2.
- Op dinsdag 31 oktober beleefde ADO Den Haag een moeizame start van het KNVB Bekertoernooi, al ging het wel door naar de volgende ronde. Tegen de amateurs van VV Noordwijk kwamen de Hagenezen door een vroege rode kaart niet verder dan 0-1.

### November 2023
- Op maandag 6 november deed het Haags Kwartiertje zijn naam eer aan. Een achterstand tegen Jong PSV werd omgebogen in een winstpartij: 1-2.
- Op zondag 12 november verloor ADO Den Haag voor het eerst sinds 18 augustus een officiële wedstrijd. Tegen SC Cambuur werd het 1-2.
- Op donderdag 16 november speelde ADO Den Haag een oefenwedstrijd, vanwege de interlandbreak. Tegen Eredivisionist Excelsior Rotterdam eindigde het duel in 1-1.
- Op vrijdag 24 november wist ADO Den Haag in extremis een punt te behalen in de uitwedstrijd tegen FC Dordrecht. In blessuretijd maakte Henk Veerman de 2-2.
- Op maandag 27 november werd Jong FC Utrecht verpletterd door een ontketend ADO Den Haag, met de grootste overwinning van het seizoen: 6-0.

### December 2023
- Op vrijdag 1 december leed ADO Den Haag een opvallende nederlaag tegen laagvlieger Helmond Sport: 3-2.
- Op vrijdag 8 december speelde ADO Den Haag verrassend sterk tegen koploper Willem II. Echter gaven de Hagenezen in blessuretijd de overwinning alsnog uit handen: 1-1.
- Op vrijdag 15 december wist ADO Den Haag nu wel zijn thuiswedstrijd te winnen. Tegen NAC Breda was de ruststand ook de eindstand: 3-1.
- Op zaterdag 16 december degradeerde ADO Den Haag Onder 21 onder leiding van Giovanni Franken uit 'Divisie 1', de hoogste competitie die alleen uit 'Jong-ploegen' bestaat. Na deze najaarscompetitie meerdere malen een voorsprong in blessuretijd te hebben weggegeven, waaronder een week eerder een 3-0 voorsprong tegen Feyenoord O21, verloor ADO O21 van het eveneens gedegradeerde FC Volendam O21 met 3-2. Hierdoor bleef ADO O21 op een zevende plaats staan en droop het in de voorjaarscompetitie af naar 'Divisie 2'.
- Op woensdag 20 december behaalde een gehavend ADO Den Haag een van de knapste overwinningen van het seizoen. In de tweede ronde van het KNVB Bekertoernooi werd, ondanks vele geblesseerden en zieken binnen de Haagse selectie, Eredivisionist Sparta Rotterdam met 2-0 verslagen.
- Op zaterdag 23 december won ADO Den Haag de laatste competitiewedstrijd van het seizoen. Ondanks een teleurstellende wedstrijd en fikse wind over het sportcomplex in Wijdewormer namen de Hagenezen de drie punten mee naar huis: 1-2. Daarnaast vertrok veiligheidsmanager Pieter Vink na een aantal maanden alweer bij ADO Den Haag.

### Januari 2024
- Van dinsdag 2 januari tot en met zondag 7 januari 2024 ging de herenselectie van ADO Den Haag op trainingskamp naar het Spaanse Alhaurín el Grande. Vier spelers gingen niet mee: Kilian Nikiema (Afrika Cup met Burkina Faso), Rafael Struick (Azië Cup met Indonesië), Hugo Wentges (blessure) en Daryl Werker (ziek).
- Op dinsdag 2 januari werd bekend dat Gennaro Nigro terugkeerde naar Real Salt Lake, onderdeel van de Bolt-group. De 23-jarige Amerikaanse verdediger werd voor een heel seizoen gehuurd, maar kon geen potten breken. Nigro kwam alleen tot één optreden in het bekertoernooi, waarin hij een rode kaart pakte.
- Op zondag 7 januari verloor ADO Den Haag het oefenduel tegen Como 1907. In Marbella verloren de Hagenezen tegen de hoogvlieger in de Serie B: 0-2.
- Op woensdag 10 januari werd Nick Marsman binnengehaald. De 33-jarige doelman had zijn contract verscheurd bij Inter Miami CF, waar ook Lionel Messi onder contract stond. Marsman tekende een contract voor een half jaar, vanwege het ontbreken van Hugo Wentges en Kilian Nikiema.
- Op vrijdag 12 januari won ADO Den Haag in een spectaculair duel van directe concurrent De Graafschap. Ondanks een 0-2 achterstand bij rust, wisten de Hagenezen dankzij vijf verschillende doelpuntenmakers de wedstrijd naar zich toe te trekken: 5-3. Dit was tevens de eerste wedstrijd met de nieuwe duurzame led-verlichting in de lichtmasten van het Bingoal stadion. Dezelfde avond werd Alex Schalk gepresenteerd als nieuwe aanwinst. De 31-jarige spits kwam transfervrij over van het Japanse Urawa Red Diamonds, waarmee hij op het WK voor clubteams in de halve finale verloor van Manchester City FC, en tekende een contract voor anderhalf jaar.
- Op dinsdag 16 januari behaalde ADO Den Haag een zeer moeizame overwinning in de achtste finales van het KNVB Bekertoernooi. De amateurs van Excelsior Maassluis werden pas in het Haags Kwartiertje opzij gezet: 1-2.
- Op donderdag 18 januari tekende ADO Den Haag Onder 21-speler Joey Brandt zijn eerste profcontract. De middenvelder, die de gehele jeugdopleiding van de Haagse club doorliep, werd tot de zomer van 2026 vastgelegd.
- Op maandag 22 januari verloor ADO Den Haag verrassend van VVV Venlo: 2-1. De wedstrijd zou eigenlijk op vrijdag 19 januari plaatsvinden, maar werd enige dagen later gespeeld vanwege flinke sneeuwval. De Hagenezen zakten mede door deze nederlaag van de tweede naar de derde plaats op de ranglijst.
- Op donderdag 25 januari vertrok Giovanni Franken als hoofdtrainer van ADO Den Haag Onder 21, ondanks een doorlopend contract. Franken kon de Haagse 'Jong-ploeg' een maand eerder niet behoeden voor degradatie uit de hoogste divisie voor O19-teams, 'Divisie 1'. Eerder wist hij als interim-trainer van het eerste elftal van ADO Den Haag niet te promoveren naar de Eredivisie. Franken werd vervangen door Ervin Lee, die met ADO Den Haag Onder 17 in de najaarscompetitie juist het kampioenschap behaalde.
- Op vrijdag 26 januari wist ADO Den Haag te winnen van FC Emmen. De Hagenezen waren de baas op het veld en wonnen met 3-0.

### Februari 2024
- Op donderdag 1 februari, 'Transfer Deadline Day', wist ADO Den Haag een belangrijke slag te slaan. Middenvelder Jari Vlak kwam over van FC Emmen, waar hij clubtopscorer en aanvoerder was. De 25-jarige Volendammer tekende in Den Haag een contract voor 3,5 jaar. ADO betaalde zo'n €600.000, het tweede hoogste bedrag dat de Haagse club ooit betaalde voor een speler.
- Op vrijdag 2 februari behaalde ADO Den Haag een goede zakelijke overwinning tegen TOP Oss: 1-3. De ruststand was dit duel ook de eindstand.
- Op dinsdag 6 februari leed ADO Den Haag een nederlaag in het KNVB Bekertoernooi, net als vorig seizoen in de kwartfinale. N.E.C. was met 3-0 te sterk, onder meer door een goal van voormalig ADO-middenvelder Tjaronn Chery.
- Op vrijdag 9 februari wist ADO Den Haag alsnog een speler binnen te halen. Oude bekende Timothy Derijck tekende voor de derde keer een contract in de Hofstad, nadat zijn contract bij SV Zulte Waregem werd ontbonden. De 36-jarige Belgische centrale verdediger tekende een contract tot het einde van het seizoen.
- Op zondag 11 februari wist ADO Den Haag overtuigend te winnen van FC Den Bosch: 3-0.
- Op vrijdag 16 februari verloor ADO Den Haag de topper tegen koploper Willem II: 2-1.
- Op vrijdag 23 februari liet ADO Den Haag in de thuiswedstrijd tegen MVV Maastricht wederom punten liggen. Dankzij een slimme goal in blessuretijd van Alex Schalk eindigde het duel in 2-2.

### Maart 2024
- Op vrijdag 1 maart won ADO Den Haag moeizaam de thuiswedstrijd tegen Jong Ajax: 2-1.
- Op vrijdag 8 maart ging nummer 3 ADO Den Haag op bezoek bij nummer 2 Roda JC Kerkrade. Het duel eindigde in een gelijkspel: 2-2.
- Op maandag 11 maart speelde ADO Den Haag opnieuw tegen een sterke tegenstander. Ditmaal kwam nummer 4 FC Dordrecht op bezoek. Deze thuiswedstrijd eindigde net als de uitwedstrijd in 2-2.
- Op vrijdag 15 maart liet ADO Den Haag de hoop op directe promotie varen, vanwege wederom een tegenvallend resultaat. Tegen laagvlieger Telstar werd kansloos verloren: 3-1.
- Op donderdag 21 maart won ADO Den Haag de oefenwedstrijd van Eredivisionist FC Volendam met klinkende cijfers: 4-0.
- Op vrijdag 29 maart verspeelde ADO Den Haag de laatste hoop op directe promotie. Tegen directe concurrent FC Groningen verloren de Hagenezen met 0-2.

### April 2024
- Op woensdag 3 april maakte ADO Den Haag bekend dat de opties in de aflopende contracten van Silvinho Esajas en Rafael Struick werden gelicht. Beiden bleven een seizoen extra onder contract staan. Het contract met Finn de Bruin werd met twee seizoenen verlengd, tot de zomer van 2026. De aflopende contracten van Amir Absalem, Tim Coremans, Timothy Derijck, Dhoraso Moreo Klas, David van de Riet, Malik Sellouki, Gylermo Siereveld, Daryl Werker en Jerry van Wolfgang werden niet gelicht. Ook het contract van Bart van Hintum werd niet verlengd. De 37-jarige linksback gaf aan na dit seizoen te stoppen met profvoetbal.
- Op vrijdag 5 april won ADO Den Haag weer eens een wedstrijd. SC Cambuur werd met 0-2 verslagen.
- Op woensdag 10 april werd bekendgemaakt dat de herenselectie vanaf het hiernavolgende seizoen weer zou gaan trainen op Sportcomplex De Aftrap, het complex rond het oude Zuiderparkstadion.
- Op vrijdag 12 april werd de clash tussen de twee topscorers van de Keuken Kampioen Divisie in het voordeel van de tegenstander beslist. Martijn Kaars maakte zijn 21ste doelpunt en zorgde daarmee voor de verrassende overwinning van Helmond Sport op de ploeg van Henk Veerman, die op 20 goals bleef staan: 0-1.
- Op zaterdag 20 april wist ADO Den Haag wederom een officiële thuiswedstrijd niet te winnen. Tegen FC Eindhoven eindigde de wedstrijd in 1-1.
- Op maandag 29 april kwam ADO Den Haag wel tot een zege. Jong FC Utrecht werd met 0-2 verslagen, door goals van Henk Veerman en Matteo Waem.

### Mei 2024
- Op vrijdag 3 mei liet ADO Den Haag de overwinning tegen NAC Breda glippen: 2-2. Mede dankzij de late gelijkmaker wisten het Bredase team zich, net als ADO, te plaatsen voor de play-offs om promotie.
- Op vrijdag 10 mei vond de laatste reguliere competitiewedstrijd van het seizoen plaats. ADO Den Haag verloor kansloos door persoonlijke fouten met 2-3 van Jong PSV. De Hagenezen eindigden op de vijfde plaats in de Keuken Kampioen Divisie en ging de play-offs voor promotie/degradatie in. Na afloop van het duel kregen Henk Veerman (Beste speler & Topscorer) en Joël Ideho (Beste Talent) de Karel Jansen-trofeeën uitgereikt.
- Op dinsdag 14 mei begon ADO Den Haag aan de eerste kwartfinale van de play-offs. De Hagenezen kwam goed voor de dag en versloegen De Graafschap met 2-3.
- Op zaterdag 18 mei wist ADO Den Haag Onder 21 te promoveren naar het hoogste beloftenniveau (Divisie 1) door kampioen te worden van Divisie 2. Dezelfde dag wist ADO Den Haag de kwartfinales van de play-offs te winnen. Na een spannend einde was de 2-2 tegen De Graafschap genoeg om door te stoten naar de halve finale.
- Op woensdag 22 mei brak de halve finale van de play-offs aan. Ondanks een overwicht qua veldspel en kansen moest ADO Den Haag de duimen leggen tegen Eredivisionist Excelsior Rotterdam: 1-2.
- Op zaterdag 25 mei was het seizoen voor ADO Den Haag voorbij. De Hagenezen zakten, mede dankzij de wisselvalligheid omtrent de 5-3-2 opstelling die hoofdtrainer Darije Kalezić vanaf februari doorvoerde, zwaar door het ijs en verloren de tweede halve finale met 7-1 van Excelsior Rotterdam. Henk Veerman maakte hierin nog wel zijn 26ste doelpunt van het seizoen.

## Selectie en staf ADO Den Haag

### Selectie ADO Den Haag 2023/24
| #   | Naam                    | Land             | Positie      | Bij ADO sinds  | Contract tot | Opt.   | C. | Voetbal | Kreeg geel | Weggestuurd | B. | Voetbal | Kreeg geel | Weggestuurd | P. | Voetbal | Kreeg geel | Weggestuurd | T. | Voetbal | Kreeg geel | Weggestuurd |
| --- | ----------------------- | ---------------- | ------------ | -------------- | ------------ | ------ | -- | ------- | ---------- | ----------- | -- | ------- | ---------- | ----------- | -- | ------- | ---------- | ----------- | -- | ------- | ---------- | ----------- |
| 1   | Hugo Wentges            | Nederland        | Doelman      | Zomer 2021     | Zomer 2025   |        | 5  | 0       | 0          | 0           | 0  | 0       | 0          | 0           | 0  | 0       | 0          | 0           | 5  | 0       | 0          | 0           |
| 2   | Tyrese Asante           | Nederland        | Verdediger   | Zomer 2021     | Zomer 2025   | (+1)   | 27 | 0       | 5          | 0           | 2  | 0       | 0          | 0           | 4  | 0       | 1          | 0           | 33 | 0       | 6          | 0           |
| 3   | Daniel Granli           | Noorwegen        | Verdediger   | Zomer 2023     | Zomer 2025   |        | 9  | 0       | 2          | 0           | 0  | 0       | 0          | 0           | 0  | 0       | 0          | 0           | 9  | 0       | 2          | 0           |
| 4   | Matteo Waem             | België           | Verdediger   | Zomer 2023     | Zomer 2026   |        | 35 | 3       | 6          | 0           | 4  | 0       | 0          | 0           | 4  | 0       | 2          | 0           | 43 | 3       | 8          | 0           |
| 5   | Bart van Hintum         | Nederland        | Verdediger   | Zomer 2023     | Zomer 2024   |        | 27 | 0       | 5          | 0           | 2  | 0       | 0          | 0           | 2  | 0       | 0          | 1           | 31 | 0       | 5          | 1           |
| 6   | Kürşad Sürmeli          | Nederland        | Middenvelder | Zomer 2023     | Zomer 2025   | (+1)   | 32 | 1       | 7          | 0           | 4  | 0       | 0          | 0           | 3  | 0       | 0          | 0           | 39 | 1       | 7          | 0           |
| 7   | Daryl van Mieghem       | Nederland        | Aanvaller    | Zomer 2023     | Zomer 2025   |        | 36 | 8       | 3          | 0           | 4  | 1       | 0          | 0           | 4  | 1       | 1          | 0           | 44 | 10      | 4          | 0           |
| 8   | Dhoraso Moreo Klas      | Suriname         | Middenvelder | Zomer 2021     | Zomer 2024   |        | 20 | 1       | 3          | 1           | 1  | 0       | 0          | 0           | 0  | 0       | 0          | 0           | 21 | 1       | 3          | 1           |
| 9   | Henk Veerman            | Nederland        | Aanvaller    | Zomer 2023     | Zomer 2024   | (koop) | 38 | 23      | 4          | 0           | 2  | 1       | 0          | 0           | 4  | 2       | 0          | 0           | 44 | 26      | 4          | 0           |
| 10  | Jort van der Sande      | Nederland        | Middenvelder | Zomer 2023     | Zomer 2026   |        | 31 | 10      | 2          | 0           | 4  | 2       | 0          | 0           | 4  | 0       | 2          | 0           | 39 | 12      | 4          | 0           |
| 11  | Malik Sellouki          | Frankrijk        | Aanvaller    | Zomer 2022     | Zomer 2024   | (+1)   | 18 | 5       | 2          | 0           | 2  | 0       | 0          | 0           | 3  | 0       | 0          | 0           | 23 | 5       | 2          | 0           |
| 13  | Lasse Vigen Christensen | Denemarken       | Middenvelder | Zomer 2023     | Zomer 2025   |        | 20 | 2       | 2          | 0           | 2  | 0       | 0          | 0           | 3  | 0       | 0          | 0           | 25 | 2       | 2          | 0           |
| 14  | Henri Koudossou         | Duitsland        | Verdediger   | Zomer 2023     | Zomer 2024   |        | 31 | 2       | 1          | 0           | 4  | 0       | 0          | 0           | 2  | 0       | 1          | 0           | 37 | 2       | 2          | 0           |
| 15  | Amir Absalem            | Nederland        | Verdediger   | Zomer 2022     | Zomer 2024   |        | 24 | 2       | 2          | 1           | 3  | 0       | 0          | 0           | 3  | 1       | 0          | 1           | 30 | 3       | 2          | 2           |
| 16  | Timothy Derijck         | België           | Verdediger   | Winter 2023/24 | Zomer 2024   |        | 8  | 2       | 1          | 0           | 0  | 0       | 0          | 0           | 0  | 0       | 0          | 0           | 8  | 2       | 1          | 0           |
| 16* | Calvin Gustina          | Curaçao          | Middenvelder | Zomer 2023     | Zomer 2025   | (+2)   | 4  | 0       | 0          | 0           | 1  | 0       | 0          | 0           | 0  | 0       | 0          | 0           | 5  | 0       | 0          | 0           |
| 17  | Joel Ideho              | Nederland        | Aanvaller    | Zomer 2023     | Zomer 2025   |        | 25 | 4       | 3          | 0           | 4  | 1       | 0          | 0           | 2  | 0       | 1          | 0           | 31 | 5       | 4          | 0           |
| 18  | Silvinho Esajas         | Nederland        | Middenvelder | Winter 2020/21 | Zomer 2025   |        | 18 | 2       | 6          | 1           | 2  | 0       | 0          | 0           | 4  | 0       | 2          | 0           | 24 | 2       | 8          | 1           |
| 19  | Jerry van Wolfgang      | Nederland        | Aanvaller    | Zomer 2023     | Zomer 2024   |        | 14 | 1       | 1          | 0           | 1  | 0       | 0          | 0           | 0  | 0       | 0          | 0           | 15 | 1       | 1          | 0           |
| 20  | Sacha Komljenovic       | Nederland        | Middenvelder | Zomer 2021     | Zomer 2025   | (+1)   | 12 | 1       | 3          | 0           | 3  | 0       | 1          | 0           | 0  | 0       | 0          | 0           | 15 | 1       | 4          | 0           |
| 21  | Nick Marsman            | Nederland        | Doelman      | Winter 2023/24 | Zomer 2024   |        | 17 | 0       | 1          | 0           | 2  | 0       | 0          | 0           | 4  | 0       | 0          | 0           | 23 | 0       | 1          | 0           |
| 21* | Robyn Esajas            | Nederland        | Aanvaller    | Zomer 2023     | Zomer 2024   | (+2)   | 3  | 0       | 0          | 0           | 0  | 0       | 0          | 0           | 0  | 0       | 0          | 0           | 3  | 0       | 0          | 0           |
| 22  | Justin Che              | Verenigde Staten | Verdediger   | Zomer 2023     | Zomer 2024   |        | 21 | 0       | 1          | 0           | 2  | 0       | 1          | 0           | 0  | 0       | 0          | 0           | 23 | 0       | 2          | 0           |
| 23  | Kilian Nikiema          | Burkina Faso     | Doelman      | Winter 2021/22 | Zomer 2025   |        | 12 | 0       | 0          | 0           | 0  | 0       | 0          | 0           | 0  | 0       | 0          | 0           | 12 | 0       | 0          | 0           |
| 24  | Mohamed Hamdaoui        | Nederland        | Aanvaller    | Zomer 2023     | Zomer 2024   |        | 12 | 0       | 1          | 0           | 0  | 0       | 0          | 0           | 0  | 0       | 0          | 0           | 12 | 0       | 1          | 0           |
| 25  | Jari Vlak               | Nederland        | Middenvelder | Winter 2023/24 | Zomer 2027   |        | 12 | 1       | 3          | 0           | 1  | 0       | 0          | 0           | 4  | 0       | 0          | 0           | 17 | 1       | 3          | 0           |
| 26  | Gylermo Siereveld       | Nederland        | Verdediger   | Zomer 2022     | Zomer 2024   | (+2)   | 17 | 0       | 1          | 0           | 3  | 0       | 0          | 0           | 4  | 0       | 0          | 0           | 24 | 0       | 1          | 0           |
| 27  | Rafael Struick          | Indonesië        | Aanvaller    | Winter 2021/22 | Zomer 2025   |        | 3  | 0       | 0          | 0           | 1  | 0       | 0          | 0           | 0  | 0       | 0          | 0           | 4  | 0       | 0          | 0           |
| 28  | Tim Coremans            | Nederland        | Doelman      | Zomer 2023     | Zomer 2024   |        | 5  | 0       | 0          | 0           | 2  | 0       | 0          | 0           | 0  | 0       | 0          | 0           | 7  | 0       | 0          | 0           |
| 29  | David van de Riet       | Nederland        | Doelman      | Zomer 2022     | Zomer 2024   |        | 0  | 0       | 0          | 0           | 0  | 0       | 0          | 0           | 0  | 0       | 0          | 0           | 0  | 0       | 0          | 0           |
| 30  | Alex Schalk             | Nederland        | Aanvaller    | Winter 2023/24 | Zomer 2025   |        | 17 | 3       | 1          | 0           | 1  | 0       | 0          | 0           | 2  | 3       | 0          | 0           | 20 | 6       | 1          | 0           |
| 32  | Maikey Houwaart         | Nederland        | Aanvaller    | Winter 2023/24 | Zomer 2025   |        | 3  | 0       | 0          | 0           | 2  | 0       | 0          | 0           | 0  | 0       | 0          | 0           | 5  | 0       | 0          | 0           |
| 33  | Daryl Werker            | Nederland        | Verdediger   | Zomer 2022     | Zomer 2024   | (+1)   | 6  | 0       | 2          | 0           | 1  | 0       | 0          | 0           | 0  | 0       | 0          | 0           | 7  | 0       | 2          | 0           |
| 34  | Finn de Bruin           | Nederland        | Middenvelder | Winter 2023/24 | Zomer 2026   |        | 4  | 0       | 0          | 0           | 1  | 0       | 0          | 0           | 4  | 0       | 0          | 0           | 9  | 0       | 0          | 0           |

### Tussentijds vertrokken spelers
| #  | Naam          | Land             | Positie    | Bij ADO sinds | Contract tot | Opt. | C. | Voetbal | Kreeg geel | Weggestuurd | B. | Voetbal | Kreeg geel | Weggestuurd | T. | Voetbal | Kreeg geel | Weggestuurd |
| -- | ------------- | ---------------- | ---------- | ------------- | ------------ | ---- | -- | ------- | ---------- | ----------- | -- | ------- | ---------- | ----------- | -- | ------- | ---------- | ----------- |
| 12 | Gennaro Nigro | Verenigde Staten | Verdediger | Zomer 2023    | Zomer 2024   |      | 0  | 0       | 0          | 0           | 1  | 0       | 0          | 1           | 1  | 0       | 0          | 1           |

### Spelers per positie
| Naam                    | Geboortedatum    | Doelman | Verdediging | Verdediging | Verdediging | Middenveld | Middenveld | Aanval | Aanval | Aanval |
| Naam                    | Geboortedatum    | GK      | RA          | CV          | LA          | VM         | AM         | RV     | LV     | SP     |
| ----------------------- | ---------------- | ------- | ----------- | ----------- | ----------- | ---------- | ---------- | ------ | ------ | ------ |
| Nick Marsman            | 1 oktober 1990   | x       |             |             |             |            |            |        |        |        |
| Hugo Wentges            | 11 februari 2002 | x       |             |             |             |            |            |        |        |        |
| Kilian Nikiema          | 22 juni 2003     | x       |             |             |             |            |            |        |        |        |
| Tim Coremans            | 10 april 1991    | x       |             |             |             |            |            |        |        |        |
| David van de Riet       | 6 februari 2002  | x       |             |             |             |            |            |        |        |        |
| Henri Koudossou         | 3 september 1999 |         | x           |             | x           |            |            | x      |        |        |
| Justin Che              | 18 november 2003 |         | x           | x           |             |            |            |        |        |        |
| Matteo Waem             | 1 juni 2000      |         |             | x           | x           |            |            |        |        |        |
| Tyrese Asante           | 9 april 2002     |         | x           | x           |             | x          |            |        |        |        |
| Timothy Derijck         | 25 mei 1987      |         |             | x           |             | x          |            |        |        |        |
| Daniel Granli           | 1 mei 1994       |         | x           | x           | x           |            |            |        |        |        |
| Daryl Werker            | 27 juni 1994     |         |             | x           |             |            |            |        |        |        |
| Gylermo Siereveld       | 13 maart 2002    |         |             | x           |             |            |            |        |        |        |
| Bart van Hintum         | 16 januari 1987  |         |             | x           | x           |            |            |        |        |        |
| Amir Absalem            | 19 juni 1997     |         |             |             | x           |            |            |        |        |        |
| Lasse Vigen Christensen | 15 augustus 1994 |         |             |             |             | x          | x          |        |        |        |
| Kürşad Sürmeli          | 14 augustus 1995 |         |             | x           |             | x          |            |        |        |        |
| Jari Vlak               | 15 augustus 1998 |         |             |             |             | x          | x          |        |        |        |
| Dhoraso Moreo Klas      | 30 januari 2001  |         |             |             |             | x          | x          |        |        |        |
| Silvinho Esajas         | 8 juli 2002      |         |             | x           |             | x          |            |        |        |        |
| Calvin Gustina          | 19 november 2004 |         |             |             |             | x          | x          |        |        |        |
| Finn de Bruin           | 5 april 2004     |         |             | x           |             | x          |            |        |        |        |
| Jort van der Sande      | 25 januari 1996  |         |             |             |             |            | x          | x      | x      | x      |
| Sacha Komljenovic       | 10 mei 2003      |         |             |             |             |            | x          |        |        | x      |
| Daryl van Mieghem       | 5 december 1989  |         |             |             |             |            | x          | x      | x      |        |
| Malik Sellouki          | 21 maart 2000    |         |             |             |             |            | x          | x      | x      |        |
| Mohamed Hamdaoui        | 10 juni 1993     |         |             |             |             |            | x          | x      | x      |        |
| Jerry van Wolfgang      | 12 maart 1992    |         |             |             |             |            |            | x      | x      |        |
| Joel Ideho              | 17 juli 2003     |         |             |             |             |            |            | x      | x      |        |
| Robyn Esajas            | 29 januari 2002  |         |             |             | x           | x          |            |        | x      |        |
| Rafael Struick          | 27 maart 2003    |         |             |             |             |            |            | x      | x      |        |
| Henk Veerman            | 26 februari 1991 |         |             |             |             |            |            |        |        | x      |
| Alex Schalk             | 7 augustus 1992  |         |             |             |             |            |            |        | x      | x      |
| Maikey Houwaart         | 27 januari 2006  |         |             |             |             |            |            |        |        | x      |

### Transfers
Zomer 2023 - aangetrokken:
- Justin Che → Brøndby IF (gehuurd)
- Tim Coremans → Sparta Rotterdam
- Robyn Esajas → eigen gelederen
- Daniel Granli → Aalborg BK
- Calvin Gustina → eigen gelederen
- Mohamed Hamdaoui → Zirə FK
- Bart van Hintum → PEC Zwolle
- Joel Ideho → Arsenal FC
- Henri Koudossou → FC Augsburg (gehuurd)
- Daryl van Mieghem → FC Volendam
- Gennaro Nigro → Real Salt Lake (gehuurd)
- Jort van der Sande → NAC Breda
- Kürşad Sürmeli → Altınordu FK
- Henk Veerman → FC Volendam (gehuurd)
- Lasse Vigen Christensen → Silkeborg IF
- Matteo Waem → MVV Maastricht
- Jerry van Wolfgang → clubloos

Zomer 2023 - vertrokken:
- Mario Bilate → Kozakken Boys
- Finn van Breemen → FC Basel (€1.000.000)
- Gregor Breinburg → nnb.
- Nick Broekhuizen → K.v.v. Quick Boys
- Dirk Carlson → SKN Sankt Pölten (was al verhuurd)
- Amar Ćatić → SV Wehen Wiesbaden
- Denzel Hall → SC Heerenveen (was gehuurd van Feyenoord)
- Boy Kemper → NAC Breda
- Ricardo Kishna → nnb.
- Luuk Koopmans → Fortuna Sittard
- Marius van Mil → Excelsior Maassluis
- Michael Mulder → Panachaiki GE
- Jesse Reinders → K.v.v. Quick Boys
- Guillem Rodríguez → Rayo de Barcelona (Kings League)
- Xander Severina → FK Partizan
- Joey Sleegers → FC Eindhoven
- Sonny Stevens → Dewa United F.C. (was gehuurd van OFI Kreta)
- Titouan Thomas → Stade Lavallois (was gehuurd van GD Estoril-Praia)
- Thomas Verheydt → Çorum F.K.
- Max de Waal → Willem II (was gehuurd van AFC Ajax)
- Jordy Wehrmann → HNK Vukovar 1991 (was gehuurd van FC Luzern)
- Joël Zwarts → TSV 1860 München (was gehuurd van SSV Jahn Regensburg)

Winter 2023/24 - aangetrokken:
- Finn de Bruin → eigen gelederen
- Timothy Derijck → SV Zulte Waregem
- Maikey Houwaart → eigen gelederen
- Nick Marsman → Inter Miami CF
- Alex Schalk → Urawa Red Diamonds
- Jari Vlak → FC Emmen (€600.000)

Winter 2023/24 - vertrokken:
- Gennaro Nigro → Real Salt Lake (was gehuurd)

### Technische staf
| Functie                 | Naam                  | Bij ADO sinds   | Contract tot |
| ----------------------- | --------------------- | --------------- | ------------ |
| Hoofdtrainer            | Darije Kalezić        | Zomer 2023      | Zomer 2025   |
| Assistent-trainer       | Regillio Vrede        | Zomer 2023      |              |
| Assistent-trainer       | Levi Schwiebbe        | Zomer 2023      |              |
| Keeperstrainer          | Raymond Mulder        | Zomer 2016      |              |
| Loop- en hersteltrainer | John Nieuwenburg      | Zomer 2016      |              |
| Materiaalman            | Rob Ravestein         |                 |              |
| Teammanager             | Falco van den Eijnden | Zomer 2023      |              |
| Fysiotherapeut          | Edwin Coret           | Zomer 2003      |              |
| Fysiotherapeut          | Thom van der Spek     | Winter 2014/15* |              |
| Fysiotherapeut          | Gino Zwirs            | Zomer 2022      |              |
| Sporttherapeut          | Erwin Lemmers         | Winter 2023/24  |              |
| Clubarts                | Daan van de Pol       | Zomer 2022      |              |
| Masseur                 | Ton Goris             | Zomer 2022      |              |
| Video-analist           | Jim Smit              | Zomer 2023      |              |
| Data-analist            | Theodore Kastanidis   | Zomer 2022      |              |
| Spelersbegeleider       | Philip Nijgh          | Zomer 2009      |              |
| Persvoorlichter         | Jill Verreijdt        | Zomer 2014*     |              |
| Stadionspeaker          | Wietze Smid           | Zomer 1997      |              |

### Directie
| Functie                       | Naam                           | Bij ADO sinds | Contract tot   |
| ----------------------------- | ------------------------------ | ------------- | -------------- |
| Eigenaar                      | David Blitzer                  | Februari 2022 |                |
| Algemeen directeur            | Natascha van Grinsven-Admiraal | Zomer 2023    | Zomer 2026     |
| Technisch directeur           | Joris Mathijsen                | Zomer 2023    | Zomer 2026     |
| Veiligheidsmanager            | Pieter Vink                    | Zomer 2023    | Winter 2023/24 |
| Leden Raad van Commissarissen | Sander Schouten                | Zomer 2022    |                |
| Leden Raad van Commissarissen | Johannes Ruppert               | Zomer 2022    |                |

## Statistieken ADO Den Haag in het seizoen 2023/24

### Clubtopscorers 2023/24
| #   | Naam                    | Doelpunten              | Doelpunten | Doelpunten | Doelpunten | Assists                 | Assists    | Assists   | Assists |
| #   | Naam                    | Keuken Kampioen Divisie | KNVB Beker | Play-offs  | Totaal     | Keuken Kampioen Divisie | KNVB Beker | Play-offs | Totaal  |
| --- | ----------------------- | ----------------------- | ---------- | ---------- | ---------- | ----------------------- | ---------- | --------- | ------- |
| 1.  | Henk Veerman            | 23                      | 1          | 2          | 26         | 4                       | 0          | 1         | 5       |
| 2.  | Jort van der Sande      | 11                      | 2          | 0          | 13         | 7                       | 1          | 0         | 8       |
| 3.  | Daryl van Mieghem       | 8                       | 1          | 1          | 10         | 16                      | 0          | 1         | 17      |
| 4.  | Alex Schalk             | 3                       | 0          | 3          | 6          | 2                       | 0          | 0         | 2       |
| 5.  | Joel Ideho              | 4                       | 1          | 0          | 5          | 5                       | 2          | 1         | 8       |
| 6.  | Malik Sellouki          | 5                       | 0          | 0          | 5          | 1                       | 0          | 0         | 1       |
| 7.  | Amir Absalem            | 2                       | 0          | 1          | 3          | 1                       | 0          | 1         | 2       |
| 8.  | Matteo Waem             | 3                       | 0          | 0          | 3          | 0                       | 0          | 0         | 0       |
| 9.  | Lasse Vigen Christensen | 2                       | 0          | 0          | 2          | 5                       | 0          | 0         | 5       |
| 10. | Henri Koudossou         | 2                       | 0          | 0          | 2          | 4                       | 0          | 0         | 4       |
| 11. | Silvinho Esajas         | 2                       | 0          | 0          | 2          | 1                       | 0          | 0         | 1       |
| 12. | Timothy Derijck         | 2                       | 0          | 0          | 2          | 0                       | 0          | 0         | 0       |
| 13. | Kürşad Sürmeli          | 1                       | 0          | 0          | 1          | 3                       | 0          | 0         | 3       |
| 14. | Jari Vlak               | 1                       | 0          | 0          | 1          | 1                       | 0          | 1         | 2       |
| 15. | Dhoraso Moreo Klas      | 1                       | 0          | 0          | 1          | 1                       | 0          | 0         | 1       |
| 16. | Jerry van Wolfgang      | 1                       | 0          | 0          | 1          | 1                       | 0          | 0         | 1       |
| 17. | Sacha Komljenovic       | 1                       | 0          | 0          | 1          | 0                       | 0          | 0         | 0       |
| 18. | Justin Che              | 0                       | 0          | 0          | 0          | 2                       | 0          | 0         | 2       |
| 19. | Bart van Hintum         | 0                       | 0          | 0          | 0          | 2                       | 0          | 0         | 2       |
| 20. | Tyrese Asante           | 0                       | 0          | 0          | 0          | 1                       | 0          | 0         | 1       |
| 21. | Mohamed Hamdaoui        | 0                       | 0          | 0          | 0          | 1                       | 0          | 0         | 1       |
| 22. | Nick Marsman            | 0                       | 0          | 0          | 0          | 0                       | 0          | 1         | 1       |

### Doelmannen 2023/24
| #  | Naam              | Keuken Kampioen Divisie | Keuken Kampioen Divisie | Keuken Kampioen Divisie | Keuken Kampioen Divisie | KNVB Beker | KNVB Beker  | KNVB Beker | KNVB Beker              | Play-offs | Play-offs   | Play-offs | Play-offs               |
| #  | Naam              | Duels                   | Goals tegen             | 'De nul'                | Strafschop niet in doel | Duels      | Goals tegen | 'De nul'   | Strafschop niet in doel | Duels     | Goals tegen | 'De nul'  | Strafschop niet in doel |
| -- | ----------------- | ----------------------- | ----------------------- | ----------------------- | ----------------------- | ---------- | ----------- | ---------- | ----------------------- | --------- | ----------- | --------- | ----------------------- |
| 1. | Nick Marsman      | 17                      | 23                      | 4x                      | 0/1                     | 2          | 4           | 0×         | 0/0                     | 4         | 13          | 0×        | 0/3                     |
| 2. | Kilian Nikiema    | 12                      | 15                      | 3x                      | 0/2                     | 0          | 0           | 0×         | 0/0                     | 0         | 0           | 0×        | 0/0                     |
| 3. | Tim Coremans      | 5                       | 7                       | 0x                      | 0/0                     | 2          | 0           | 2×         | 0/0                     | 0         | 0           | 0×        | 0/0                     |
| 4. | Hugo Wentges      | 5                       | 5                       | 2x                      | 0/0                     | 0          | 0           | 0×         | 0/0                     | 0         | 0           | 0×        | 0/0                     |
| 5. | David van de Riet | 0                       | 0                       | 0x                      | 0/0                     | 0          | 0           | 0×         | 0/0                     | 0         | 0           | 0×        | 0/0                     |

### Eindstand ADO Den Haag in Keuken Kampioen Divisie 2023/24
| Stand | Gespeeld | Gewonnen | Gelijk | Verloren | Punten | Doelpunten voor | Doelpunten tegen | Gele kaarten | 2× Geel > Rood | Rode kaarten |
| ----- | -------- | -------- | ------ | -------- | ------ | --------------- | ---------------- | ------------ | -------------- | ------------ |
| 5e    | 38       | 17       | 12     | 9        | 63     | 72              | 50               | 69           | 1              | 2            |

### Stand, punten en doelpunten per speelronde 2023/24
| Speelronde | 1              | 2              | 3              | 4              | 5              | 6              | 7              | 8              | 9              | 10             | 11             | 12             | 13             | 14             | 15             | 16             | 17             | 18             | 19             | 20             | 21             | 22             | 23             | 24             | 25             | 26             | 27             | 28             | 29             | 30             | 31             | 32             | 33             | 34             | 35             | 36             | 37             | 38             |
| ---------- | -------------- | -------------- | -------------- | -------------- | -------------- | -------------- | -------------- | -------------- | -------------- | -------------- | -------------- | -------------- | -------------- | -------------- | -------------- | -------------- | -------------- | -------------- | -------------- | -------------- | -------------- | -------------- | -------------- | -------------- | -------------- | -------------- | -------------- | -------------- | -------------- | -------------- | -------------- | -------------- | -------------- | -------------- | -------------- | -------------- | -------------- | -------------- |
| Trainer    | Darije Kalezić | Darije Kalezić | Darije Kalezić | Darije Kalezić | Darije Kalezić | Darije Kalezić | Darije Kalezić | Darije Kalezić | Darije Kalezić | Darije Kalezić | Darije Kalezić | Darije Kalezić | Darije Kalezić | Darije Kalezić | Darije Kalezić | Darije Kalezić | Darije Kalezić | Darije Kalezić | Darije Kalezić | Darije Kalezić | Darije Kalezić | Darije Kalezić | Darije Kalezić | Darije Kalezić | Darije Kalezić | Darije Kalezić | Darije Kalezić | Darije Kalezić | Darije Kalezić | Darije Kalezić | Darije Kalezić | Darije Kalezić | Darije Kalezić | Darije Kalezić | Darije Kalezić | Darije Kalezić | Darije Kalezić | Darije Kalezić |
| Punten     | 1              | 0              | 3              | 3              | 3              | 1              | 1              | 3              | 3              | 3              | 1              | 1              | 3              | 0              | 1              | 3              | 0              | 1              | 3              | 3              | 3              | 0              | 3              | 3              | 3              | 0              | 1              | 3              | 1              | 1              | 0              | 0              | 3              | 0              | 1              | 3              | 1              | 0              |
| Totaal     | 1              | 1              | 4              | 7              | 10             | 11             | 12             | 15             | 18             | 21             | 22             | 23             | 26             | 26             | 27             | 30             | 30             | 31             | 34             | 37             | 40             | 40             | 43             | 46             | 49             | 49             | 50             | 53             | 54             | 55             | 55             | 55             | 58             | 58             | 59             | 62             | 63             | 63             |
| Stand      | 13e            | 18e            | 13e            | 9e             | 4e             | 4e             | 6e             | 2e             | 3e             | 3e             | 3e             | 3e             | 3e             | 4e             | 4e             | 4e             | 4e             | 4e             | 3e             | 3e             | 2e             | 3e             | 3e             | 2e             | 2e             | 3e             | 3e             | 3e             | 3e             | 3e             | 4e             | 5e             | 5e             | 5e             | 5e             | 5e             | 5e             | 5e             |
| Goals      | 0              | 0              | 2              | 4              | 1              | 1              | 1              | 3              | 2              | 3              | 0              | 2              | 2              | 1              | 2              | 6              | 2              | 1              | 3              | 2              | 5              | 1              | 3              | 3              | 3              | 1              | 2              | 2              | 2              | 2              | 1              | 0              | 2              | 0              | 1              | 2              | 2              | 2              |
| Totaal     | 0              | 0              | 2              | 6              | 7              | 8              | 9              | 12             | 14             | 17             | 17             | 19             | 21             | 22             | 24             | 30             | 32             | 33             | 36             | 38             | 43             | 44             | 47             | 50             | 53             | 54             | 56             | 58             | 60             | 62             | 63             | 63             | 65             | 65             | 66             | 68             | 70             | 72             |
| Doelsaldo  | +0             | -3             | -2             | +1             | +2             | +2             | +2             | +5             | +6             | +7             | +7             | +7             | +8             | +7             | +7             | +13            | +12            | +12            | +14            | +15            | +17            | +16            | +19            | +21            | +24            | +23            | +23            | +24            | +24            | +24            | +22            | +20            | +22            | +21            | +21            | +23            | +23            | +22            |

### Thuis/uit-verhouding 2023/24
| Tegenstander | SC Cambuur (13e) | FC Den Bosch (19e) | FC Dordrecht (4e) | FC Eindhoven (14e) | FC Emmen (7e) | De Graafschap (6e) | FC Groningen · (2e) | Helmond Sport (11e) | Jong Ajax (15e) | Jong AZ (10e) | Jong PSV (16e) | Jong FC Utrecht (20e) | MVV Maastricht (9e) | NAC Breda · (8e) | Roda JC Kerkrade (3e) | Telstar (17e) | TOP Oss (18e) | VVV-Venlo (12e) | Willem II · (1e) | Punten totaal (5e) |
| ------------ | ---------------- | ------------------ | ----------------- | ------------------ | ------------- | ------------------ | ------------------- | ------------------- | --------------- | ------------- | -------------- | --------------------- | ------------------- | ---------------- | --------------------- | ------------- | ------------- | --------------- | ---------------- | ------------------ |
| ADO thuis    | 1 - 2            | 3 - 0              | 2 - 2             | 1 - 1              | 3 - 0         | 5 - 3              | 0 - 2               | 0 - 1               | 2 - 1           | 4 - 1         | 2 - 3          | 6 - 0                 | 2 - 2               | 3 - 1            | 0 - 3                 | 1 - 1         | 2 - 1         | 2 - 2           | 1 - 1            | 30                 |
| ADO uit      | 0 - 2            | 1 - 2              | 2 - 2             | 1 - 1              | 2 - 3         | 0 - 0              | 0 - 1               | 3 - 2               | 0 - 0           | 1 - 2         | 1 - 2          | 0 - 2                 | 0 - 3               | 2 - 2            | 2 - 2                 | 3 - 1         | 1 - 3         | 2 - 1           | 2 - 1            | 33                 |
| Punten       | 3                | 6                  | 2                 | 2                  | 6             | 4                  | 3                   | 0                   | 4               | 6             | 3              | 6                     | 4                   | 4                | 1                     | 1             | 6             | 1               | 1                | 63                 |

### Toeschouwersaantallen 2023/24
| Tegenstander | SC Cambuur | FC Den Bosch | FC Dordrecht | FC Eindhoven | FC Emmen  | De Graafschap | FC Groningen | Helmond Sport | Jong Ajax | Jong AZ   | Jong PSV  | Jong FC Utrecht | MVV Maastricht | NAC Breda  | Roda JC Kerkrade | Telstar   | TOP Oss   | VVV-Venlo | Willem II  | Totaal (gem) |
| ------------ | ---------- | ------------ | ------------ | ------------ | --------- | ------------- | ------------ | ------------- | --------- | --------- | --------- | --------------- | -------------- | ---------- | ---------------- | --------- | --------- | --------- | ---------- | ------------ |
| ADO thuis    | 9.211 (?)  | 8.823 (?)    | 6.564 (?)    | 8.410 (?)    | 7.652 (?) | 7.535 (?)     | 11.045 (?)   | 7.840 (?)     | 8.674 (?) | 6.341 (?) | 7.525 (?) | 4.295 (0)       | 7.866 (?)      | 6.721 (?)  | 5.895 (338)      | 6.418 (?) | 8.258 (?) | 7.409 (?) | 7.658 (?)  | 7.586        |
| ADO uit      | 9.819 (?)  | 3.999 (100)  | 3.335 (350)  | 2.350 (?)    | 7.712 (?) | 8.350 (200)   | 20.800 (?)   | 1.741 (?)     | 847 (0*)  | 650 (?)   | 605 (?)   | 837 (?)         | 5.659 (?)      | 17.844 (?) | ±13.000 (?)      | 2.863 (?) | 2.092 (?) | 4.068 (?) | 13.888 (?) | -            |

(*: Bij deze wedstrijden mochten er geen (uit)supporters aanwezig zijn.)

### Kaarten per speelronde 2023/24
| Speelronde     | 1   | 2   | 3   | 4   | 5   | 6   | 7   | 8   | 9   | 10  | 11  | 12  | 13  | 14  | 15  | 16  | 17  | 18  | 19  | 20  | 21  | 22  | 23  | 24  | 25  | 26  | 27  | 28  | 29  | 30  | 31  | 32  | 33  | 34  | 35  | 36  | 37  | 38  |
| -------------- | --- | --- | --- | --- | --- | --- | --- | --- | --- | --- | --- | --- | --- | --- | --- | --- | --- | --- | --- | --- | --- | --- | --- | --- | --- | --- | --- | --- | --- | --- | --- | --- | --- | --- | --- | --- | --- | --- |
| Gele kaart     | 2   | 3   | 1   | 1   | 3   | 0   | 3   | 2   | 2   | 2   | 1   | 2   | 1   | 3   | 1   | 3   | 5   | 2   | 5   | 2   | 0   | 2   | 0   | 0   | 2   | 3   | 2   | 2   | 1   | 1   | 1   | 1   | 1   | 1   | 0   | 3   | 2   | 3   |
| Totaal geel    | 2   | 5   | 6   | 7   | 10  | 10  | 13  | 15  | 17  | 19  | 20  | 22  | 23  | 26  | 27  | 30  | 35  | 37  | 42  | 44  | 44  | 46  | 46  | 46  | 48  | 51  | 53  | 55  | 56  | 57  | 58  | 59  | 60  | 61  | 61  | 64  | 66  | 69  |
| Rode kaart     | 0   | 0   | 0   | 0   | 0   | 0   | 0   | 0   | 0   | 0   | 0   | 0   | 0   | 1   | 0   | 0   | 0   | 1   | 0   | 0   | 0   | 0   | 0   | 0   | 0   | 0   | 0   | 0   | 1   | 0   | 0   | 0   | 0   | 0   | 0   | 0   | 0   | 0   |
| Totaal rood    | 0   | 0   | 0   | 0   | 0   | 0   | 0   | 0   | 0   | 0   | 0   | 0   | 0   | 1   | 1   | 1   | 1   | 2   | 2   | 2   | 2   | 2   | 2   | 2   | 2   | 2   | 2   | 2   | 3   | 3   | 3   | 3   | 3   | 3   | 3   | 3   | 3   | 3   |
| Scheidsrechter | Laa | Man | Ker | Rup | Göz | Oos | Put | Vos | Mar | Man | Rup | Pér | Kom | Bla | Wie | Tim | Hen | Hig | Laa | Har | Koo | Teu | Hen | Wie | Eij | Bos | Man | Pér | Hig | Hen | Rup | Nag | Teu | Oos | Bos | Wie | Ker | Ger |

[2× geel wordt in dit schema gezien als één rode kaart.]

### Keuken Kampioen Divisie-doelpunten per kwartier 2023/24
| Minuut       | 0-15 | 16-30 | 31-45 | 46-60 | 61-75 | 76-90 Haags Kwartiertje | Totaal |
| ------------ | ---- | ----- | ----- | ----- | ----- | ----------------------- | ------ |
| ADO          | 7    | 14    | 15    | 8     | 11    | 17                      | 72     |
| Tegenstander | 10   | 10    | 11    | 7     | 5     | 7                       | 50     |
| Totaal       | 17   | 24    | 26    | 15    | 16    | 24                      | 122    |

### Strafschoppen 2023/24
| Penalty's    | Penalty's gescoord | Penalty's gemist | Penalty's totaal | Gescoord door: | Gemist door: (Gepakt door:) |
| ------------ | ------------------ | ---------------- | ---------------- | --- | --------------------------- |
| ADO Den Haag | 2                  | 1                | 3                | 2: Henk Veerman | 1: Henk Veerman             |
| Tegenstander | 6                  | 0                | 6                | 1: Jari Vlak (EMM), Martijn Kaars (HEL), Walid Ould-Chikh (ROD), Jeffry Fortes (GRA, PO), Troy Parrott (EXC, PO), Julian Baas (EXC, PO) | nvt.                        |

### Bekertoernooi 2023/24
| Ronde   | Eerste kwalificatieronde | Tweede kwalificatieronde | Eerste ronde | Tweede ronde     | Achtste finale      | Kwartfinale  | Halve finale | Finale |
| ------- | ------------------------ | ------------------------ | ------------ | ---------------- | ------------------- | ------------ | ------------ | ------ |
| Thuis   | nvt.                     | nvt.                     | VV Noordwijk | ADO Den Haag     | Excelsior Maassluis | N.E.C.       | /            | /      |
| Uit     | nvt.                     | nvt.                     | ADO Den Haag | Sparta Rotterdam | ADO Den Haag        | ADO Den Haag | /            | /      |
| Uitslag | nvt.                     | nvt.                     | 0 - 1        | 2 - 0            | 1 - 2               | 3 - 0        | /            | /      |

### Play-offs promotie/degradatie 2023/24
|  | Kwartfinales                 | Kwartfinales        | Kwartfinales | Kwartfinales |                 |   | Halve finales | Halve finales | Halve finales | Halve finales |  |  | Finale | Finale | Finale | Finale |
|  |                              |                     |              |              |                 |   |               |               |               |               |  |  |        |        |        |        |
|  | 13 + 17 mei                  |                     |              |              |                 |   |               |               |               |               |  |  |        |        |        |        |
|  |                              |                     |              |              |                 |   |               |               |               |               |  |  |        |        |        |        |
|  | (KKD 8) NAC Breda            | 3                   | 5            | 8            |                 |   |               |               |               |               |  |  |        |        |        |        |
|  | (KKD 8) NAC Breda            | 3                   | 5            | 8            | 21 + 25 mei     |   |               |               |               |               |  |  |        |        |        |        |
|  | (KKD 3) Roda JC Kerkrade     | 1                   | 0            | 1            |                 |   |               |               |               |               |  |  |        |        |        |        |
|  | (KKD 3) Roda JC Kerkrade     | 1                   | 0            | 1            | NAC Breda       | 1 | 3             | 4             |               |               |  |  |        |        |        |        |
|  | 14 + 18 mei                  |                     |              |              | NAC Breda       | 1 | 3             | 4             |               |               |  |  |        |        |        |        |
|  |                              | FC Emmen            | 1            | 0            | 1               |   |               |               |               |               |  |  |        |        |        |        |
|  | (KKD 7) FC Emmen             | FC Emmen            | 1            | 0            | 1               | 2 | 1             | 3             |               |               |  |  |        |        |        |        |
|  | (KKD 7) FC Emmen             |                     |              |              | 28 mei + 2 juni | 2 | 1             | 3             |               |               |  |  |        |        |        |        |
|  | (KKD 4) FC Dordrecht         | 2                   | 0            | 3            |                 |   |               |               |               |               |  |  |        |        |        |        |
|  | (KKD 4) FC Dordrecht         | 2                   | 0            | 3            | NAC Breda       | 6 | 1             | 7             |               |               |  |  |        |        |        |        |
|  | 14 + 18 mei                  |                     |              |              | NAC Breda       | 6 | 1             | 7             |               |               |  |  |        |        |        |        |
|  |                              | Excelsior Rotterdam | 2            | 4            | 6               |   |               |               |               |               |  |  |        |        |        |        |
|  | (KKD 6) De Graafschap        | Excelsior Rotterdam | 2            | 4            | 6               | 2 | 2             | 4             |               |               |  |  |        |        |        |        |
|  | (KKD 6) De Graafschap        | 22 + 25 mei         |              |              |                 | 2 | 2             | 4             |               |               |  |  |        |        |        |        |
|  | (KKD 5) ADO Den Haag         | 3                   | 2            | 5            |                 |   |               |               |               |               |  |  |        |        |        |        |
|  | (KKD 5) ADO Den Haag         | 3                   | 2            | 5            | ADO Den Haag    | 1 | 1             | 2             |               |               |  |  |        |        |        |        |
|  |                              |                     |              |              | ADO Den Haag    | 1 | 1             | 2             |               |               |  |  |        |        |        |        |
|  |                              | Excelsior Rotterdam | 2            | 7            | 9               |   |               |               |               |               |  |  |        |        |        |        |
|  | (ERE 16) Excelsior Rotterdam | Excelsior Rotterdam | 2            | 7            | 9               |   |               |               |               |               |  |  |        |        |        |        |
|  |                              |                     |              |              |                 |   |               |               |               |               |  |  |        |        |        |        |
|  |                              |                     |              |              |                 |   |               |               |               |               |  |  |        |        |        |        |
|  |                              |                     |              |              |                 |   |               |               |               |               |  |  |        |        |        |        |

### Statistieken aller tijden voor ADO (huidige selectie)
| #   | Naam                    | Wedstrijden | Wedstrijden | Wedstrijden | Wedstrijden | Wedstrijden | Doelpunten | Doelpunten | Doelpunten | Doelpunten | Doelpunten |
| #   | Naam                    | Competitie  | Beker       | Play-offs   | Europa      | Totaal      | Competitie | Beker      | Play-offs  | Europa     | Totaal     |
| --- | ----------------------- | ----------- | ----------- | ----------- | ----------- | ----------- | ---------- | ---------- | ---------- | ---------- | ---------- |
| 1.  | Timothy Derijck         | 139         | 4           | 4           | 4           | 151         | 11         | 0          | 0          | 1          | 12         |
| 2.  | / Tyrese Asante         | 84          | 5           | 9           | 0           | 98          | 3          | 0          | 0          | 0          | 3          |
| 3.  | / Dhoraso Moreo Klas    | 74          | 7           | 6           | 0           | 87          | 5          | 0          | 2          | 0          | 7          |
| 4.  | / Silvinho Esajas       | 45          | 5           | 5           | 0           | 55          | 4          | 0          | 0          | 0          | 4          |
| 5.  | / Sacha Komljenovic     | 41          | 4           | 4           | 0           | 49          | 2          | 0          | 2          | 0          | 4          |
| 6.  | / Amir Absalem          | 40          | 6           | 3           | 0           | 49          | 2          | 0          | 1          | 0          | 3          |
| 7.  | Henk Veerman            | 38          | 2           | 4           | 0           | 44          | 23         | 1          | 2          | 0          | 26         |
| 8.  | Daryl van Mieghem       | 36          | 4           | 4           | 0           | 44          | 8          | 1          | 1          | 0          | 10         |
| 9.  | / Matteo Waem           | 35          | 4           | 4           | 0           | 43          | 3          | 0          | 0          | 0          | 3          |
| 10. | Jort van der Sande      | 31          | 4           | 4           | 0           | 39          | 11         | 2          | 0          | 0          | 13         |
| 11. | / Kürşad Sürmeli        | 32          | 4           | 3           | 0           | 39          | 1          | 0          | 0          | 0          | 1          |
| 12. | / Henri Koudossou       | 31          | 4           | 2           | 0           | 37          | 2          | 0          | 0          | 0          | 2          |
| 13. | Hugo Wentges            | 32          | 0           | 5           | 0           | 37          | 0          | 0          | 0          | 0          | 0          |
| 14. | / Malik Sellouki        | 29          | 4           | 3           | 0           | 36          | 7          | 2          | 0          | 0          | 9          |
| 15. | / Joel Ideho            | 25          | 4           | 2           | 0           | 31          | 4          | 1          | 0          | 0          | 5          |
| 16. | Bart van Hintum         | 27          | 2           | 2           | 0           | 31          | 0          | 0          | 0          | 0          | 0          |
| 17. | / Gylermo Siereveld     | 23          | 3           | 4           | 0           | 30          | 0          | 0          | 0          | 0          | 0          |
| 18. | Daryl Werker            | 22          | 4           | 0           | 0           | 26          | 0          | 0          | 0          | 0          | 0          |
| 19. | Lasse Vigen Christensen | 20          | 2           | 3           | 0           | 25          | 2          | 0          | 0          | 0          | 2          |
| 20. | / Justin Che            | 21          | 2           | 0           | 0           | 23          | 0          | 0          | 0          | 0          | 0          |
| 21. | Nick Marsman            | 17          | 2           | 4           | 0           | 23          | 0          | 0          | 0          | 0          | 0          |
| 22. | Alex Schalk             | 17          | 1           | 2           | 0           | 20          | 3          | 0          | 3          | 0          | 6          |
| 23. | Jari Vlak               | 12          | 1           | 4           | 0           | 17          | 1          | 0          | 0          | 0          | 1          |
| 24. | Jerry van Wolfgang      | 14          | 1           | 0           | 0           | 15          | 1          | 0          | 0          | 0          | 1          |
| 25. | / Kilian Nikiema        | 13          | 0           | 0           | 0           | 13          | 0          | 0          | 0          | 0          | 0          |
| 26. | / Mohamed Hamdaoui      | 12          | 0           | 0           | 0           | 12          | 0          | 0          | 0          | 0          | 0          |
| 27. | Finn de Bruin           | 4           | 1           | 4           | 0           | 9           | 0          | 0          | 0          | 0          | 0          |
| 28. | Daniel Granli           | 9           | 0           | 0           | 0           | 9           | 0          | 0          | 0          | 0          | 0          |
| 29. | Tim Coremans            | 6           | 2           | 0           | 0           | 8           | 0          | 0          | 0          | 0          | 0          |
| 30. | / Rafael Struick        | 6           | 1           | 1           | 0           | 8           | 0          | 0          | 0          | 0          | 0          |
| 31. | / Calvin Gustina        | 4           | 1           | 0           | 0           | 5           | 0          | 0          | 0          | 0          | 0          |
| 32. | Maikey Houwaart         | 3           | 2           | 0           | 0           | 5           | 0          | 0          | 0          | 0          | 0          |
| 33. | / Nigel Owusu           | 3           | 0           | 0           | 0           | 3           | 1          | 0          | 0          | 0          | 1          |
| 34. | / Robyn Esajas          | 3           | 0           | 0           | 0           | 3           | 0          | 0          | 0          | 0          | 0          |

### Onderscheidingen
Prijzen ADO Den Haag
- VVCS Veldencompetitie: Beste voetbalveld van de Keuken Kampioen Divisie (4,89 op schaal van 1-5).

Individuele prijzen
- Periode 2: Henk Veerman - Mooiste doelpunt in de Keuken Kampioen Divisie.
- Periode 3: Henk Veerman - Beste speler van de Keuken Kampioen Divisie.
- Topscorer van de Keuken Kampioen Divisie: Henk Veerman (23).
- Meeste assists in de Keuken Kampioen Divisie: Daryl van Mieghem (16).
- Karel Jansen-trofee voor 'Beste speler' van ADO Den Haag: Henk Veerman.
- Karel Jansen-trofee voor 'Topscorer' van ADO Den Haag: Henk Veerman.
- Karel Jansen-trofee voor 'Beste talent' van ADO Den Haag: Joel Ideho.

Keuken Kampioen Divisie-winnaar 'Speler van de Week'
- Speelronde 16: Jort van der Sande (ADO Den Haag - Jong FC Utrecht).
- Speelronde 25: Tyrese Asante (ADO Den Haag - FC Den Bosch).

Keuken Kampioen Divisie-speler in 'Team van de Week'
- Speelronde 4: Daniel Granli, Jort van der Sande & Matteo Waem (ADO Den Haag - Jong AZ).
- Speelronde 8: Henri Koudossou, Daryl van Mieghem & Jort van der Sande (MVV Maastricht - ADO Den Haag).
- Speelronde 16: Jort van der Sande (ADO Den Haag - Jong FC Utrecht).
- Speelronde 17: Henk Veerman (Helmond Sport - ADO Den Haag).
- Speelronde 19: Daryl van Mieghem (ADO Den Haag - NAC Breda).
- Speelronde 20: Matteo Waem (Jong AZ - ADO Den Haag).
- Speelronde 21: Joel Ideho & Daryl van Mieghem (ADO Den Haag - De Graafschap).
- Speelronde 23: Tyrese Asante & Jort van der Sande (ADO Den Haag - FC Emmen).
- Speelronde 24: Kürşad Sürmeli & Henk Veerman (TOP Oss - ADO Den Haag).
- Speelronde 25: Tyrese Asante, Justin Che & Bart van Hintum (ADO Den Haag - FC Den Bosch).
- Speelronde 28: Timothy Derijck (ADO Den Haag - Jong Ajax).
- Speelronde 33: Nick Marsman (SC Cambuur - ADO Den Haag).
- Speelronde 36: Nick Marsman (Jong FC Utrecht - ADO Den Haag).
- Speelronde 37: Silvinho Esajas (NAC Breda - ADO Den Haag).

Keuken Kampioen Divisie-winnaar 'Doelpunt van de Week'
- Speelronde 19: Henk Veerman (ADO Den Haag - NAC Breda).
- Speelronde 24: Kürşad Sürmeli (TOP Oss - ADO Den Haag).
- Speelronde 30: Daryl van Mieghem (ADO Den Haag - FC Dordrecht).
- Speelronde 37: Silvinho Esajas (NAC Breda - ADO Den Haag).

## Uitslagen ADO Den Haag

### Juli 2023
| Oefenwedstrijd | VELO (Eerste Klasse) | 0 - 4 (0 - 2)           | ADO Den Haag                                                                                    | Selectie ADO Den Haag: (T: Darije Kalezić) |
| za. 8 juli 2023 Aanvangstijd: 16:00 uur Plaats: Wateringen VELO-terrein Toeschouwers: ? Scheidsrechter: Luca Cantineau Wedstrijdverslagen: ADO, West, ADOFans, Video |                      | 0 - 1 0 - 2 0 - 3 0 - 4 | 16' El Amrani (eigen goal) 33' Struick (Werker) 64' Belarbi (El Karicha) 88' Komljenovic (pen.) | OPSTELLING 1e HELFT: Wentges - Achemlal, Werker , Ates, Absalem - De Bruin, Sellouki, Gustina - Velland, Shahaj, Struick OPSTELLING 2e HELFT: Nikiema - Noordhoek, Siereveld, Owusu, Boakye - Van Houwelingen, Komljenovic , R. Esajas - El Karicha, Belarbi, Rehmi |

Afwezig: Asante, S. Esajas, Klas (blessure), Sleegers (transferperikelen)

Opmerkelijk: Buitenspeler Amine Rehmi was op proef bij ADO Den Haag. De drie keepers werden de eerste oefenwedstrijden gerouleerd.
| Oefenwedstrijd | HVV Laakkwartier (Derde Klasse) | 0 - 7 (0 - 4)                             | ADO Den Haag | Selectie ADO Den Haag: (T: Darije Kalezić) |
| di. 11 juli 2023 Aanvangstijd: 19:00 uur Plaats: Den Haag Laakkwartier-terrein Toeschouwers: ? Scheidsrechter: Roelof Luinge Wedstrijdverslagen: ADO, West, ADOFans, Video |                                 | 0 - 1 0 - 2 0 - 3 0 - 4 0 - 5 0 - 6 0 - 7 | 5' Sellouki (Velland) 36' Velland (Shahaj) 42' Shahaj (Sellouki) 43' Velland (Sellouki) 56' Klas (v.t.) 85' Belarbi (Rehmi) 86' Komljenovic (De Bruin) | OPSTELLING 1e HELFT: Nikiema - Achemlal, Werker , Ates, Absalem - Van Houwelingen, Sellouki, Gustina - Velland, Shahaj, Struick WISSEL: 35' Siereveld Werker OPSTELLING 2e HELFT: Van de Riet - Noordhoek, Siereveld, Owusu, Boakye - Klas, Komljenovic , R. Esajas - El Karicha, Belarbi, Rehmi WISSEL: 67' De Bruin R. Esajas |

Afwezig: Asante, S. Esajas (blessure), Sürmeli (nog niet in wedstrijdselectie), Sleegers (transferperikelen)

| Oefenwedstrijd | ADO Den Haag             | 1 - 2 (1 - 0)     | FCV Dender EH (, Eerste Klasse B) | Selectie ADO Den Haag: (T: Darije Kalezić) |
| za. 15 juli 2023 Aanvangstijd: 16:00 uur Plaats: Rijswijk Sportpark Prinses Irene Toeschouwers: (besloten) Scheidsrechter: ? Wedstrijdverslagen: ADO, West, ADOFans[dode link], Video | Komljenovic (Asante) 20' | 1 - 0 1 - 1 1 - 2 | 48' Borry 56' Hens                | OPSTELLING 1e HELFT: Wentges - Asante, Werker , Ates, Absalem - Klas, Komljenovic, Gustina - Sellouki, Struick, Rehmi WISSELS: 35' Noordhoek Asante 46' Shahaj Struick 50' Siereveld Werker OPSTELLING NA 60 MIN: Wentges - Noordhoek, Sürmeli , Siereveld, Owusu - Achemlal, Van Houwelingen, R. Esajas - Belarbi, Shahaj, Velland WISSEL: 79' De Bruin Shahaj |

Afwezig: S. Esajas (blessure), Waem (nog niet in wedstrijdselectie), Sleegers (transferperikelen)

| Oefenwedstrijd | SK Beveren (, Eerste Klasse B) | 2 - 1 (0 - 1)     | ADO Den Haag                 | Selectie ADO Den Haag: (T: Darije Kalezić) | Selectie SK Beveren: (T: Wim De Decker) |
| za. 22 juli 2023 Aanvangstijd: 17:00 uur Plaats: Doorwerth Sportpark De Waayenberg Toeschouwers: (besloten) Scheidsrechter: ? Wedstrijdverslagen: ADO, West, ADOFans[dode link], Beveren, Video | Sellouki (Klas) 38'            | 1 - 0 1 - 1 1 - 2 | 48' Coopman 50' Çukur (pen.) | BASISOPSTELLING: Nikiema - Asante, Ates, Waem, Absalem - Klas, Komljenovic, Sürmeli - Koudossou, Sellouki, Struick WISSELS: 61' De Bruin Asante 61' Siereveld Waem 61' Gustina Sürmeli 61' Velland Komljenovic 73' R. Esajas Struick 76' Noordhoek Ates 76' Van Houwelingen Absalem 76' Boakye Klas 76' El Hannoudi Koudossou 76' Does Sellouki | BASISOPSTELLING: Reus - Wuytens , Filipović, Dassy, Corryn - Everton Luiz, Coopman, Verstraete - Koyalipou, Kyeremateng, Ismaheel WISSELS: 46' Geusens Everton Luiz 46' Çukur Koyalipou 55' Fall Verstraete 60' Servais Corryn 60' Hrncar Kyeremateng 75' Khatir Wuytens 75' Ertürk Coopman |

Afwezig: S. Esajas, Werker (blessure)
| Oefenwedstrijd | ADO Den Haag                                                                     | 4 - 0 (1 - 0)           | Standard Luik 16 FC (O23) (, Challenger Pro League) | Selectie ADO Den Haag: (T: Darije Kalezić) |
| di. 25 juli 2023 Aanvangstijd: 16:00 uur Plaats: Broekhuizenvorst Sportpark 't Venneke Toeschouwers: (besloten) Scheidsrechter: Geert den Ouden Wedstrijdverslagen: ADO, West, ADOFans, Video | Sellouki (pen.) 45+3' R. Esajas (Klas) 64' Velland (Gustina) 65' Klas (v.t.) 89' | 1 - 0 2 - 0 3 - 0 4 - 0 |                                                     | BASISOPSTELLING: Nikiema - Koudossou, Asante, Waem, Absalem - Gustina, Komljenovic, Sürmeli - Struick, Sellouki, R. Esajas WISSELS: 46' Klas Sürmeli 46' Velland Struick OPSTELLING NA 62 MIN: Nikiema - Noordhoek, Ates, Siereveld, Boakye - Gustina, Klas , Van Houwelingen - Velland, El Hannoudi, R. Esajas |

Afwezig: S. Esajas, Werker (blessure)
| Oefenwedstrijd | ADO Den Haag           | 1 - 1 (1 - 1) | VVV Venlo (Keuken Kampioen Divisie) | Selectie ADO Den Haag: (T: Darije Kalezić) | Selectie VVV Venlo: (T: Rick Kruys) |
| vr. 28 juli 2023 Aanvangstijd: 16:00 uur Plaats: Driel Sportveld Driel Toeschouwers: (besloten) Scheidsrechter: Jordy de Goeij Assistenten: Adu Boahen & Roest Wedstrijdverslagen: ADO, West, ADOFans, VVV, Video | Komljenovic (Klas) 26' | 0 - 1 1 - 1   | 11' Sierra                          | BASISOPSTELLING: Wentges - Koudossou, Asante, Waem, Absalem - Klas, Komljenovic, Sürmeli - Struick, Sellouki, R. Esajas WISSELS: 39' Werker Waem 64' El Hannoudi Struick 64' Velland R. Esajas 83' Ates Asante 83' Gustina Absalem | BASISOPSTELLING: De Boer - Rutten, Ketting, R. Janssen, S. Janssen - Kluskens, Smans, Sierra - Simon, Venema, Allouch WISSELS: 53' Lathouwers Simon 61' Bartu Sierra 61' Berden Venema 75' Thier Allouch |

Afwezig: S. Esajas (blessure)

### Augustus 2023
| Oefenwedstrijd | ADO Den Haag             | 1 - 2 (1 - 1)     | Sparta Rotterdam (Eredivisie)  | Selectie ADO Den Haag: (T: Darije Kalezić) | Selectie Sparta Rotterdam: (T: Jeroen Rijsdijk) |
| di. 1 augustus 2023 Aanvangstijd: 14:30 uur Plaats: Rijswijk Sportpark Prinses Irene Toeschouwers: (besloten) Scheidsrechter: ? Wedstrijdverslagen: ADO, West, ADOFans, Sparta, Video | Sürmeli (Sellouki) 45+1' | 0 - 1 1 - 1 1 - 2 | 15' Yüksel (Neghli) 70' Alemañ | BASISOPSTELLING: Wentges - Koudossou, Asante, Waem, Absalem - Klas, Komljenovic, Sürmeli - Sellouki, Veerman, R. Esajas WISSELS: 67' Struick R. Esajas | BASISOPSTELLING: Schoonderwaldt - Van Wageningen, Vianello, Van Mullem, Den Haan - Kitolano , Yüksel, Metinho - Neghli, Lauritsen, Anello WISSELS: 60' Alemañ Metinho 60' Lourens Lauritsen 70' Drakpe Kitolano 70' Bal Yüksel 83' De Ligt Den Haan |

Afwezig: S. Esajas (blessure)
| Oefenwedstrijd | ADO Den Haag                                                           | 3 - 0 (3 - 0)     | Jong Genk (, Eerste klasse B) | Selectie ADO Den Haag: (T: Darije Kalezić) | Selectie Jong Genk: (T: Jelle Coen) |
| za. 5 augustus 2023 Aanvangstijd: 14:00 uur Plaats: Den Haag Bingoal Stadion Toeschouwers: ±3.250 Scheidsrechter: Shona Shukrula Wedstrijdverslagen: ADO, West, ADOFans, Video | Waem (Klas, v.t.) 18 Komljenovic (Koudossou) 28' Waem (Klas, c.) 45+1' | 1 - 0 2 - 0 3 - 0 |                               | BASISOPSTELLING: Wentges - Koudossou, Werker , Waem, Absalem - Asante, Komljenovic, Klas - Sellouki, Veerman, R. Esajas RESERVEBANK: Nikiema, Van de Riet, Siereveld, Ates, Boakye, Sürmeli, Gustina, El Hannoudi, Struick, Velland WISSELS: 69' Sürmeli Werker 69' Struick R. Esajas 79' Gustina Komljenovic 82' Velland Sellouki | BASISOPSTELLING: Penders - Arabaci, Al Mazyani, Kongolo, Caicedo - Van De Perre, Claes, Rotundo - John, Mirisola, Adedeji-Sternberg RESERVEBANK: Chambaere, Martens, Manguelle, Bafdili, Karetsas, Abid, Yayi Mpie, Beniangba |

Afwezig: S. Esajas (blessure)
| Keuken Kampioen Divisie 1e speelronde | De Graafschap              | 0 - 0 (0 - 0) | ADO Den Haag            | Selectie ADO Den Haag: (T: Darije Kalezić) | Selectie De Graafschap: (T: Jan Vreman) |
| vr. 11 augustus 2023 Aanvangstijd: 20:00 uur Plaats: Doetinchem Stadion De Vijverberg Toeschouwers: 8.350 Scheidsrechter: Jannick van der Laan Assistenten: Van Kampen, Van Marrewijk, Visser Wedstrijdverslagen: ADO, West, ADOFans, Transfermarkt, Video Bal: 61%-39% / Vorig: 0-1 (22/23) Schoten (op doel): 10 (4) vs. 9 (5) | Schoppema 60' Raterink 82' |               | 65' Asante 85' Sellouki | BASISOPSTELLING: Wentges - Koudossou, Werker , Waem, Absalem - Asante, Komljenovic, Klas - Sellouki, Veerman, R. Esajas RESERVEBANK: Nikiema, Van de Riet, Siereveld, Ates, Gustina, Ideho, Struick WISSELS: 78' Ideho R. Esajas 90+2' Struick Sellouki | BASISOPSTELLING: Bakker - Fortes , Schenk, Hillen, Schoppema - Brittijn, Warmerdam, Büttner - Önal, Haen, Hassan RESERVEBANK: Jansen, Wieggers, Lammers, Hardeman, Willemsen, Van Riel, Kaak, Wevers, Yadir, Bisselink, Van der Heiden, Raterink WISSELS: 30' Raterink Haen 66' Bisselink Hassan 80' Lammers Hillen 80' Kaak Warmerdam |

Afwezig: Sürmeli (schorsing), S. Esajas (blessure)

Opmerkelijk: Henri Koudossou, Matteo Waem, Henk Veerman, Robyn Esajas en Joel Ideho maakten hun ADO-debuut. Ook debuteerde Darije Kalezić deze wedstrijd als hoofdtrainer. Middenvelder Kürşad Sürmeli zat nog een schorsing uit na een rode kaart bij zijn vorige club in de Turkse competitie.
| Keuken Kampioen Divisie 2e speelronde | ADO Den Haag                          | 0 - 3 (0 - 3)     | Roda JC Kerkrade                                                                                      | Selectie ADO Den Haag: (T: Darije Kalezić) | Selectie Roda JC Kerkrade: (T: Bas Sibum 45+1') |
| vr. 18 augustus 2023 Aanvangstijd: 20:00 uur Plaats: Den Haag Bingoal Stadion Toeschouwers: 5.895 Scheidsrechter: Jeroen Manschot Assistenten: Honig, Bluemink, Sturm Wedstrijdverslagen: ADO, West, ADOFans, Transfermarkt, Video Bal: 48%-52% / Vorig: 0-1 (22/23) Schoten (op doel): 8 (0) vs. 10 (5) | Komljenovic 38' Werker 45+1' Waem 49' | 0 - 1 0 - 2 0 - 3 | 11' Peña Zauner (Schmid) 29' Peña Zauner (Reith) 35' Ould-Chikh (Schmid) 62' Peña Zauner 90' Krasniqi | BASISOPSTELLING: Wentges - Koudossou, Werker , Waem, Absalem - Asante, Komljenovic, Klas - Sellouki, Veerman, Ideho RESERVEBANK: Nikiema, Van de Riet, Granli, Siereveld, Gustina, R. Esajas, Struick WISSELS: 46' Granli Werker 46' Struick Ideho 78' Siereveld Koudossou 90' Gustina Komljenovic | BASISOPSTELLING: Bucker - Reith, Didden, Koglin, Bijleveld - Spieringhs, Ould-Chikh, Kongolo - Van der Heide, Schmid, Peña Zauner RESERVEBANK: De Boer, Hamers, Takidine, Röseler, Van Den Branden, Krasniqi, Vossebelt, Sposito, Ouaissa, Daneels, Bangura WISSELS: 73' Daneels Peña Zauner 73' Ouaissa Ould-Chikh 82' Bangura Schmid 85' Krasniqi Bijleveld 85' Vossebelt Van der Heide |

Afwezig: Sürmeli (schorsing), Che (nog niet in wedstrijdselectie), S. Esajas (blessure)

Opmerkelijk: Buitenspelval bij de 0-2 werd niet door de assistent-scheidsrechter opgemerkt. Daniel Granli en Calvin Gustina maakten hun ADO-debuut.
| Keuken Kampioen Divisie 3e speelronde | FC Den Bosch                           | 1 - 2 (1 - 2)     | ADO Den Haag                                 | Selectie ADO Den Haag: (T: Darije Kalezić) | Selectie FC Den Bosch: (T: Tomasz Kaczmarek) |
| vr. 25 augustus 2023 Aanvangstijd: 20:00 uur Plaats: 's-Hertogenbosch Stadion De Vliert Toeschouwers: 3.999 Scheidsrechter: Martin van den Kerkhof Assistenten: Ozinga, Van der Waaij, Tissingh Wedstrijdverslagen: ADO, West, ADOFans, Transfermarkt, Video Bal: 59%-41% / Vorig: 0-0 (22/23) Schoten (op doel): 11 (4) vs. 8 (4) | Boumassaoudi (Mulders) 74' Zelalem 76' | 0 - 1 1 - 1 1 - 2 | 54' Sellouki 86' Van Mieghem 90' Komljenovic | BASISOPSTELLING: Wentges - Che, Granli, Waem, Absalem - Sürmeli , Klas - Koudossou, Van Mieghem, Sellouki - Veerman RESERVEBANK: Nikiema, Van de Riet, Werker, Siereveld, Komljenovic, Ideho, R. Esajas, Struick WISSELS: 60' Siereveld Che 79' Komljenovic Sürmeli 79' R. Esajas Sellouki | BASISOPSTELLING: Roggeveen - Maas, Van den Bogert , Henning - Mulders, Ikeshita, Zelalem, De Groot - Vicario, Kostorz, Kotzebue RESERVEBANK: Ojrzyński, Vrolijks, Gyamfi, Laros, Kemmeren, Leijten, Ogbaidze, Boumassaoudi, Van Bakel, Kalinauskas WISSELS: 70' Boumassaoudi Van den Bogert 85' Van Bakel Kotzebue 88' Gyamfi Mulders 88' Leijten Zelalem 88' Ogbaidze Kostorz |

Afwezig: Van Wolfgang (niet wedstrijdfit), Asante, S. Esajas, Gustina (blessure)

Opmerkelijk: Malik Sellouki maakte de eerste ADO-goal van dit seizoen. Justin Che, Kürşad Sürmeli en Daryl van Mieghem maakten hun ADO-debuut. Van Mieghem wist tevens te scoren in zijn debuutwedstrijd, als eerste ADO-speler sinds Sellouki in het voorgaande seizoen.

### September 2023
| Keuken Kampioen Divisie 4e speelronde | ADO Den Haag                                                                                                 | 4 - 1 (2 - 1)                 | Jong AZ             | Selectie ADO Den Haag: (T: Darije Kalezić) | Selectie Jong AZ: (T: Jan Sierksma) |
| zo. 3 september 2023 Aanvangstijd: 16:45 uur Plaats: Den Haag Bingoal Stadion Toeschouwers: 6.341 Scheidsrechter: Clay Ruperti Assistenten: Bodde, De Koning, Michielsen Wedstrijdverslagen: ADO, West, ADOFans[dode link], Transfermarkt, Video Bal: 43%-57% / Vorig: 2-2 (22/23) Schoten (op doel): 21 (9) vs. 8 (3) | Van der Sande (Van Mieghem, c.) 24' Waem (c.) 41' Van der Sande (c.) 49' Waem (Che, c.) 54' Van Wolfgang 59' | 0 - 1 1 - 1 2 - 1 3 - 1 4 - 1 | 4' Addai (Schouten) | BASISOPSTELLING: Wentges - Che, Granli, Waem, Koudossou - Sürmeli , Van der Sande, Klas - Van Mieghem, Veerman, Van Wolfgang RESERVEBANK: De Koning, Asante, Werker, Siereveld, Absalem, Komljenovic, Gustina, Sellouki, Ideho, Hamdaoui, Struick WISSELS: 66' Komljenovic Klas 73' Gustina Van der Sande 78' Asante Che 78' Hamdaoui Van Wolfgang | BASISOPSTELLING: Owusu-Odoro - Van Aken, Goes, Berkhout, Stam - Twisk, Schouten , Kwakman - Addai, Meerdink, Daal RESERVEBANK: Kuijsten, Engel, Postma, Mastoras, Dekkers, J. Esajas, Kalisvaart, Kerssens, Koster, Kewal, Reverson WISSELS: 46' Dekkers Goes 46' Kewal Schouten 61' Koster Addai 61' Reverson Meerdink 76' Mastoras Twisk |

Afwezig: Nikiema (Burkina Faso), S. Esajas, Van de Riet (blessure)

Opmerkelijk: Jort van der Sande, Jerry van Wolfgang en Mohamed Hamdaoui maakten hun ADO-debuut. Van der Sande wist tweemaal te scoren bij zijn debuut. ADO Den Haag wist dit duel uit maar liefst vier hoekschoppen te scoren.
| Oefenwedstrijd | N.E.C. (Eredivisie)                                           | 3 - 0 (2 - 0)     | ADO Den Haag | Selectie ADO Den Haag: (T: Darije Kalezić) | Selectie N.E.C.: (T: Rogier Meijer) |
| do. 7 september 2023 Aanvangstijd: 13:00 uur Plaats: Nijmegen Goffertstadion Toeschouwers: (besloten) Scheidsrechter: Thijs Dogterom Assistenten: Van der Waaij, Kunst Wedstrijdverslagen: ADO, ADOFans, N.E.C. | Schöne (vt.) 24' Ross 35' Sano (Olden Larsen) 40' Marques 50' | 1 - 0 2 - 0 3 - 0 |              | BASISOPSTELLING: De Koning - Nigro, Siereveld, Waem, Van Hintum - Sürmeli , Komljenovic, Gustina - Ideho, Sellouki, Van Wolfgang WISSELS: 25' Absalem Van Wolfgang 46' Werker Waem OPSTELLING NA 64 MIN: De Koning - Che, Siereveld, Werker, Absalem - Sürmeli , Van der Sande, Vigen - Van Mieghem, Veerman, Hamdaoui WISSEL: 72' Van Hintum Siereveld | BASISOPSTELLING: Roefs - Netten, Maas, Ross, Verdonk - Schöne, González, Mattsson - Sano, Dost, Olden Larsen WISSELS: 46' Rossen Schöne 46' Marques Dost 46' Ogawa Olden Larsen 65' Cox Netten 65' Gertsen Maas |

Afwezig: Asante, Wentges (Jong Oranje), Klas (Suriname), Nikiema (Burkina Faso), Struick (Jong Indonesië), S. Esajas, Granli, Koudossou, Van de Riet (blessure)

Opmerkelijk: Beide clubs begonnen voornamelijk met wisselspelers aan deze oefenwedstrijd. Door de afwezigheid van de drie doelmannen stond O21-keeper Thijmen de Koning onder de lat. Aanvaller Jerry van Wolfgang liep een bovenbeenblessure op.
| Keuken Kampioen Divisie 5e speelronde | FC Groningen | 0 - 1 (0 - 1) | ADO Den Haag                                                                | Selectie ADO Den Haag: (T: Darije Kalezić) | Selectie FC Groningen: (T: Dick Lukkien) |
| vr. 15 september 2023 Aanvangstijd: 20:00 uur Plaats: Groningen Euroborg Toeschouwers: 20.800 Scheidsrechter: Serdar Gözübüyük Assistenten: Zeinstra, Balder, Kuipers Wedstrijdverslagen: ADO, West, ADOFans, Transfermarkt, Video Bal: 66%-34% / Vorig: 3-0 (20/21) Schoten (op doel): 17 (2) vs. 7 (2) | Van Veen 70' | 0 - 1         | 16' Veerman (Van der Sande) 68' Komljenovic 88' Koudossou 90+6' Van Mieghem | BASISOPSTELLING: Wentges - Che, Asante, Van Hintum, Waem, Koudossou - Sürmeli , Van der Sande, Vigen - Van Mieghem, Veerman RESERVEBANK: Nikiema, De Koning, Werker, Siereveld, Absalem, Nigro, Komljenovic, Gustina, Sellouki, Ideho, Hamdaoui, Struick WISSELS: 44' Komljenovic Vigen 76' Siereveld Komljenovic | BASISOPSTELLING: Verrips - Rente, Balker, Peersman, Määttä - Bacuna , Valente, Hove - Emeran, Van Veen, Abraham RESERVEBANK: Jurjus, Meijster, Blokzijl, Musampa, Prins, Pelupessy, Schreuders, Irandust, De Jonge, Turay, Lien, Van Bergen WISSELS: 46' Irandust Abraham 71' Turay Rente 71' Schreuders Emeran 85' Van Bergen Valente 90+3' Lien Määttä |

Afwezig: Klas (Suriname), S. Esajas, Granli, Van de Riet, Van Wolfgang (blessure)

Opmerkelijk: Bart van Hintum en Lasse Vigen Christensen maakten hun ADO-debuut, alhoewel laatstgenoemde wel geblesseerd uitviel. Ook Hugo Wentges raakte zwaar geblesseerd aan zijn knie, waardoor hij de rest van het reguliere seizoen moest missen. Ondanks een gescheurde voorste kruisband speelde hij deze wedstrijd uit.
| Keuken Kampioen Divisie 6e speelronde | FC Eindhoven                                 | 1 - 1 (1 - 1) | ADO Den Haag                   | Selectie ADO Den Haag: (T: Darije Kalezić) | Selectie FC Eindhoven: (T: Willem Weijs) |
| ma. 18 september 2023 Aanvangstijd: 20:00 uur Plaats: Eindhoven Jan Louwers Stadion Toeschouwers: 2.350 Scheidsrechter: Ingmar Oostrom Assistenten: Van Dongen, Waleveld, Michielsen Wedstrijdverslagen: ADO[dode link], West, ADOFans, Transfermarkt, Video Bal: 45%-55% / Vorig: 1-2 (22/23) Schoten (op doel): 13 (7) vs. 16 (4) | Rottier (Amevor) 23' Sleegers 43' Amevor 61' | 1 - 0 1 - 1   | 37' Veerman (Van Mieghem, vt.) | BASISOPSTELLING: Nikiema - Che, Asante, Van Hintum, Waem, Koudossou - Sürmeli , Van der Sande, Klas - Van Mieghem, Veerman RESERVEBANK: De Koning, Siereveld, Absalem, Nigro, Komljenovic, Gustina, Sellouki, Ideho, Hamdaoui, Struick WISSELS: 90' Hamdaoui Klas | BASISOPSTELLING: Brondeel - Sas, Amevor , Seedorf, Limouri, Dahlhaus - Dorenbosch, Kökçü, Van Doorm - Rottier, Sleegers RESERVEBANK: Borgmans, Fancito, Ogenia, Rêgo, Wouters, Van Rosmalen, Azzagari, Erkelens, Garden, Priske WISSELS: 45+3' Pryske Sleegers 81' Ogenia Rottier 87' Wouters Sas |

Afwezig: S. Esajas, Granli, Van de Riet, Vigen, Wentges, Werker, Van Wolfgang (blessure)

| Keuken Kampioen Divisie 7e speelronde | ADO Den Haag                                                      | 1 - 1 (1 - 1) | Telstar                             | Selectie ADO Den Haag: (T: Darije Kalezić) | Selectie Telstar: (T: Mike Snoei) |
| vr. 22 september 2023 Aanvangstijd: 20:00 uur Plaats: Den Haag Bingoal Stadion Toeschouwers: 6.418 Scheidsrechter: Kevin Puts Assistenten: Been, Vervoorn, Baars Wedstrijdverslagen: ADO, West, ADOFans, Transfermarkt, Video Bal: 65%-35% / Vorig: 3-1 (22/23) Schoten (op doel): 17 (6) vs. 4 (1) | Veerman (Ideho) 28' Van Mieghem 57' Sürmeli 62' Van der Sande 64' | 1 - 0 1 - 1   | 31' Apau 56' Kaandorp (Eddahchouri) | BASISOPSTELLING: Nikiema - Che, Van Hintum, Waem, Koudossou - Sürmeli , Van der Sande, Klas - Van Mieghem, Veerman, Ideho RESERVEBANK: Coremans, De Koning, Asante, Werker, Siereveld, Absalem, Nigro, Komljenovic, Gustina, Sellouki, Hamdaoui, Struick WISSELS: 67' Hamdaoui Ideho 74' Komljenovic Klas 82' Struick Che | BASISOPSTELLING: Houweling - Polley, Apau , Soares, Oude Kotte, Turfkruier - Plat, Overtoom, Augustijns - Kaandorp, Eddahchouri RESERVEBANK: Hamdani, Van Ingen, Kruiver, Rocha de Almeida, Koswal, Van de Loo, Bouyaghlafen, Seedorf, Van den Heerik, Gravenberch, Tahiri WISSELS: 68' Van de Loo Kaandorp 79' Seedorf Plat 79' Gravenberch Eddahchouri |

Afwezig: S. Esajas, Granli, Van de Riet, Vigen, Wentges, Van Wolfgang (blessure)

| Keuken Kampioen Divisie 8e speelronde | MVV Maastricht | 0 - 3 (0 - 3)     | ADO Den Haag | Selectie ADO Den Haag: (T: Darije Kalezić) | Selectie MVV Maastricht: (T: Maurice Verberne) |
| vr. 29 september 2023 Aanvangstijd: 20:00 uur Plaats: Maastricht Stadion De Geusselt Toeschouwers: 5.659 Scheidsrechter: Martijn Vos Assistenten: Van de Ven, Bolwerk, Janssen Wedstrijdverslagen: ADO, West, ADOFans, Transfermarkt, Video Bal: 62%-38% / Vorig: 3-1 (22/23) Schoten (op doel): 6 (1) vs. 10 (7) | Remans 70'     | 0 - 1 0 - 2 0 - 3 | 3' Van der Sande (Van Mieghem, c.) 9' Koudossou (Van Mieghem) 41' Van Mieghem (Van der Sande) 63' Asante 87' Sürmeli | BASISOPSTELLING: Nikiema - Koudossou, Asante, Waem, Van Hintum - Sürmeli , Van der Sande, Klas - Van Mieghem, Veerman, Ideho RESERVEBANK: Coremans, De Koning, Che, Werker, Siereveld, Absalem, Komljenovic, Gustina, Sellouki, Hamdaoui, Struick WISSELS: 61' Hamdaoui Ideho 88' Che Van Mieghem 90+2' Gustina Sürmeli | BASISOPSTELLING: Matthys - Zeegers, Kleinen, Aktaş, Schenk - El Basri, Smeets, Souren - Taşçı, Kostons, Slegers RESERVEBANK: Lambrix, Martens, Sy, Coomans, Labylle, Penders, Terwingen, Bouchentouf, Remans, Buifrahi, Livramento WISSELS: 46' Remans Taşçı 46' Livramento Slegers 64' Labylle El Basri 83' Sy Zeegers 84' Penders Kleinen |

Afwezig: S. Esajas, Granli, Van de Riet, Vigen, Wentges, Van Wolfgang (blessure)

Opmerkelijk: Henri Koudossou maakte zijn eerste ADO-goal.

### Oktober 2023
| Keuken Kampioen Divisie 9e speelronde | ADO Den Haag                                                        | 2 - 1 (1 - 0)     | TOP Oss                                                           | Selectie ADO Den Haag: (T: Darije Kalezić) | Selectie TOP Oss: (T: Ruud Brood) |
| vr. 6 oktober 2023 Aanvangstijd: 20:00 uur Plaats: Den Haag Bingoal Stadion Toeschouwers: 8.258 Scheidsrechter: Richard Martens Assistenten: Ketting, Weterings, Dogterom Wedstrijdverslagen: ADO, West, ADOFans, Transfermarkt, Video Bal: 66%-34% / Vorig: 0-0 (22/23) Schoten (op doel): 13 (6) vs. 6 (3) | Veerman (Klas) 17' Hamdaoui 58' Veerman (Koudossou) 80' Sürmeli 86' | 1 - 0 1 - 1 2 - 1 | 61' Allemeersch (Korte) 63' Allemeersch 63' Damen 66' Allemeersch | BASISOPSTELLING: Nikiema - Che, Asante, Waem, Koudossou - Sürmeli , Van der Sande, Klas - Van Mieghem, Veerman, Hamdaoui RESERVEBANK: Coremans, De Koning, Werker, Siereveld, Van Hintum, Absalem, Nigro, Komljenovic, Gustina, Sellouki, Ideho WISSELS: 73' Absalem Che 73' Ideho Hamdaoui | BASISOPSTELLING: Havekotte - Pata, Mac-Intosch, Van Eijma , Lambrix, Mulder - Van Leeuwen, Allemeersch, Damen - Korte, Doumtsios RESERVEBANK: Van Meurs, Schouten, Cox, Pavlidis, Eijgenraam, Dueñas, Van Peer, Zimmerman, Rehmi, Ladan, Shahaj WISSELS: 46' Rehmi Pata 46' Eijgenraam Van Leeuwen 46' Ladan Doumtsios 76' Cox Korte 87' Shahaj Mac-Intosch |

Afwezig: S. Esajas, Granli, Van de Riet, Struick, Vigen, Wentges, Van Wolfgang (blessure)

Opmerkelijk: Verdediger Bart van Hintum viel in de warming-up uit met een hoofdblessure. ADO Den Haag speelde in speciale wit-zwart geblokte shirts. Dit vanwege de samenwerking met Escher, vanwege zijn 125ste geboortejaar. De Volendamse spits Henk Veerman was de held aan Haagse kant met zijn twee doelpunten, en kreeg als bijnaam van de fans: 'Haagse Paling'. Zowel TOP Oss-trainer Ruud Brood, als spelers Mike Havekotte, Jonathan Mulder, Giovanni Korte, Delano Ladan, Fabian Shahaj en Amine Rehmi (dit seizoen op proef bij ADO) keerden tijdelijk terug in Den Haag. Dhoraso Moreo Klas speelde zijn 75ste officiële wedstrijd voor ADO Den Haag.
| Oefenwedstrijd (4x 30 min.) | ADO Den Haag | Gestaakt (0 - 1) | SK Beveren (, Eerste Klasse B) | Selectie ADO Den Haag: (T: Darije Kalezić) | Selectie SK Beveren: (T: Wim De Decker)                                                                              |
| do. 12 oktober 2023 Aanvangstijd: 13:00 uur Plaats: Den Haag Bingoal Stadion Toeschouwers: (besloten) Scheidsrechter: Max Broekhuizen Assistenten: Rasch, Winckens Wedstrijdverslagen: ADO, ADOFans, Beveren |              | 0 - 1            | 33' Geusens (vt.)              | BASISOPSTELLING: Coremans - Nigro, Werker , Siereveld, Absalem - De Bruin, Komljenovic, Gustina - R. Esajas, Sellouki, Ideho WISSELS: 31' Van Houwelingen De Bruin | BASISOPSTELLING: Reus - Hrncar, Filipović, Bateau, Dassy - Geusens, Coopman, Verstraete - Ismaheel, Salech, Limbombe |

Afwezig: Asante (Jong Oranje), Klas (Suriname), Nikiema (Burkina Faso), Van der Sande (Bonaire), Struick (Jong Indonesië), S. Esajas, Granli, Van Hintum, Van de Riet, Vigen, Wentges, Van Wolfgang (blessure), Che, Hamdaoui, Koudossou, Van Mieghem, Sürmeli, Veerman, Waem (rust)

Opmerkelijk: Vanwege de hevige regenval en onweer werd deze oefenwedstrijd, die eigenlijk 4x 30 minuten zou duren, na 54 minuten definitief gestaakt.
| Keuken Kampioen Divisie 10e speelronde | FC Emmen                                                      | 2 - 3 (2 - 1)                 | ADO Den Haag                                                                           | Selectie ADO Den Haag: (T: Darije Kalezić) | Selectie FC Emmen: (T: Fred Grim) |
| vr. 20 oktober 2023 Aanvangstijd: 20:00 uur Plaats: Emmen De Oude Meerdijk Toeschouwers: 7.712 Scheidsrechter: Jeroen Manschot Assistenten: Honig, Frijn, De Bruijn Wedstrijdverslagen: ADO, West, ADOFans, Transfermarkt, Video Bal: 66%-34% / Vorig: 3-0 (21/22) Schoten (op doel): 17 (4) vs. 6 (3) | Parzyszek (Ubbink) 11' Scholte 17' Vlak (pen.) 20' Heylen 25' | 1 - 0 2 - 0 2 - 1 2 - 2 2 - 3 | 26' Veerman (Hamdaoui) 50' Klas 83' Sellouki (Van der Sande) 86' Van Mieghem (Sürmeli) | BASISOPSTELLING: Nikiema - Koudossou, Asante, Waem, Van Hintum - Sürmeli , Van der Sande, Klas - Van Mieghem, Veerman, Hamdaoui RESERVEBANK: Coremans, Van de Riet, Che, Werker, Siereveld, Absalem, Nigro, Komljenovic, Gustina, Sellouki, Ideho WISSELS: 46' Che Asante 67' Sellouki Klas 76' Ideho Hamdaoui 90+1' Werker Van Mieghem | BASISOPSTELLING: Hoekstra - Schouten, Heylen, Dirksen, Burnet - Bernadou, Scholte, Vlak - Konings, Parzyszek, Ubbink RESERVEBANK: Oelschlägel, Van Dorp, Te Wierik, Vos, Hardeveld, Kieftenbeld, Smeets, Mendes, Brouwer, Huijzer, Younan WISSELS: 46' Scholte Kieftenbeld 77' Te Wierik Schouten 84' Rui Mendes Bernadou 90+1' Hardeveld Burnet |

Afwezig: Struick (Jong Indonesië), S. Esajas, Granli, Vigen, Wentges, Van Wolfgang (blessure)

Opmerkelijk: Voor de tweede wedstrijd op rij won ADO Den Haag in het Haags Kwartiertje.
| Keuken Kampioen Divisie 11e speelronde | Jong Ajax                  | 0 - 0 (0 - 0) | ADO Den Haag   | Selectie ADO Den Haag: (T: Darije Kalezić) | Selectie Jong Ajax: (T: Dave Vos) |
| ma. 23 oktober 2023 Aanvangstijd: 20:00 uur Plaats: Ouderamstel Sportpark De Toekomst Toeschouwers: 847 Scheidsrechter: Clay Ruperti Assistenten: Kunst, Van Westen, Ordelmans Wedstrijdverslagen: ADO, West, ADOFans, Transfermarkt, Video Bal: 49%-51% / Vorig: 4-2 (22/23) Schoten (op doel): 7 (5) vs. 17 (6) | Gooijer 43' Verschuren 88' |               | 56' Van Hintum | BASISOPSTELLING: Nikiema - Che, Van Hintum, Waem, Koudossou - Sürmeli , Van der Sande, Klas - Van Mieghem, Veerman, Hamdaoui RESERVEBANK: Coremans, Van de Riet, Asante, Werker, Siereveld, Absalem, Nigro, Komljenovic, Gustina, Sellouki, Ideho, Struick WISSELS: 72' Ideho Hamdaoui | BASISOPSTELLING: Setford - Jermoumi, Aertssen, Gooijer, Martha - Agougil, Brandes, Salah-Eddine - Banel, Kalokoh, Godts RESERVEBANK: De Graaff, Alders, Sarfo, Kaplan, Verschuren, Chourak, Muzambo, Speksnijder WISSELS: 46' Muzambo Kalokoh 65' Sarfo Salah-Eddine 65' Chourak Godts 71' Kaplan Bernadou 76' Verschuren Brandes 88' Alders Agougil |

Afwezig: S. Esajas, Granli, Vigen, Wentges, Van Wolfgang (blessure)

Opmerkelijk: Vanwege een hoofdblessure mocht Jong Ajax een zesde speler wisselen.
| Keuken Kampioen Divisie 12e speelronde | ADO Den Haag                                      | 2 - 2 (0 - 1)           | VVV-Venlo                                                              | Selectie ADO Den Haag: (T: Darije Kalezić) | Selectie VVV-Venlo: (T: Rick Kruys) |
| vr. 27 oktober 2023 Aanvangstijd: 20:00 uur Plaats: Den Haag Bingoal Stadion Toeschouwers: 7.409 Scheidsrechter: Martin Pérez Assistenten: Fikkert, De Koning, Boel Wedstrijdverslagen: ADO, West, ADOFans, Transfermarkt, Video Bal: 61%-39% / Vorig: 2-3 (22/23) Schoten (op doel): 17 (5) vs. 14 (6) | Veerman 62' Ideho 73' Klas 90+1' Van Hintum 90+5' | 0 - 1 1 - 1 2 - 1 2 - 2 | 16' Berden (Lathouwers) 55' Kluskens 88' Smans (Allouch) 90+5' Ketting | BASISOPSTELLING: Nikiema - Che, Van Hintum, Waem, Koudossou - Sürmeli , Van der Sande, Klas - Van Mieghem, Veerman, Hamdaoui RESERVEBANK: Coremans, Van de Riet, Asante, Werker, Siereveld, Absalem, Nigro, Komljenovic, Gustina, Sellouki, Ideho, Struick WISSELS: 7' Asante Ché 46' Ideho Hamdaoui 86' Werker Van Mieghem | BASISOPSTELLING: De Boer - Lathouwers, R. Janssen, Ketting , S. Janssen - Sierra, Smans, Kluskens - Berden, Kosidis, Kaastrup RESERVEBANK: Craenmehr, Schrick, Rutten, Timber, Dirks, Henderikx, Klaasen, Sedláček, Odriss, Hegi, Allouch, Doesburg WISSELS: 69' Klaasen Kluskens 69' Allouch Berden 78' Doesburg R. Janssen |

Afwezig: S. Esajas, Granli, Vigen, Wentges, Van Wolfgang (blessure)

Opmerkelijk: Tyrese Asante speelde zijn 75ste officiële wedstrijd voor ADO Den Haag. ADO speelde met rouwbanden vanwege het overlijden, eerder dit jaar, van voormalig speler Piet de Zoete. Vleugelverdediger Justin Che liep een flinke knieblessure op. Joel Ideho maakte zijn eerste ADO-goal.
| KNVB Beker Eerste ronde | VV Noordwijk (Tweede Divisie) | 0 - 1 (0 - 1) | ADO Den Haag                        | Selectie ADO Den Haag: (T: Darije Kalezić) | Selectie VV Noordwijk: (T: Kees Zethof) |
| di. 31 oktober 2023 Aanvangstijd: 20:00 uur Plaats: Noordwijk Sportpark Duinwetering Toeschouwers: ? Scheidsrechter: Nick Smit Assistenten: De Groot, Van Berk, Drost Wedstrijdverslagen: ADO, West, ADOFans, Transfermarkt, Video | Rietveld 77'                  | 0 - 1         | 16' Van der Sande (Ideho) 33' Nigro | BASISOPSTELLING: Coremans - Koudossou, Werker, Waem, Nigro - Sürmeli , Van der Sande, Klas - Van Mieghem, Sellouki, Ideho RESERVEBANK: Nikiema, Van de Riet, Asante, Siereveld, Absalem, Vigen, Komljenovic, Gustina, Hamdaoui, Struick, Veerman WISSELS: 72' Siereveld Sellouki 85' Komljenovic Ideho 90+5' Struick Van Mieghem | BASISOPSTELLING: Jansen - Bouwman, Rietveld, Groot, Barbosa Nhoca - Bosma, Christina, De Vré - Coopmans, Wendt , Van Oosten RESERVEBANK: Bouwman, Ouwehand, Draijer, El Yaakoubi, Reemnet, Bibuljica, Bakour, Marbus WISSELS: 82' Reemnet Christina 85' Draijer Bosma 85' El Yaakoubi Coopmans 88' Marbus Van Oosten |

Afwezig: Che, S. Esajas, Granli, Van Hintum, Wentges, Van Wolfgang (blessure)

Opmerkelijk: Amir Absalem haakte geblesseerd af tijdens de warming-up. Hierdoor maakte Gennaro Nigro zijn ADO-debuut, al duurde zijn wedstrijd niet lang vanwege een rode kaart door het neerhalen van een doorgebroken speler.

### November 2023
| Keuken Kampioen Divisie 13e speelronde | Jong PSV   | 1 - 2 (1 - 0)     | ADO Den Haag                                            | Selectie ADO Den Haag: (T: Darije Kalezić) | Selectie Jong PSV: (T: Wil Boessen) |
| ma. 6 november 2023 Aanvangstijd: 20:00 uur Plaats: Eindhoven PSV Campus De Herdgang Toeschouwers: 605 Scheidsrechter: Boyd van Kommer Assistenten: Janssen, Vervoorn, Baars Wedstrijdverslagen: ADO, West, ADOFans, Transfermarkt, Video Bal: 54%-46% / Vorig: 1-2 (22/23) Schoten (op doel): 6 (3) vs. 18 (11) | Simons 39' | 1 - 0 1 - 1 1 - 2 | 81' Komljenovic (Sellouki) 90+3' Sürmeli 90+4' Sellouki | BASISOPSTELLING: Nikiema - Koudossou, Van Hintum, Waem, Absalem - Sürmeli , Van der Sande, Klas - Van Mieghem, Veerman, Hamdaoui RESERVEBANK: Coremans, Van de Riet, Asante, Werker, Siereveld, Nigro, Vigen, Komljenovic, Gustina, Sellouki, Ideho, Struick WISSELS: 64' Sellouki Klas 64' Ideho Hamdaoui 77' Komljenovic Absalem 90+1' Siereveld Van der Sande | BASISOPSTELLING: Schiks - El Meliani, Van de Blaak, Gil y Muiños, Oppegård - Jiménez, Babadi, Land - Simons, Van Duiven, Nassoh RESERVEBANK: Peersman, Van den Boogaard, Jansen, Geerts, Gomez van Hoogen, Verkooijen, Houben, Zimuangana, Gonzaga, Uneken WISSELS: 46' Gonzaga Babadi 68' Uneken Simons 87' Geerts El Meliani 87' Jansen Jiménez |

Afwezig: Che, S. Esajas, Granli, Wentges, Van Wolfgang (blessure)

Opmerkelijk: ADO Den Haag bleef dankzij het Haags Kwartiertje voor de elfde competitiewedstrijd op rij ongeslagen (voor de twaalfde keer inclusief de bekerwedstrijd).
| Keuken Kampioen Divisie 14e speelronde | ADO Den Haag                                                | 1 - 2 (0 - 1)     | SC Cambuur                                                          | Selectie ADO Den Haag: (T: Darije Kalezić) | Selectie SC Cambuur: (T: Henk de Jong) |
| zo. 12 november 2023 Aanvangstijd: 20:00 uur Plaats: Den Haag Bingoal Stadion Toeschouwers: 9.211 Scheidsrechter: Erwin Blank Assistenten: Küçükerbir, Van Kampen, Visser Wedstrijdverslagen: ADO, West, ADOFans, Transfermarkt, Video Bal: 48%-52% / Vorig: 2-1 (15/16) Schoten (op doel): 12 (3) vs. 12 (4) | Van Hintum 12' Klas 52' Ideho 60' S. Esajas 63' Veerman 85' | 0 - 1 0 - 2 1 - 2 | 26' Balk 37' De Jong (Van Kaam) 46' Uldriķis (Sylla) 85' Van Mullem | BASISOPSTELLING: Nikiema - Koudossou, Werker, Waem, Van Hintum - Vigen, Van der Sande, Klas - Van Mieghem, Veerman , Ideho RESERVEBANK: Coremans, Van de Riet, Asante, Siereveld, Absalem, Nigro, Komljenovic, S. Esajas, Sellouki, Hamdaoui, Struick WISSELS: 46' Absalem Van Hintum 57' S. Esajas Vigen 73' Komljenovic Ideho 83' Siereveld Van der Sande 83' Sellouki Klas | BASISOPSTELLING: Van Osch - Caschili, Smand, Bergsma, Sylla - De Jong, Van Kaam , Breij - Balk, Uldriķis, Smit RESERVEBANK: Reiziger, Minnema, Tol, De Koe, Van der Meer, Anyasi, Poll, Van Mullem, Pichel, Schaapman, Kooistra, El Hilali WISSELS: 73' Van Mullem Van Kaam 81' Kooistra Balk 89' Tol De Jong |

Afwezig: Che, Granli, Sürmeli, Wentges, Van Wolfgang (blessure)

Opmerkelijk: Verdedigers Amir Absalem en Daryl Werker speelden hun 25ste officiële wedstrijd voor ADO Den Haag. Silvinho Esajas keerde na lang blessureleed terug in het Haagse elftal. Zijn terugkeer was echter van korte duur, nadat hij binnen 6 minuten een rode kaart pakte. Het leverde hem een schorsing van drie wedstrijden, waarvan een voorwaardelijk op. Ook de terugkeer van Lasse Vigen Christensen eindigde in mineur, nadat hij in zijn tweede wedstrijd voor de tweede keer dit seizoen geblesseerd uitviel.
| Oefenwedstrijd | ADO Den Haag              | 1 - 1 (0 - 0) | Excelsior Rotterdam (Eredivisie) | Selectie ADO Den Haag: (T: Darije Kalezić) | Selectie Excelsior Rotterdam: (T: Marinus Dijkhuizen) |
| do. 16 november 2023 Aanvangstijd: 13:00 uur Plaats: Den Haag Bingoal Stadion Toeschouwers: (besloten) Scheidsrechter: Van Zuilichem Assistenten: Van Berk, Van Grieken Wedstrijdverslagen: ADO, ADOFans | Dijkhuizen (Hamdaoui) 81' | 0 - 1 1 - 1   | 56' Naujoks (Smeulers)           | BASISOPSTELLING: Coremans - Nigro, Granli, Waem , Absalem - Gustina, Komljenovic, S. Esajas - Ideho, Sellouki, Hamdaoui RESERVEBANK: Van de Riet, De Koning, Werker, Siereveld, Heesen, Boakye, De Bruin, Dijkhuizen, Veerman, Houwaart WISSEL: 33' Siereveld Granli 46' Heesen Waem 60' De Bruin S. Esajas 78' Boakye Absalem 78' Houwaart Komljenovic 78' Dijkhuizen Ideho | BASISOPSTELLING: Alblas - Benita, Horemans, De Moes, Smeulers - Hatenboer, Naujoks, Fitz-Jim - Uddenäs, Agrafiotis, Sanches Fernandes RESERVEBANK: Kuiper, De Almeida Reis, Udenhout, Eyongo, Van Duinen WISSELS: 62' Kuiper Alblas 62' De Almeida Reis Horemans 62' Udenhout De Moes 62' Van Duinen Hatenboer 72' Eyongo Agrafiotis |

Afwezig: Nikiema (Burkina Faso), Van der Sande (Bonaire), Struick (Indonesië), Asante, Che, Van Hintum, Klas, Koudossou, Van Mieghem, Sürmeli, Vigen, Wentges, Van Wolfgang (blessure/rust)

Opmerkelijk: Beide clubs begonnen voornamelijk met wisselspelers aan deze oefenwedstrijd. 
| Keuken Kampioen Divisie 15e speelronde | FC Dordrecht                                               | 2 - 2 (2 - 1)           | ADO Den Haag                                                 | Selectie ADO Den Haag: (T: Darije Kalezić) | Selectie FC Dordrecht: (T: Michele Santoni) |
| vr. 24 november 2023 Aanvangstijd: 20:00 uur Plaats: Dordrecht Matchoholic Stadion Toeschouwers: 3.335 Scheidsrechter: Wouter Wiersma Assistenten: Weterings, Van Westen, Lodeweegs Wedstrijdverslagen: ADO, West, ADOFans, Transfermarkt, Video Bal: 40%-60% / Vorig: 0-1 (22/23) Schoten (op doel): 9 (6) vs. 11 (5) | Sebaoui ('t Zand) 5' Granli (eigen goal) 45+1' Sebaoui 46' | 1 - 0 1 - 1 2 - 1 2 - 2 | 30' Vigen (Van Hintum) 35' Ideho 90+3' Veerman (Van Mieghem) | BASISOPSTELLING: Nikiema - Koudossou, Granli, Waem, Van Hintum - Sürmeli , Sellouki, Vigen - Van Mieghem, Veerman, Ideho RESERVEBANK: Coremans, Van de Riet, Asante, Siereveld, Absalem, Nigro, Komljenovic, Gustina, Van der Sande, Hamdaoui, Struick WISSELS: 61' Van der Sande Vigen 73' Absalem Granli 73' Komljenovic Sellouki 73' Hamdaoui Ideho 83' Siereveld Van Hintum | BASISOPSTELLING: Plogmann - Bronkhorst, Tsoungui, Van der Avert, Hilton - Schuurman, Suray , 't Zand - Sebaoui, Kriwak, Segecic RESERVEBANK: Doornbusch, Baltussen, Aberkane, Van Gogh, Brito, Van Vianen, Receveur, Noc, Osundina, De Bie WISSELS: 69' Noc Sebaoui 82' Osundina Segecic 88' Aberkane Suray |

Afwezig: S. Esajas (schorsing), Che, Klas, Wentges, Werker, Van Wolfgang (blessure)

Opmerkelijk: Voor de tiende uitwedstrijd op rij (9 dit seizoen, 1 voorgaand seizoen) bleef ADO Den Haag ongeslagen in een uitwedstrijd. De laatste keer dat de Hagenezen dit presteerden in de Eerste Divisie was in het seizoen 2002/03. Vanwege 'vreugdebier' en bekertjes op het veld werd de wedstrijd na de 1-0 voor een kwartier stilgelegd. Lasse Vigen Christensen maakte zijn eerste ADO-goal.
| Keuken Kampioen Divisie 16e speelronde | ADO Den Haag | 6 - 0 (4 - 0)                       | Jong FC Utrecht                        | Selectie ADO Den Haag: (T: Darije Kalezić) | Selectie Jong FC Utrecht: (T: Ivar van Dinteren) |
| ma. 27 november 2023 Aanvangstijd: 20:00 uur Plaats: Den Haag Bingoal Stadion Toeschouwers: 4.295 Scheidsrechter: Luuk Timmer Assistenten: De Koning, Kunst, De Bruijn Wedstrijdverslagen: ADO, West, ADOFans, Transfermarkt, Video Bal: 56%-44% / Vorig: 1-1 (22/23) Schoten (op doel): 19 (10) vs. 18 (4) | Van der Sande (Veerman) 14' Van der Sande (Vigen) 37' Ideho (Van der Sande) 38' Van der Sande 41' Van Mieghem 47' Veerman 64' Van Hintum 72' Van Mieghem 73' Sellouki (Absalem) 76' | 1 - 0 2 - 0 3 - 0 4 - 0 5 - 0 6 - 0 | 63' Andersen 87' Viereck 90' Boumenjal | BASISOPSTELLING: Nikiema - Koudossou, Granli, Van Hintum, Absalem - Sürmeli , Van der Sande, Vigen - Van Mieghem, Veerman, Ideho RESERVEBANK: Coremans, Van de Riet, Asante, Siereveld, Nigro, Komljenovic, Gustina, Sellouki, Hamdaoui, Struick WISSELS: 62' Asante Granli 62' Sellouki Vigen 77' Komljenovic Veerman 77' Hamdaoui Ideho 84' Gustina Sürmeli | BASISOPSTELLING: Raatsie - Boumenjal, Viereck, Hardley , Held - Andersen, El Arguioui, Van der Wegen - Rohd Schlichting, Van de Haar, Blake RESERVEBANK: Gadellaa, Remie, Van Hees, Kooy, Kloosterboer, Yah, Van Eldik, Bukala, Augustinus-Jensen, Oehlers, Edhart, Rijks WISSELS: 46' Edhart El Arguioui 46' Oehlers Rohd Schlichting 46' Yah Blake 82' Bukala Van der Wegen 88' Van Hees Held |

Afwezig: S. Esajas (schorsing), Che, Klas, Waem, Wentges, Werker, Van Wolfgang (blessure)

Opmerkelijk: ADO Den Haag boekte de grootste overwinning van het seizoen. Mede door zijn hattrick werd Jort van der Sande verkozen tot 'Speler van de week' van de gehele Keuken Kampioen Divisie. De laatste keer dat de Hagenezen zesmaal scoorden in een officiële wedstrijd was op 1 oktober 2021 (MVV Maastricht - ADO Den Haag: 2-6). De voorgaande keer dat ADO Den Haag een wedstrijd met zes doelpunten verschil won was op 15 november 2022 (ADO Den Haag - FC Emmen: 7-1, Omroep West).

### December 2023
| Keuken Kampioen Divisie 17e speelronde | Helmond Sport                                                                      | 3 - 2 (2 - 1)                 | ADO Den Haag                                                                                                | Selectie ADO Den Haag: (T: Darije Kalezić) | Selectie Helmond Sport: (T: Bob Peeters) |
| vr. 1 december 2023 Aanvangstijd: 20:00 uur Plaats: Helmond GS Staalwerken Stadion Toeschouwers: 1.741 Scheidsrechter: Robin Hensgens Assistenten: Nanninga, Waleveld, Broekhuizen Wedstrijdverslagen: ADO, West, ADOFans, Transfermarkt, Video Bal: 42%-58% / Vorig: 2-1 (22/23) Schoten (op doel): 12 (7) vs. 8 (5) | Van Keilegom (Schroijen) 4' Kaars (Mallahi) 9' Kaars (pen.) 80' Van den Eynden 81' | 1 - 0 2 - 0 2 - 1 2 - 2 3 - 2 | 23' Veerman (Van der Sande) 56' Vigen 58' Veerman (Ideho) 79' Absalem 81' Sürmeli 81' Granli 90+5' Sellouki | BASISOPSTELLING: Nikiema - Koudossou, Granli, Waem, Absalem - Sürmeli , Van der Sande, Vigen - Van Mieghem, Veerman, Ideho RESERVEBANK: Coremans, Van de Riet, Asante, Siereveld, Nigro, Komljenovic, S. Esajas, Gustina, Sellouki, Hamdaoui, Struick WISSELS: 67' Sellouki Vigen 82' Komljenovic Granli 82' Hamdaoui Ideho 87' Siereveld Van Mieghem | BASISOPSTELLING: Van der Steen - Van Vlerken, Van den Eynden, Krätschmer, Schroijen - Botos, Ludwig, Kaars - Mallahi, Van den Hurk, Van Keilegom RESERVEBANK: Ten Hove, Schmidt, Çulhacı, Chacón, Lieftink, Vankerkhoven, Lorentzen, Amuzu, Van Ooijen, Marín WISSELS: 29' Schmidt Van Vlerken 67' Amuzu Mallahi 67' Lorentzen Van den Hurk 82' Lieftink Ludwig |

Afwezig: Van Hintum (schorsing), Che, Klas, Wentges, Werker, Van Wolfgang (blessure)

Opmerkelijk: Henk Veerman maakte zijn tiende (en zijn elfde) officiële doelpunt voor ADO Den Haag.
| Keuken Kampioen Divisie 18e speelronde | ADO Den Haag                                                               | 1 - 1 (1 - 0) | Willem II                  | Selectie ADO Den Haag: (T: Darije Kalezić) | Selectie Willem II: (T: Peter Maes) |
| vr. 8 december 2023 Aanvangstijd: 20:00 uur Plaats: Den Haag Bingoal Stadion Toeschouwers: 7.658 Scheidsrechter: Dennis Higler Assistenten: Inia, Brondijk, Visser Wedstrijdverslagen: ADO, West, ADOFans, Transfermarkt, Video Bal: 42%-58% / Vorig: 1-4 (20/21) Schoten (op doel): 6 (2) vs. 16 (2) | Absalem 21' S. Esajas 23' Absalem (Koudossou) 30' Asante 77' Absalem 90+7' | 1 - 0 1 - 1   | 90+5' Hilterman (Behounek) | BASISOPSTELLING: Coremans - Koudossou, Granli, Waem, Van Hintum, Absalem - S. Esajas, Van der Sande, Vigen - Van Mieghem, Veerman RESERVEBANK: Nikiema, Van de Riet, Asante, Siereveld, Nigro, Komljenovic, Gustina, Sellouki, Ideho, Hamdaoui, Struick WISSELS: 57' Asante Vigen 65' Komljenovic Esajas 82' Siereveld Van Mieghem | BASISOPSTELLING: Smits - Van Berkel, Schouten , Behounek, St. Jago - Verreth, Meerveld, Bosch - Doodeman, Hilterman, Oosting RESERVEBANK: Van den Berg, Schut, Heerkens, Lachkar, Van der Poel, Sigurgeirsson, Mathieu, De Waal, Svensson, Bokila, Razak WISSELS: 63' Sigurgeirsson Van Berkel 63' Razak Doodeman 75' Lachkar Bosch 75' Bokila Oosting 82' De Waal Meerveld |

Afwezig: Sürmeli (schorsing), Che, Klas, Wentges, Werker, Van Wolfgang (blessure)

| Keuken Kampioen Divisie 19e speelronde | ADO Den Haag | 3 - 1 (3 - 1)           | NAC Breda                                  | Selectie ADO Den Haag: (T: Darije Kalezić) | Selectie NAC Breda: (T: Jean-Paul van Gastel) |
| vr. 15 december 2023 Aanvangstijd: 20:00 uur Plaats: Den Haag Bingoal Stadion Toeschouwers: 6.721 Scheidsrechter: Jannick van der Laan Assistenten: Koopman, Van Kampen, Sturm Wedstrijdverslagen: ADO, West, ADOFans[dode link], Transfermarkt, Video Bal: 44%-56% / Vorig: 2-1 (22/23) Schoten (op doel): 5 (3) vs. 12 (5) | Veerman (Van Mieghem) 13' Van Mieghem (S. Esajas) 24' Van Mieghem (Ideho) 43' Siereveld 45+3' S. Esajas 66' Veerman 86' Werker 90+3' Waem 90+3' | 0 - 1 1 - 1 2 - 1 3 - 1 | 8' Kuijpers (Omgba) 42' Kemper 45+3' Boere | BASISOPSTELLING: Coremans - Asante, Siereveld, Waem, Van Hintum - Sürmeli , Van der Sande, S. Esajas - Van Mieghem, Veerman, Ideho RESERVEBANK: Van de Riet, Eekhout, Werker, Nigro, Komljenovic, Gustina, Struick, R. Esajas, Houwaart WISSELS: 65' Werker Siereveld 90+4' R. Esajas Ideho | BASISOPSTELLING: Kortsmit - Koscelnik, Martina , Besselink, Kemper - Garbett, Omgba, Staring - Kuijpers, Boere, Janosek RESERVEBANK: Troost, Lucassen, Wernersson, Vet, Agougil, Jaddi, Kaied, Marijnissen, Ómarsson WISSELS: 59' Ómarsson Staring 77' Vet Garbett 85' Marijnissen Koscelnik 85' Wernersson Kemper 85' Jaddi Kuijpers |

Afwezig: Absalem (schorsing), Che, Granli, Hamdaoui, Klas, Koudossou, Nikiema, Sellouki, Vigen, Wentges, Van Wolfgang (blessure/ziek)

Opmerkelijk: Bovenop alle geblesseerden haakte in de warming-up van deze wedstrijd Malik Sellouki af met een blessure. Jeugdspelers Sem Eekhout, Robyn Esajas (beiden O-21) en Maikey Houwaart (O-18) werden hierdoor toegevoegd aan de wedstrijdselectie. De prachtige lobbal van Henk Veerman werd verkozen tot 'KKD-Doelpunt van de week'.
| KNVB Beker Tweede ronde | ADO Den Haag                             | 2 - 0 (1 - 0) | Sparta Rotterdam (Eredivisie)                            | Selectie ADO Den Haag: (T: Darije Kalezić) | Selectie Sparta Rotterdam: (T: Jeroen Rijsdijk) |
| wo. 20 december 2023 Aanvangstijd: 20:00 uur Plaats: Den Haag Bingoal Stadion Toeschouwers: 7.199 Scheidsrechter: Ingmar Oostrom Assistenten: Honig, Van Marrewijk, Martens Wedstrijdverslagen: ADO, West, ADOFans, Transfermarkt, Video Bal: 48%-52% / Vorig: 1-1 (20/21) Schoten (op doel): 18 (8) vs. 7 (3) | Van Mieghem 5' Komljenovic 42' Ideho 88' | 1 - 0 2 - 0   | 38' Velthuis 40' Warmerdam 62' Verschueren 90+2' Rosario | BASISOPSTELLING: Coremans - Asante, Siereveld, Waem, Van Hintum - Sürmeli , De Bruin - Van Mieghem, Komljenovic, Absalem - Van der Sande RESERVEBANK: Van de Riet, Eekhout, Koudossou, Nigro, S. Esajas, Gustina, Karijowidjojo, Struick, R. Esajas, Ideho, Houwaart WISSELS: 46' S. Esajas Siereveld 46' Koudossou Van Hintum 46' Ideho Van Mieghem 63' Houwaart Van der Sande 85' Gustina De Bruin | BASISOPSTELLING: Olij - Rosanas, Meissen, Velthuis, Van der Kust - De Guzman , Verschueren, Kitolano - Neghli, Lauritsen, Warmerdam RESERVEBANK: Van Crooij, Schoonderwaldt, Eerdhuijzen, De Ligt, Metinho, Alemañ, Rosario, Triep, Bal, Zandbergen WISSELS: 46' Rosario Rosanas 73' Metinho De Guzman 73' Bal Warmerdam 76' Zandbergen Neghli |

Afwezig: Che, Granli, Hamdaoui, Klas, Nikiema, Sellouki, Veerman, Vigen, Wentges, Werker, Van Wolfgang (blessure/ziek)

Opmerkelijk: Vanwege een griepgolf waren meerdere spelers afwezig dit duel, waaronder Malik Sellouki en Henk Veerman. Jeugdspelers Finn de Bruin en Maikey Houwaart maakten hun ADO-debuut. ADO Den Haag bekerde knap door naar de achtste finales van het KNVB Bekertoernooi door Eredivisionist Sparta Rotterdam, ondanks alle afwezigen, te verslaan.
| Keuken Kampioen Divisie 20e speelronde | Jong AZ                                         | 1 - 2 (1 - 0)     | ADO Den Haag                                                               | Selectie ADO Den Haag: (T: Darije Kalezić) | Selectie Jong AZ: (T: Jan Sierksma) |
| za. 23 december 2023 14:00 uur Plaats: Wijdewormer Sportcomplex Kalverhoek Toeschouwers: 650 Scheidsrechter: Thomas Hardeman Assistenten: De Koning, Rasch, Tissingh Wedstrijdverslagen: ADO, West, ADOFans, Transfermarkt, Video Bal: 42%-58% / Vorig: 0-2 (22/23) Schoten (op doel): 9 (3) vs. 11 (4) | Daal 29' Daal (Kwakman) 42' Goes 58' Dekker 82' | 1 - 0 1 - 1 1 - 2 | 50' S. Esajas 58' Veerman 68' Sellouki (Veerman) 70' Ideho (Van der Sande) | BASISOPSTELLING: Coremans - Asante, Siereveld, Waem, Van Hintum - Sürmeli , Van der Sande, S. Esajas - Van Mieghem, Veerman, Ideho RESERVEBANK: Van de Riet, Eekhout, Koudossou, Absalem, Nigro, Komljenovic, Gustina, Sellouki, De Bruin, Struick, R. Esajas, Houwaart WISSELS: 12' Koudossou Asante 54' Sellouki S. Esajas 79' Absalem Waem | BASISOPSTELLING: Kuijsten - Van Aken, Goes , Dekker, Stam - Kwakman, Smit, Schouten - Kewal, Meerdink, Daal RESERVEBANK: Zeggen, Engel, Postma, Mastoras, Dekkers, Kalisvaart, Kerssens, Koster, Gerold, Reverson WISSELS: 72' Mastoras Schouten 78' Reverson Daal 87' Gerold Van Aken |

Afwezig: Che, Granli, Hamdaoui, Klas, Nikiema, Vigen, Wentges, Werker, Van Wolfgang (blessure/ziek)

Opmerkelijk: ADO Den Haag ging met een derde plaats op de ranglijst de winterstop in.

### Januari 2024
| Oefenwedstrijd | ADO Den Haag | 0 - 2 (0 - 1) | Como 1907 (, Serie B)   | Selectie ADO Den Haag: (T: Darije Kalezić) | Selectie Como 1907: (T: Osian Roberts) |
| zo. 7 januari 2024 12:00 uur Plaats: Marbella Marbella Football Center Toeschouwers: (besloten) Scheidsrechter: ? Wedstrijdverslagen: ADO, ADOFans |              | 0 - 1 0 - 2   | 9' Cutrone 51' Mustapha | BASISOPSTELLING: Coremans - Asante, Granli, Waem, Van Hintum - Vigen, Van der Sande, S. Esajas - Van Mieghem, Veerman, Ideho WISSELS: 46' Siereveld Granli 46' Koudossou Van Hintum 46' De Bruin Vigen OPSTELLING NA 63 MIN: Coremans - Che, Siereveld, Waem, Koudossou - Gustina, Komljenovic, De Bruin - Sellouki, Houwaart, Absalem | BASISOPSTELLING: Bolchini - Iovine, Odenthal, Solini, Sala - Rispoli, Cutrone, Bellemo - Blanco, Gabrielloni, Da Cunha OPSTELLING NA 46 MIN: Vigorito - Cassandro, Curto, Barba, Ronco - Baselli, Verdi, Abildgaard - Cerri, Mustapha, Chajia |

Afwezig: Nikiema (Burkina Faso), Struick (Indonesië), Hamdaoui, Klas, Sürmeli, Wentges, Werker, Van Wolfgang (blessure/ziek)

| Keuken Kampioen Divisie 21e speelronde | ADO Den Haag | 5 - 3 (2 - 0)                                   | De Graafschap                                                         | Selectie ADO Den Haag: (T: Darije Kalezić) | Selectie De Graafschap: (T: Jan Vreman) |
| vr. 12 januari 2024 20:00 uur Plaats: Den Haag Bingoal Stadion Toeschouwers: 7.535 Scheidsrechter: Joey Kooij Assistenten: Küçükerbir, De Koning, Henshuijs Wedstrijdverslagen: ADO, West, ADOFans, Transfermarkt, Video Bal: 57%-43% / Vorig: 2-2 (22/23) Schoten (op doel): 18 (9) vs. 14 (7) | S. Esajas 48' Van der Sande (Van Mieghem) 59' Veerman (Van Mieghem) 67' Ideho (Vigen) 77' Van Mieghem (Ideho) 79' | 0 - 1 0 - 2 1 - 2 2 - 2 3 - 2 3 - 3 4 - 3 5 - 3 | 16' Flakus Bosilj (Colyn) 27' Önal 71' Mahi (Seuntjens) 81' Schoppema | BASISOPSTELLING: Coremans - Asante, Granli, Waem, Van Hintum - Sürmeli , Van der Sande, S. Esajas - Van Mieghem, Veerman, Ideho RESERVEBANK: Marsman, Van de Riet, Che, Koudossou, Siereveld, Absalem, Vigen, Komljenovic, Gustina, Sellouki, De Bruin, Van Wolfgang WISSELS: 46' Vigen Granli 74' Che Asante 82' Absalem Ideho 90+2' Siereveld Veerman | BASISOPSTELLING: Jansen - Fortes , Hardeman, Schenk, Schoppema - Brittijn, Warmerdam, Colyn - Flakus Bosilj, Haen, Önal RESERVEBANK: Bakker, Wieggers, Willemsen, Van Riel, Kaak, Wevers, Yadir, Van der Heiden, Mahi, Van Gilst, Hassan, Seuntjens WISSELS: 69' Mahi Colyn 69' Seuntjens Haen 69' Van Gilst Flakus Bosilj 78' Van der Heiden Önal 82' Hassan Mahi |

Afwezig: Nikiema (Burkina Faso), Struick (Indonesië), Hamdaoui, Klas, Wentges, Werker (blessure/ziek)

Opmerkelijk: De nieuwe led-stadionverlichting in het Bingoal Stadion werd gepresenteerd. Ondanks, wederom, een achterstand wist ADO Den Haag de wedstrijd te winnen. Ditmaal door na rust maar liefst 5 keer te scoren. Met zijn (zevende en) achtste assist stond Daryl van Mieghem gedeeld bovenaan de lijst met KKD-spelers met de meeste assists tot nog toe dit seizoen.
| KNVB Beker Achtste finale | Excelsior Maassluis (Tweede Divisie) | 1 - 2 (1 - 0)     | ADO Den Haag                                          | Selectie ADO Den Haag: (T: Darije Kalezić) | Selectie Excelsior Maassluis: (T: Steye Jacobs) |
| di. 16 januari 2024 18:45 uur Plaats: Rotterdam Spartastadion Het Kasteel Toeschouwers: 3.500 Scheidsrechter: Martijn Vos Assistenten / VAR: Frijn, Kunst, Hardeman / Blank, Weterings Wedstrijdverslagen: ADO, West, ADOFans, Transfermarkt, Video Bal: 26%-74% Schoten (op doel): 7 (3) vs. 22 (3) | Dercks (Urbanus) 1' Plank 69'        | 1 - 0 1 - 1 1 - 2 | 83' Van der Sande (Ideho) 90' Veerman (Van der Sande) | BASISOPSTELLING: Marsman - Che, Siereveld, Waem, Koudossou - Sürmeli , Sellouki, Komljenovic - Van Mieghem, Van der Sande, Absalem RESERVEBANK: Coremans, Van de Riet, Asante, Granli, S. Esajas, Vigen, De Bruin, Ideho, Van Wolfgang, Veerman, Schalk, Houwaart WISSELS: 46' Ideho Che 46' S. Esajas Siereveld 46' Veerman Komljenovic 67' Vigen Koudossou 73' Houwaart Absalem | BASISOPSTELLING: Van der Kleij - Heuvelman, Ringeling, Urbanus - Schippers, Da Fonseca, Dercks , Van den Beemt, Overman - Maatsen, Wennekers RESERVEBANK: El Fakiri, Tureaij, Croes, Ringelberg, Moshtaq, Haars, Van Delft, Langedijk, Van Mil, Klaassen, Plank, Kellouh WISSELS: 65' Plank Van den Beemt 65' Langedijk Maatsen 82' Croes Wennekers 90+1' Van Delft Overman |

Afwezig: Nikiema (Burkina Faso), Struick (Indonesië), Hamdaoui, Van Hintum, Klas, Wentges, Werker (blessure/ziek)

Opmerkelijk: Deze wedstrijd werd gespeeld bij Maassluis-buurgenoot Sparta Rotterdam, toevalligerwijs de vorige tegenstander van ADO Den Haag in het bekertoernooi. De VAR was voor het eerst dit seizoen bij een ADO-wedstrijd betrokken. Deze merkte echter niet op dat Daryl van Mieghem vlak voor rust werd geduwd in het zestienmetergebied. Ondanks dat Darije Kalezić zijn meest belangrijke spelers rust wilde geven, moesten de meesten van hen langer spelen dan vooraf afgesproken. Met grote moeite wisten de Hagenezen zich, net als vorig seizoen, te plaatsen voor de kwartfinale van het KNVB Bekertoernooi. Middenvelder Malik Sellouki speelde zijn 25ste officiële wedstrijd voor ADO Den Haag.
| Keuken Kampioen Divisie 22e speelronde | VVV-Venlo                                                       | 2 - 1 (2 - 1)     | ADO Den Haag                                                   | Selectie ADO Den Haag: (T: Darije Kalezić) | Selectie VVV-Venlo: (T: Rick Kruys) |
| ma. 22 januari 2024 20:00 uur Plaats: Venlo Covebo Stadion - De Koel - Toeschouwers: 4.068 Scheidsrechter: Stan Teuben Assistenten: Beijer, Waleveld, Van Zuilichem Wedstrijdverslagen: ADO, West, ADOFans, Transfermarkt, Video Bal: 39%-61% / Vorig: 0-0 (22/23) Schoten (op doel): 12 (6) vs. 16 (5) | Berden 7' Sierra (Berden) 17' Ketting (Klaasen) 39' Klaasen 78' | 1 - 0 1 - 1 2 - 1 | 8' Veerman 20' Van der Sande (Asante) 48' S. Esajas 59' Granli | BASISOPSTELLING: Marsman - Asante, Granli, Waem, Van Hintum - Sürmeli , Van der Sande, S. Esajas - Van Mieghem, Veerman, Ideho RESERVEBANK: Coremans, Van de Riet, Che, Koudossou, Siereveld, Absalem, Vigen, Sellouki, De Bruin, Van Wolfgang, Schalk, Houwaart WISSELS: 61' Sellouki Granli 61' Vigen S. Esajas 78' Che Asante 78' Schalk Ideho 85' Van Wolfgang Van Hintum | BASISOPSTELLING: De Boer - Timber, R. Janssen, Ketting , S. Janssen - Sedláček, Sierra, Klaasen - Berden, Kosidis, Kaastrup RESERVEBANK: Craenmehr, Schrick, Dirks, Henderikx, Van Zutphen, Kluskens, Odriss, Hegi, Verheijen, Doesburg WISSELS: 65' Verheijen Berden 78' Doesburg Kaastrup 90+1' Kluskens Klaasen |

Afwezig: Nikiema (Burkina Faso), Struick (Indonesië), Hamdaoui, Klas, Wentges, Werker (blessure/ziek)

Opmerkelijk: Aanvaller Alex Schalk maakte zijn ADO-debuut.
| Keuken Kampioen Divisie 23e speelronde | ADO Den Haag                                                           | 3 - 0 (3 - 0)     | FC Emmen      | Selectie ADO Den Haag: (T: Darije Kalezić) | Selectie FC Emmen: (T: Fred Grim) |
| vr. 26 januari 2024 20:00 uur Plaats: Den Haag Bingoal Stadion Toeschouwers: 7.652 Scheidsrechter: Robin Hensgens Assistenten: Brondijk, Fikkert, Sturm Wedstrijdverslagen: ADO, West, ADOFans, Transfermarkt, Video Bal: 55%-45% / Vorig: 1-2 (21/22) Schoten (op doel): 13 (5) vs. 5 (0) | Veerman (Van Mieghem) 15' Vigen (Che) 36' Van der Sande (Schalk) 90+5' | 1 - 0 2 - 0 3 - 0 | 12' Hardeveld | BASISOPSTELLING: Marsman - Che, Asante, Waem, Van Hintum - Sürmeli , Van der Sande, Vigen - Van Mieghem, Veerman, Ideho RESERVEBANK: Coremans, Van de Riet, Koudossou, Siereveld, Absalem, Klas, S. Esajas, Sellouki, De Bruin, Van Wolfgang, Schalk, Houwaart WISSELS: 66' S. Esajas Vigen 66' Schalk Ideho 80' Koudossou Van Hintum 80' Klas Sürmeli 86' Absalem Che | BASISOPSTELLING: Hoekstra - Schouten, Te Wierik, Dirksen, Hardeveld - Smeets, Vlak , Kieftenbeld - Landu, Parzyszek, Ubbink RESERVEBANK: Oelschlägel, Van Dorp, Heylen, Vos, Burnet, Bernadou, Scholte, DJ Buffonge, Brouwer, Konings, Huijzer WISSELS: 62' Burnet Hardeveld 62' Bernadou Smeets 70' Brouwer Parzyszek 70' Konings Ubbink 77' Scholte Vlak |

Afwezig: Nikiema (Burkina Faso), Struick (Indonesië), Granli, Hamdaoui, Wentges, Werker (blessure/ziek)

Opmerkelijk: Verdediger Matteo Waem speelde zijn 25ste officiële wedstrijd voor ADO Den Haag. FC Emmen-middenvelder Jari Vlak verkaste een aantal dagen later naar ADO Den Haag, als een van de duurste aankopen in de clubgeschiedenis. Daryl van Mieghem was met zijn negende assist nu de enige speler met de meeste assists dit seizoen van de Keuken Kampioen Divisie.

### Februari 2024
| Keuken Kampioen Divisie 24e speelronde | TOP Oss                                  | 1 - 3 (1 - 3)           | ADO Den Haag                                                             | Selectie ADO Den Haag: (T: Darije Kalezić) | Selectie TOP Oss: (T: Ruud Brood) |
| vr. 2 februari 2024 20:00 uur Plaats: Oss Frans Heesenstadion Toeschouwers: 2.092 Scheidsrechter: Wouter Wiersma Assistenten: Van Kampen, Westhof, Boel Wedstrijdverslagen: ADO, West, ADOFans, Transfermarkt, Video Bal: 39%-61% / Vorig: 2-3 (22/23) Schoten (op doel): 15 (6) vs. 15 (6) | Doumtsios (Van Eijma) 43' Nieuwpoort 57' | 0 - 1 0 - 2 0 - 3 1 - 3 | 13' Sürmeli (v.t.) 28' Veerman (Sürmeli) 36' Van der Sande (Van Mieghem) | BASISOPSTELLING: Marsman - Che, Asante, Waem, Van Hintum - Sürmeli , Van der Sande, Vigen - Van Mieghem, Veerman, Ideho RESERVEBANK: Coremans, Van de Riet, Koudossou, Siereveld, Absalem, Klas, S. Esajas, Sellouki, Van Wolfgang, Schalk, Houwaart WISSELS: 74' Koudossou Che 74' Schalk Ideho 82' S. Esajas Vigen 82' Van Wolfgang Van Mieghem 90+2' Houwaart Veerman | BASISOPSTELLING: Havekotte - Pata, Van Eijma , Nieuwpoort, Mulder - Damen, Ladan, Lambrix - Allemeersch, Stensrud, Kuijpers RESERVEBANK: Schouten, Van Herk, Mac-Intosch, Cox, Eijgenraam, Zitman, Van Leeuwen, Van Peer, Zimmerman, Doumtsios WISSELS: 36' Doumtsios Mulder 36' Zimmerman Kuijpers 59' Van Leeuwen Ladan 74' Zitman Damen 74' Van Peer Stensrud |

Afwezig: Nikiema (Burkina Faso), Struick (Indonesië), Vlak (nog niet speelgerechtigd), Granli, Hamdaoui, Wentges, Werker (blessure/ziek)

Opmerkelijk: Daryl van Mieghem en Henk Veerman speelden hun 25ste officiële wedstrijd voor ADO Den Haag. De binnengeschoten vrije trap van Sürmeli werd verkozen tot 'KKD-Doelpunt van de week'.
| KNVB Beker Kwartfinale | N.E.C. (Eredivisie)                                                    | 3 - 0 (1 - 0)     | ADO Den Haag | Selectie ADO Den Haag: (T: Darije Kalezić) | Selectie N.E.C.: (T: Rogier Meijer) |
| di. 6 februari 2024 18:45 uur Plaats: Nijmegen Goffertstadion Toeschouwers: 10.651 Scheidsrechter: Pol van Boekel Assistenten / VAR: Van Zuilen, Van Dongen, Ruperti / Van der Laan, Küçükerbir Wedstrijdverslagen: ADO, West, ADOFans, Transfermarkt, Video Bal: 56%-44% / Vorig: 3-0 (16/17) Schoten (op doel): 10 (6) vs. 9 (3) | Ogawa (Chery, c.) 2' Hansen 38' Proper (Van Rooij) 61' Chery (Sow) 67' | 1 - 0 2 - 0 3 - 0 | 74' Che      | BASISOPSTELLING: Marsman - Che, Asante, Waem, Van Hintum - Sürmeli , Van der Sande, Vlak - Koudossou, Veerman, Van Mieghem RESERVEBANK: Coremans, Nikiema, Siereveld, Absalem, Klas, Vigen, S. Esajas, Sellouki, Ideho, Van Wolfgang, Schalk, Houwaart WISSELS: 61' Ideho Koudossou 61' Schalk Van Mieghem 75' Vigen Che 75' Van Wolfgang Veerman 77' Absalem Van Hintum | BASISOPSTELLING: Roefs - Van Rooij, Sandler, Nuytinck , Verdonk - Hoedemakers, Chery, Proper - Hansen, Ogawa, Sano RESERVEBANK: Cillessen, Janse, Pereira, Arts, Ross, Baas, González, Olden Larsen, Borges Sanches, Sow WISSELS: 59' González Hoedemakers 59' Sow Ogawa 71' Borges Sanches Hansen 77' Ross Sandler 77' Olde Larsen Chery |

Afwezig: Granli, Hamdaoui, Wentges, Werker (blessure/ziek)

Opmerkelijk: Middenvelder Jari Vlak maakte zijn ADO-debuut. Henri Koudossou en Jort van der Sande speelden hun 25ste officiële wedstrijd voor ADO Den Haag. Voor het tweede jaar op rij werd ADO Den Haag uitgeschakeld in de kwartfinale van het bekertoernooi.
| Keuken Kampioen Divisie 25e speelronde | ADO Den Haag                                                                                                 | 3 - 0 (1 - 0)     | FC Den Bosch                          | Selectie ADO Den Haag: (T: Darije Kalezić) | Selectie FC Den Bosch: (T: Tomasz Kaczmarek) |
| zo. 11 februari 2024 12:15 uur Plaats: Den Haag Bingoal Stadion Toeschouwers: 8.823 Scheidsrechter: Sander van der Eijk Assistenten: Weterings, Ozinga, Shukrula Wedstrijdverslagen: ADO, West, ADOFans, Transfermarkt, Video Bal: 66%-34% / Vorig: 0-2 (22/23) Schoten (op doel): 19 (10) vs. 4 (0) | Vlak (Sürmeli, v.t.) 16' Ideho 56' Veerman (Van Mieghem, c.) 64' Sürmeli 82' Koudossou (Van der Sande) 90+2' | 1 - 0 2 - 0 3 - 0 | 56' Mulders 70' Kotzebue 76' De Groot | BASISOPSTELLING: Marsman - Che, Asante, Waem, Van Hintum - Sürmeli , Van der Sande, Vlak - Van Mieghem, Veerman, Ideho RESERVEBANK: Coremans, Nikiema, Koudossou, Derijck, Siereveld, Absalem, Klas, Vigen, S. Esajas, Sellouki, Van Wolfgang, Schalk WISSELS: 68' Schalk Ideho 76' Koudossou Van Hintum 76' Van Wolfgang Van Mieghem 85' Derijck Che | BASISOPSTELLING: Hegyi - Maas, Henning, Mbete - Mulders, Oulad M'Hand, Van Grunsven , De Groot - Vicario, Kostorz, Laros RESERVEBANK: Ojrzyński, Vrolijks, Gyamfi, Kemmeren, Ikeshita, Leijten, Ogbaidze, Kotzebue, Barglan, Kalinauskas, Keijser WISSELS: 61' Kalinauskas Maas 61' Ogbaidze Oulad M'Hand 61' Kotzebue Laros 85' Leijten Henning 85' Barglan Mulders |

Afwezig: Granli, Hamdaoui, Wentges, Werker (blessure/ziek)

Opmerkelijk: Verdediger Timothy Derijck maakte zijn rentree in het shirt van ADO Den Haag. Middenvelder Jari Vlak maakte zijn eerste doelpunt voor ADO Den Haag. Aanvoerder Kürşad Sürmeli speelde zijn 25ste officiële wedstrijd voor ADO Den Haag.
| Keuken Kampioen Divisie 26e speelronde | Willem II                                                 | 2 - 1 (2 - 0)     | ADO Den Haag                                                             | Selectie ADO Den Haag: (T: Darije Kalezić) | Selectie Willem II: (T: Peter Maes) |
| vr. 16 februari 2024 20:00 uur Plaats: Tilburg Koning Willem II Stadion Toeschouwers: 13.888 Scheidsrechter: Alex Bos Assistenten: De Groot, Küçükerbir, Sturm Wedstrijdverslagen: ADO, West, ADOFans, Transfermarkt, Video Bal: 34%-66% / Vorig: 1-1 (20/21) Schoten (op doel): 8 (3) vs. 17 (3) | Meerveld (Behounek) 11' Bosch (Meerveld) 16' Behounek 38' | 1 - 0 2 - 0 2 - 1 | 55' Asante 72' Van der Sande 77' S. Esajas 86' Derijck (Van Mieghem, c.) | BASISOPSTELLING: Marsman - Che, Asante, Waem, Van Hintum - Sürmeli , Van der Sande, Vlak - Van Mieghem, Veerman, Schalk RESERVEBANK: Coremans, Nikiema, Koudossou, Derijck, Siereveld, Absalem, Klas, Vigen, S. Esajas, Sellouki, Van Wolfgang, Struick WISSELS: 46' Derijck Che 46' Van Wolfgang Schalk 73' S. Esajas Asante 73' Vigen Van Hintum 73' Sellouki Vlak | BASISOPSTELLING: Smits - Doodeman, Behounek, Schouten , St. Jago, Sigurgeirsson - Verreth, Meerveld, Bosch - Hilterman, Oosting RESERVEBANK: Van den Berg, Schut, Vermeulen, Heerkens, Lachkar, Nizet, Houtriet, De Waal, Joosten, Svensson, Bokila, Razak WISSELS: 62' Bokila Oosting 76' Razak Hilterman 89' Vermeulen Doodeman 89' Nizet Sigurgeirsson |

Afwezig: Granli, Hamdaoui, Ideho, Wentges, Werker (blessure/ziek)

Opmerkelijk: Aanvaller Joel Ideho liep op de training voorafgaand aan dit duel een enkelblessure op en was enkele weken uitgeschakeld.
| Oefenwedstrijd | ADO Den Haag                                        | 3 - 1 (2 - 0)           | K.v.v. Quick Boys (Tweede Divisie) | Selectie ADO Den Haag: (T: Darije Kalezić) | Selectie K.v.v. Quick Boys: (T: Thomas Duivenvoorden) |
| di. 20 februari 2024 19:30 uur Plaats: Den Haag Bingoal Stadion Toeschouwers: (besloten) Scheidsrechter: Niels Boel Wedstrijdverslagen: ADO, ADOFans | Vigen 3' Van Wolfgang 17' Reinders (eigen goal) 72' | 1 - 0 2 - 0 3 - 0 3 - 1 | 75' Broekhuizen (pen.)             | BASISOPSTELLING: Coremans - Koudossou, Siereveld, Heesen, Absalem - Klas, Komljenovic, Vigen - Struick, Sellouki, Van Wolfgang WISSELS: 46' El Hannoudi Van Wolfgang 61' Nikiema Coremans 61' De Bruin Klas 76' Payne Heesen 76' George Komljenovic 80' Boakye Struick | BASISOPSTELLING: Fikkert - Owusu, Offerhaus, Meerstadt, Reinders - Franken, Broekhuizen, De Beste - Junte, Blommestijn, S. van Duijn WISSELS: 46' L. van Duijn S. van Duijn 61' Erol Meerstadt 61' Van Tol Blommestijn 76' Oskam Fikkert 76' Heeringa Offerhaus |

Afwezig: Asante, Che, Derijck, S. Esajas, Granli, Hamdaoui, Van Hintum, Ideho, Marsman, Van Mieghem, Van der Sande, Schalk, Sürmeli, Veerman, Vlak, Waem, Wentges, Werker (blessure/ziek/rust)

| Keuken Kampioen Divisie 27e speelronde | ADO Den Haag                                             | 2 - 2 (1 - 0)           | MVV Maastricht                                                                                   | Selectie ADO Den Haag: (T: Darije Kalezić) | Selectie MVV Maastricht: (T: Maurice Verberne) |
| vr. 23 februari 2024 20:00 uur Plaats: Den Haag Bingoal Stadion Toeschouwers: 7.866 Scheidsrechter: Jeroen Manschot Assistenten: Bluemink, Frijn, Van der Vaart Wedstrijdverslagen: ADO, West, ADOFans, Transfermarkt, Video Bal: 67%-33% / Vorig: 2-1 (22/23) Schoten (op doel): 28 (9) vs. 8 (4) | Vlak 33' Veerman (Van Mieghem) 43' Waem 70' Schalk 90+3' | 1 - 0 1 - 1 1 - 2 2 - 2 | 15' Remans 53' Livramento 55' Remans (Smeets) 70' Livramento (Slegers) 87' Kleinen 90+4' Nieling | BASISOPSTELLING: Marsman - Asante, Derijck, Waem, Van Hintum - Sürmeli , Van der Sande, Vlak - Van Mieghem, Veerman, Van Wolfgang RESERVEBANK: Coremans, Nikiema, Che, Koudossou, Siereveld, Absalem, Klas, Vigen, Sellouki, Struick, Schalk WISSELS: 68' Che Asante 68' Vigen Sürmeli 75' Schalk Van Hintum 82' Absalem Van Wolfgang | BASISOPSTELLING: Matthys - Zeegers, Aktaş, Coomans, Labylle - El Basri, Smeets, Souren - Slegers, Livramento, Remans RESERVEBANK: Lambrix, Stevens, Nieling, Schenk, Librici, Kleinen, Penders, Taşçı, Buifrahi, Mmaee WISSELS: 65' Kleinen El Basri 83' Mmaee Livramento 90+1' Nieling Remans |

Afwezig: S. Esajas (schorsing), Granli, Hamdaoui, Ideho, Wentges, Werker (blessure/ziek)

Opmerkelijk: Alex Schalk maakte zijn eerste doelpunt voor ADO Den Haag.

### Maart 2024
| Keuken Kampioen Divisie 28e speelronde | ADO Den Haag                                                            | 2 - 1 (1 - 1)     | Jong Ajax                                 | Selectie ADO Den Haag: (T: Darije Kalezić) | Selectie Jong Ajax: (T: Dave Vos) |
| vr. 1 maart 2024 20:00 uur Plaats: Den Haag Bingoal Stadion Toeschouwers: 8.674 Scheidsrechter: Martin Pérez Assistenten: Weever, Waleveld, Ordelmans Wedstrijdverslagen: ADO, West, ADOFans, Transfermarkt, Video Bal: 44%-56% / Vorig: 4-0 (22/23) Schoten (op doel): 9 (5) vs. 15 (5) | Derijck (Van Wolfgang, c.) 41' Sürmeli 48' Schalk (Vigen) 61' Vigen 81' | 0 - 1 1 - 1 2 - 1 | 25' Fitz-Jim (Chourak) 48' Vos 63' Martha | BASISOPSTELLING: Marsman - Che, Derijck, Waem, Van Hintum - Sürmeli , Van der Sande, Vigen - Van Mieghem, Veerman, Van Wolfgang RESERVEBANK: Coremans, Nikiema, Koudossou, Asante, Siereveld, Absalem, Klas, S. Esajas, Sellouki, Struick, Schalk, Houwaart WISSELS: 42' Schalk Van der Sande 82' S. Esajas Vigen 82' Koudossou Van Wolfgang 86' Absalem Van Mieghem 86' Klas Veerman | BASISOPSTELLING: De Graaff - Sarfo, Brandes , Verschuren, Martha - Vos, Chourak, Fitz-Jim - Banel, Rijkhoff, Kalokoh RESERVEBANK: Setford, Henry, Agougil, Gorter, Chahid, Speksnijder, Godts WISSELS: 46' Agougil Rijkhoff 62' Godts Fitz-Jim 66' Gorter Chourak 84' Speksnijder Kalokoh |

Afwezig: Vlak (schorsing), Granli, Hamdaoui, Ideho, Wentges, Werker (blessure/ziek)

Opmerkelijk: Met een gemiddelde van 30,6 jaar had ADO Den Haag deze wedstrijd de oudste basisopstelling van alle ploegen in dit Keuken Kampioen Divisie-seizoen.
| Keuken Kampioen Divisie 29e speelronde | Roda JC Kerkrade                                                      | 2 - 2 (1 - 1)           | ADO Den Haag                                                     | Selectie ADO Den Haag: (T: Darije Kalezić) | Selectie Roda JC Kerkrade: (T: Bas Sibum) |
| vr. 8 maart 2024 20:00 uur Plaats: Kerkrade Parkstad Limburg Stadion Toeschouwers: ±13.000 Scheidsrechter: Dennis Higler Assistenten: Bodde, Nanninga, Janssen Wedstrijdverslagen: ADO, West, ADOFans, Transfermarkt, Video Bal: 57%-43% / Vorig: 1-1 (22/23) Schoten (op doel): 8 (4) vs. 7 (2) | Ould-Chikh (pen.) 32' Peña Zauner (Müller) 58' Sejk 66' Didden 90+10' | 1 - 0 1 - 1 2 - 1 2 - 2 | 41' Veerman (Vigen) 61' Veerman (Van Mieghem) 86' Che 90+7' Klas | BASISOPSTELLING: Marsman - Che, Derijck, Waem, Van Hintum - Sürmeli , Vigen, Vlak - Van Mieghem, Veerman, Schalk RESERVEBANK: Coremans, Nikiema, Koudossou, Asante, Siereveld, Absalem, Klas, S. Esajas, Van der Sande, Sellouki, Van Wolfgang, Houwaart WISSELS: 63' Koudossou Van Hintum 81' Klas Vigen 81' Van der Sande Schalk 90+3' Van Wolfgang Van Mieghem | BASISOPSTELLING: Raatsie - Reith, Didden, Röseler, Müller - Beerten, Ould-Chikh, Kongolo - Van der Heide, Sejk, Peña Zauner RESERVEBANK: Hamers, Steins, Hoever, Krasniqi, Vossebelt, Sposito, Been, Nsingi, Daneels, Bangura, Schmid, Krawczyk WISSELS: 72' Schmid Sejk 88' Danneels Zauner 90+8' Bangura Van der Heide |

Afwezig: Granli, Hamdaoui, Ideho, Wentges, Werker (blessure/ziek)

Opmerkelijk: Bart van Hintum speelde zijn 25ste officiële wedstrijd voor ADO Den Haag. Henk Veerman was na dit duel gedeeld topscorer van de Keuken Kampioen Divisie met 19 doelpunten. Daryl van Mieghem gaf deze wedstrijd wederom een assist en bleef in zijn eentje de speler met de meeste assists dit seizoen (14).
| Keuken Kampioen Divisie 30e speelronde | ADO Den Haag                                               | 2 - 2 (1 - 2)           | FC Dordrecht                                                          | Selectie ADO Den Haag: (T: Darije Kalezić) | Selectie FC Dordrecht: (T: Michele Santoni) |
| ma. 11 maart 2024 20:00 uur Plaats: Den Haag Bingoal Stadion Toeschouwers: 6.564 Scheidsrechter: Robin Hensgens Assistenten: Ketting, Ozinga, Shukrula Wedstrijdverslagen: ADO, West, ADOFans, Transfermarkt, Video Bal: 53%-47% / Vorig: 2-2 (22/23) Schoten (op doel): 14 (5) vs. 16 (6) | Derijck 38' Schalk (Veerman) 41' Van Mieghem (Veerman) 54' | 0 - 1 0 - 2 1 - 2 2 - 2 | 14' Sebaoui (Hilton) 32' Suray 56' Tsoungui 71' Kluivert 86' Receveur | BASISOPSTELLING: Marsman - Che, Derijck, Waem, Koudossou - Sürmeli , Vigen, Vlak - Van Mieghem, Veerman, Schalk RESERVEBANK: Coremans, Nikiema, Asante, Siereveld, Van Hintum, Absalem, S. Esajas, Van der Sande, Sellouki, Van Wolfgang, Struick, Houwaart WISSELS: 46' Van Wolfgang Vigen 75' S. Esajas Sürmeli 82' Sellouki Waem 87' Absalem Koudossou | BASISOPSTELLING: Plogmann - Bronkhorst, Tsoungui, Kluivert, Hilton - Receveur, Suray , 't Zand - Mbayo, Kriwak, Sebaoui RESERVEBANK: Doornbusch, Biai, Seydoux, Van der Avert, Smolarczyk, Brito, Van Vianen, Shein, Segecic, Osundina, De Bie WISSELS: 46' Seydoux Bronkhorst 67' Osundina Mbayo 67' Shein 't Zand |

Afwezig: Klas (schorsing), Granli, Hamdaoui, Ideho, Wentges, Werker (blessure/ziek)

Opmerkelijk: Jort van der Sande, die als wisselspeler op het teamformulier stond, viel geblesseerd uit in de warming-up. Met een weergaloos schot vanaf de middencirkel werd het doelpunt van Daryl van Mieghem verkozen tot 'KKD-Doelpunt van de week'.
| Keuken Kampioen Divisie 31e speelronde | Telstar                                                            | 3 - 1 (2 - 1)           | ADO Den Haag                                   | Selectie ADO Den Haag: (T: Darije Kalezić) | Selectie Telstar: (T: Ulrich Landvreugd) |
| vr. 15 maart 2024 20:00 uur Plaats: Velsen 711 Stadion Toeschouwers: 2.863 Scheidsrechter: Clay Ruperti Assistenten: Waleveld, Kunst, Drost Wedstrijdverslagen: ADO, West, ADOFans, Transfermarkt, Video Bal: 39%-61% / Vorig: 0-0 (22/23) Schoten (op doel): 9 (4) vs. 13 (3) | Gravenberch (El Kachati) 14' Kaandorp 42' El Kachati (Kruiver) 47' | 1 - 0 1 - 1 2 - 1 3 - 1 | 37' Van der Sande (Van Mieghem) 75' Van Hintum | BASISOPSTELLING: Marsman - Che, Derijck, Asante, Van Hintum - Sürmeli , Van der Sande, Vlak - Van Mieghem, Veerman, Schalk RESERVEBANK: Coremans, Nikiema, Koudossou, Waem, Siereveld, Absalem, Vigen, S. Esajas, Sellouki, Van Wolfgang, Struick, Houwaart WISSELS: 56' Absalem Asante 56' S. Esajas Sürmeli 56' Van Wolfgang Van der Sande 68' Sellouki Schalk 80' Houwaart Van Hintum | BASISOPSTELLING: Koeman - Apau , Oude Kotte, Koswal - Kruiver, Van de Loo, Plat, Turfkruier - El Kachati, Gravenberch, Seedorf RESERVEBANK: Houweling, Van Ingen, Van Dijk, Guinari, Zakaria, Kaandorp, Boussakou, Van den Heerik, Tahiri, Hagedoorn WISSELS: 37' Kaandorp Gravenberch 68' Van den Heerik El Kachati 68' Tahiri Seedorf |

Afwezig: Klas (schorsing), Granli, Hamdaoui, Ideho, Wentges, Werker (blessure/ziek)

Opmerkelijk: Bart van Hintum speelde zijn 500ste wedstrijd in het betaalde voetbal. Timothy Derijck speelde zijn 150ste wedstrijd voor ADO Den Haag.
| Oefenwedstrijd | ADO Den Haag                                                                            | 4 - 0 (1 - 0)           | FC Volendam (Eredivisie) | Selectie ADO Den Haag: (T: Darije Kalezić) | Selectie FC Volendam: (T: Michael Dingsdag) |
| do. 21 maart 2024 14:00 uur Plaats: Den Haag Bingoal Stadion Toeschouwers: (besloten) Scheidsrechter: Thijs Dogterom Assistenten: Van Berk, Winckens Wedstrijdverslagen: ADO, ADOFans, Video | Schalk (Koudossou) 11' Schalk (Van Mieghem) 54' Houwaart (Van Mieghem) 55' Sellouki 89' | 1 - 0 2 - 0 3 - 0 4 - 0 |                          | BASISOPSTELLING: Marsman - Koudossou, Derijck, Sürmeli , Waem, Absalem - Vigen, Schalk, Vlak - Veerman, Van Mieghem WISSELS: 46' Coremans Marsman 46' Houwaart Veerman OPSTELLING NA 61 MIN: Coremans - Asante, Siereveld, S. Esajas, Waem, Absalem - De Bruin, Sellouki, Komljenovic - Houwaart, Van Wolfgang WISSELS: 75' Hamdaoui Houwaart 87' Koudossou Absalem | BASISOPSTELLING: Lauwers - Buur, Plat, Van Duijl, Guessand, Cox - Douiri, Karim, Le Roux - Mühren, Johnson WISSELS: 46' El Kadiri Van Duijl 46' Maulun Le Roux 60' Payne Buur 60' Mirani Plat 60' Nazih Karim |

Afwezig: Klas (Suriname), Nikiema (Burkina Faso), Struick (Indonesië), Che, Granli, Van Hintum, Ideho, Van der Sande, Wentges, Werker (blessure)

Opmerkelijk: Verdediger Justin Che liep op de training een zware knieblessure op. De Amerikaanse verdediger was hierdoor de rest van het seizoen uitgeschakeld.
| Keuken Kampioen Divisie 32e speelronde | ADO Den Haag | 0 - 2 (0 - 1) | FC Groningen                                                                     | Selectie ADO Den Haag: (T: Darije Kalezić) | Selectie FC Groningen: (T: Dick Lukkien) |
| vr. 29 maart 2024 20:00 uur Plaats: Den Haag Bingoal Stadion Toeschouwers: 11.045 Scheidsrechter: Marc Nagtegaal Assistenten: De Groot, Osseweijer, Henshuijs Wedstrijdverslagen: ADO, West, ADOFans, Transfermarkt, Video Bal: 56%-44% / Vorig: 0-1 (20/21) Schoten (op doel): 7 (2) vs. 8 (4) | Waem 24'     | 0 - 1 0 - 2   | 18' Postema (Valente) 37' Van Bergen 65' Van Bergen (Hove) 80' Bacuna 87' Jurjus | BASISOPSTELLING: Marsman - Koudossou, Derijck, Sürmeli , Waem, Absalem - Vlak, Schalk, Vigen - Veerman, Van Mieghem RESERVEBANK: Coremans, Nikiema, Siereveld, Klas, S. Esajas, De Bruin, Van der Sande, Sellouki, Van Wolfgang, Hamdaoui, Houwaart WISSELS: 60' Van der Sande Van Mieghem 76' Van Wolfgang Absalem 76' S. Esajas Vlak 89' Houwaart Koudossou 89' Sellouki Vigen | BASISOPSTELLING: Jurjus - Bacuna , Rente, Peersman, Määttä - Schreuders, Hove, Duarte, Valente - Postema, Van Bergen RESERVEBANK: Meijster, Baron, Beukers, Blokzijl, Bouland, Pelupessy, De Jonge, Mendes, Turay, Lien, Emeran, Slor WISSELS: 85' Mendes Valente 85' Blokzijl Van Bergen |

Afwezig: Struick (Indonesië), Asante, Che, Granli, Van Hintum, Ideho, Wentges, Werker (blessure)

Opmerkelijk: Henk Veerman kreeg voorafgaand aan het duel het Bronzen Schild uitgereikt voor 'Beste Speler van de Derde Periode in de Keuken Kampioen Divisie'.

### April 2024
| Keuken Kampioen Divisie 33e speelronde | SC Cambuur     | 0 - 2 (0 - 0) | ADO Den Haag                                         | Selectie ADO Den Haag: (T: Darije Kalezić) | Selectie SC Cambuur: (T: Henk de Jong) |
| vr. 5 april 2024 20:00 uur Plaats: Leeuwarden Cambuurstadion Toeschouwers: 9.819 Scheidsrechter: Stan Teuben Assistenten: Brondijk, Van Marrewijk, Kuipers Wedstrijdverslagen: ADO, West, ADOFans, Transfermarkt, Video Bal: 54%-46% / Vorig: 1-1 (15/16) Schoten (op doel): 7 (3) vs. 20 (6) | Van Mullem 85' | 0 - 1 0 - 2   | 19' Vlak 50' Veerman (Vigen) 90+2' Klas (Van Hintum) | BASISOPSTELLING: Marsman - Koudossou, Siereveld, Sürmeli , Waem, Absalem - Vlak, Schalk, Vigen - Veerman, Van Mieghem RESERVEBANK: Coremans, Nikiema, Asante, Van Hintum, Klas, S. Esajas, De Bruin, Sellouki, Hamdaoui, Houwaart WISSELS: 73' S. Esajas Sürmeli 82' Asante Koudossou 82' Van Hintum Absalem 82' Klas Vlak 90+2' De Bruin Schalk | BASISOPSTELLING: Van Osch - Ottesen, Smand, Bergsma, Tol, Sylla - De Jong, Nartey, Van Kaam - Uldriķis, Smit RESERVEBANK: Reiziger, Minnema, Mercera, De Koe, Jonker, Van der Meer, Poll, Van Mullem, Pichel, Kooistra, Van der Veen WISSELS: 55' Van Mullem Smand 68' Jonker Bergsma 68' Kooistra Nartey 82' Van der Veen De Jong 82' Mercera Van Kaam |

Afwezig: Struick (Indonesië O23), Che, Derijck, Granli, Ideho, Van der Sande, Wentges, Werker, Van Wolfgang (blessure)

Opmerkelijk: Verdediger Timothy Derijck liep tijdens de training een buikspierblessure op en was de rest van het seizoen uitgeschakeld.
| Keuken Kampioen Divisie 34e speelronde | ADO Den Haag    | 0 - 1 (0 - 0) | Helmond Sport                         | Selectie ADO Den Haag: (T: Darije Kalezić) | Selectie Helmond Sport: (T: Adrie Bogers) |
| vr. 12 april 2024 20:00 uur Plaats: Den Haag Bingoal Stadion Toeschouwers: 7.840 Scheidsrechter: Ingmar Oostrom Assistenten: Krijt, Ter Hoeve, Drost Wedstrijdverslagen: ADO, West, ADOFans, Transfermarkt, Video Bal: 53%-47% / Vorig: 2-2 (22/23) Schoten (op doel): 16 (8) vs. 5 (1) | S. Esajas 90+5' | 0 - 1         | 61' Ludwig 83' Kaars 90+5' Krätschmer | BASISOPSTELLING: Marsman - Koudossou, Siereveld, Sürmeli , Waem, Absalem - Vlak, Schalk, Vigen - Veerman, Van Mieghem RESERVEBANK: Coremans, Nikiema, Asante, Klas, S. Esajas, Van der Sande, De Bruin, Sellouki, Ideho, Van Wolfgang, Hamdaoui, Houwaart WISSELS: 74' Van der Sande Vigen 84' Asante Siereveld 84' S. Esajas Waem 84' Ideho Absalem | BASISOPSTELLING: Van der Steen - Van Vlerken, Schmidt, Krätschmer, Van Hove - Botos, Ludwig, Kaars - Van Keilegom, Marín, Amuzu RESERVEBANK: Ten Hove, Mantel, Kreekels, Chacón, Lieftink, Vankerkhoven, Lorentzen, Essakkati, Van Ooijen, Schroijen, Van den Hurk WISSELS: 65' Van den Hurk Marin 69' Essakkati Amuzu 75' Kreekels Van Hove 75' Lieftink Ludwig 75' Schroijen Van Keilegom |

Afwezig: Struick (Indonesië O23), Che, Derijck, Granli, Van Hintum, Wentges, Werker (blessure)

| Oefenwedstrijd (2x 25 min.) | ADO Den Haag                                                              | 3 - 2 (2 - 2)                 | Jong AZ (Keuken Kampioen Divisie)           | Selectie ADO Den Haag: (T: Darije Kalezić) | Selectie Jong AZ: (T: Leeroy Echteld) |
| di. 16 april 2024 15:00 uur Plaats: Den Haag Bingoal Stadion Toeschouwers: (besloten) Scheidsrechter: Kevin Puts Assistenten: Voppen, Van der Wal Wedstrijdverslagen: ADO, ADOFans | Asante 5' Van der Sande (Van Wolfgang, c.) 21' S. Esajas 37' Sellouki 56' | 1 - 0 2 - 0 2 - 1 2 - 2 3 - 2 | 26' Poku 40' Postma 69' Schouten 89' Postma | BASISOPSTELLING: Coremans - Asante, Siereveld, Sürmeli , Waem, Absalem - Vlak, Van der Sande, De Bruin - Van Wolfgang, Schalk WISSELS: 26' S. Esajas Siereveld 26' Klas De Bruin OPSTELLING NA 51 MIN: Nikiema - Koudossou, Siereveld, Heesen, Boakye - Klas, S. Esajas, De Bruin - Ideho, Houwaart, Sellouki WISSELS: 76' Asante Siereveld 76' Waem Heesen 76' Hamdaoui Boakye 76' Van Mieghem De Bruin 76' Veerman Houwaart | BASISOPSTELLING: Westerveld - Dekkers, Schouten, Martins Indi , J. Esajas - Mastoras, Smit, Postma - Addai, Poku, Daal WISSELS: 47' Engel Martins Indi 61' Deen Westerveld 61' Van Aken Dekkers 61' Berkhout Postma 61' Kerssens Smit 61' Kewal Mastoras 61' Reverson Daal 73' Dekkers J. Esajas 76' Koster Schouten 76' Postma Addai |

Afwezig: Struick (Indonesië O23), Che, Derijck, Granli, Van Hintum, Vigen, Wentges, Werker (blessure/rust)

| Keuken Kampioen Divisie 35e speelronde | ADO Den Haag              | 1 - 1 (1 - 0) | FC Eindhoven                                          | Selectie ADO Den Haag: (T: Darije Kalezić) | Selectie FC Eindhoven: (T: Willem Weijs) |
| za. 20 april 2024 16:30 uur Plaats: Den Haag Bingoal Stadion Toeschouwers: 8.410 Scheidsrechter: Alex Bos Assistenten: Koopman, Westhof, Boel Wedstrijdverslagen: ADO, West, ADOFans, Transfermarkt, Video Bal: 64%-36% / Vorig: 1-0 (22/23) Schoten (op doel): 13 (7) vs. 11 (2) | Van Wolfgang (Schalk) 24' | 1 - 0 1 - 1   | 56' Limouri (Kökçü, c.) 83' El Bouchataoui 89' Simons | BASISOPSTELLING: Marsman - Asante, Siereveld, Sürmeli , Waem, Absalem - S. Esajas, Van der Sande, Vigen - Schalk, Van Wolfgang RESERVEBANK: Coremans, Nikiema, Koudossou, Klas, De Bruin, Sellouki, Van Mieghem, Ideho, Hamdaoui, Veerman WISSELS: 12' Klas Sürmeli 62' Van Mieghem Van Wolfgang 77' Ideho Waem 77' Veerman Van der Sande 77' Sellouki Vigen | BASISOPSTELLING: Brondeel - Limouri, Amevor , Wouters, Ogenia - Simons, Dorenbosch, El Bouchataoui, Seedorf - Kökçü, Rottier RESERVEBANK: Borgmans, Fancito, Sas, Rêgo, Van Doorm, Persyn, Dahlhaus, Kestens, Garden, Lieder, Priske WISSELS: 62' Lieder Dorenbosch 89' Van Doorm El Bouchataoui 90+2' Dahlhaus Rottier |

Afwezig: Vlak (familie-omstandigheden), Struick (Indonesië O23), Che, Derijck, Granli, Van Hintum, Wentges, Werker (blessure)

| Oefenwedstrijd | ADO Den Haag                                                   | 3 - 2 (1 - 2)                 | VV Katwijk (Tweede Divisie)             | Selectie ADO Den Haag: (T: Darije Kalezić) | Selectie VV Katwijk: (T: Anthony Correia) |
| wo. 24 april 2024 19:30 uur Plaats: Den Haag Bingoal Stadion Toeschouwers: (besloten) Scheidsrechter: Eric van der Vaart Assistenten: Bleeker, Eimers Wedstrijdverslagen: ADO, ADOFans | Schalk 31' Schalk (Sellouki) 47' Veerman (Van Mieghem, c.) 61' | 0 - 1 1 - 1 1 - 2 2 - 2 3 - 2 | 7' Van Mieghem (eigen goal) 42' Hardijk | BASISOPSTELLING: Coremans - Asante, S. Esajas, Waem, Koudossou - De Bruin, Schalk, Sellouki - Van Mieghem, Veerman , Ideho WISSELS: 46' Nikiema Coremans 46' Siereveld Asante 46' Klas S. Esajas 46' Heesen Waem 62' Vigen De Bruin 62' Van der Sande Schalk 62' Van Wolfgang Van Mieghem 62' Houwaart Veerman 76' Vlak Ideho | BASISOPSTELLING: De Vries - Sinteur, Schulte, Kok , Ravensbergen - Tros, Bakker, Janmaat - Doesburg, Brandsma, Hardijk WISSELS: 31' Bouwense Ravensbergen OPSTELLING NA 46 MIN: Zuyderduyn - Kooij, Poulina, Blokland, Bouwense - Van der Meer, Kunst, Yamaguchi - Pinas, Kiers, Wolters |

Afwezig: Struick (Indonesië O23), Absalem, Che, Derijck, Granli, Van Hintum, Sürmeli, Wentges, Werker (blessure/rust)

| Keuken Kampioen Divisie 36e speelronde | Jong FC Utrecht                                         | 0 - 2 (0 - 0) | ADO Den Haag                                                                    | Selectie ADO Den Haag: (T: Darije Kalezić) | Selectie Jong FC Utrecht: (T: Ivar van Dinteren) |
| ma. 29 april 2024 20:00 uur Plaats: Utrecht Stadion Galgenwaard Toeschouwers: 837 Scheidsrechter: Wouter Wiersma Assistenten: Beijer, Weever, Michielsen Wedstrijdverslagen: ADO, West, ADOFans, Transfermarkt, Video Bal: 48%-52% / Vorig: 2-2 (22/23) Schoten (op doel): 11 (7) vs. 13 (7) | Van de Haar 49' Hardley 59' El Arguioui 60' Hardley 70' | 0 - 1 0 - 2   | 66' S. Esajas 71' Veerman (pen.) 73' Asante 76' Waem (Van Mieghem, c.) 80' Waem | BASISOPSTELLING: Marsman - Asante, Siereveld, S. Esajas, Waem, Ideho - Vlak, Schalk, De Bruin - Veerman , Van Mieghem RESERVEBANK: Coremans, Nikiema, Koudossou, Payne, Absalem, Boakye, Klas, Sellouki, Van Wolfgang, Houwaart WISSELS: 46' Sellouki Schalk 65' Absalem Ideho 81' Koudossou Asante 81' Van Wolfgang Van Mieghem 89' Klas De Bruin | BASISOPSTELLING: Dithmer - Van Hees, Kooy, Hardley , Held - Andersen, Van der Wegen, Yah - Akkerman, Van de Haar, Blake RESERVEBANK: Remie, Van der Heijden, Boumenjal, Kloosterboer, Viereck, Driezen, Van Eldik, Bukala, El Arguioui, Augustinus-Jensen, Oehlers, Rohd Schlichting WISSELS: 46' El Arguioui Van der Wegen 46' Oehlers Akkerman 78' Augustinus-Jensen Van de Haar 78' Rohd Schlichting Blake 90' Viereck Yah |

Afwezig: Struick (Indonesië O23), Che, Derijck, Granli, Hamdaoui, Van Hintum, Van der Sande, Sürmeli, Vigen, Wentges, Werker (blessure)

Opmerkelijk: Silvinho Esajas speelde zijn 50ste officiële wedstrijd voor ADO Den Haag.

### Mei 2024
| Keuken Kampioen Divisie 37e speelronde | NAC Breda                                        | 2 - 2 (0 - 2)           | ADO Den Haag                                                  | Selectie ADO Den Haag: (T: Darije Kalezić) | Selectie NAC Breda: (T: Jean-Paul van Gastel) |
| vr. 3 mei 2024 20:00 uur Plaats: Breda Rat Verlegh Stadion Toeschouwers: 17.844 Scheidsrechter: Martin van den Kerkhof Assistenten: Kücükerbir, Nanninga, Sturm Wedstrijdverslagen: ADO, West, ADOFans, Transfermarkt, Video Bal: 62%-38% / Vorig: 1-2 (22/23) Schoten (op doel): 14 (6) vs. 12 (2) | Garbett 44' Omgba 65' Haugen (Van den Bergh) 90' | 0 - 1 0 - 2 1 - 2 2 - 2 | 8' S. Esajas (Vlak) 17' Veerman (pen.) 43' Schalk 66' Marsman | BASISOPSTELLING: Marsman - Koudossou, Siereveld, S. Esajas, Absalem - Vlak, Schalk, De Bruin - Van Mieghem, Veerman , Ideho RESERVEBANK: Coremans, Nikiema, Payne, Does, Van Hintum, Boakye, Klas, Sellouki, Van Wolfgang, Houwaart WISSELS: 69' Van Hintum Ideho 74' Coremans Marsman 74' Klas De Bruin 85' Sellouki S. Esajas 85' Van Wolfgang Van Mieghem | BASISOPSTELLING: Van de Merbel - Lucassen, Martina , Van den Bergh, Kemper - Garbett, Omgba, Staring, Janosek - Boere, Ómarsson RESERVEBANK: Van Lare, Koscelnik, Valerius, Royo, Wernersson, Jensen, Van Schuppen, Kuijpers, Haugen WISSELS: 46' Koscelnik Lucassen 62' Kuijpers Boere 62' Haugen Ómarsson 85' Van Schuppen Garbett 90+2' Royo Kemper |

Afwezig: Asante, Waem (schorsing), Struick (Indonesië O23), Che, Derijck, Granli, Hamdaoui, Van der Sande, Sürmeli, Vigen, Wentges, Werker (blessure)

Opmerkelijk: Verdediger Gylermo Siereveld speelde zijn 25ste officiële wedstrijd voor ADO Den Haag.
| Keuken Kampioen Divisie 38e speelronde | ADO Den Haag                                                                | 2 - 3 (1 - 1)                 | Jong PSV                                                                | Selectie ADO Den Haag: (T: Darije Kalezić) | Selectie Jong PSV: (T: Wil Boessen) |
| vr. 10 mei 2024 20:00 uur Plaats: Den Haag Bingoal Stadion Toeschouwers: 7.525 Scheidsrechter: Laurens Gerrets Assistenten: Ribbink, Vervoorn, Smit Wedstrijdverslagen: ADO, West, ADOFans, Transfermarkt, Video Bal: 46%-54% / Vorig: 1-3 (22/23) Schoten (op doel): 13 (5) vs. 15 (8) | Veerman (Ideho) 35' Vlak 45+1' Absalem 47' Absalem (Koudossou) 70' Waem 80' | 1 - 0 1 - 1 2 - 1 2 - 2 2 - 3 | 40' Nassoh (Jansen) 43' Uneken 77' Nassoh 82' Thomas 90+1' Van den Berg | BASISOPSTELLING: Marsman - Asante, Siereveld, Sürmeli , Absalem - Vlak, Schalk, Vigen - Van Mieghem, Veerman, Ideho RESERVEBANK: Coremans, Nikiema, Koudossou, Waem, Van Hintum, Klas, De Bruin, Van der Sande, Sellouki, Van Wolfgang WISSELS: 46' Van Hintum Sürmeli 46' Van der Sande Schalk 58' Koudossou Siereveld 67' Waem Ideho 77' De Bruin Vigen | BASISOPSTELLING: Schiks - Van de Blaak, Egan-Riley, Dams, Jansen - Jiménez, Nassoh , Land - Simons, Uneken, Bars RESERVEBANK: Peersman, Smolenaars, Dağaşan, Kuhn, Van den Berg, Geerts, De Guzmán, Thomas, Abed WISSELS: 58' Kuhn Jansen 73' Thomas Uneken 84' De Guzmán Jiménez 84' Van den Berg Bars |

Afwezig: Struick (Indonesië O23), Che, Derijck, S. Esajas, Granli, Hamdaoui, Wentges, Werker (blessure)

Opmerkelijk: ADO Den Haag eindigde dit seizoen op de vijfde plaats in de Keuken Kampioen Divisie. Henk Veerman werd topscorer van de Keuken Kampioen Divisie met 23 goals. Veerman was de derde Haagse topscorer en tevens de oudste ooit in de Nederlandse Eerste Divisie (33 jaar en 74 dagen).
| Play-offs promotie/degradatie Eerste kwartfinale | De Graafschap (KKD 6)              | 2 - 3 (1 - 1)                 | ADO Den Haag (KKD 5)                                                             | Selectie ADO Den Haag: (T: Darije Kalezić) | Selectie De Graafschap: (T: Jan Vreman) |
| di. 14 mei 2024 21:00 uur Plaats: Doetinchem Stadion De Vijverberg Toeschouwers: 10.083 Scheidsrechter: Marc Nagtegaal Assistenten / VAR: Weterings, Frijn, Ruperti / Manschot, Diks Wedstrijdverslagen: ADO, West, ADOFans, Transfermarkt, Video Bal: 52%-48% / Vorig: 0-0 (23/24) Schoten (op doel): 12 (5) vs. 15 (5) | A. Büttner 13' Fortes (pen.) 90+7' | 1 - 0 1 - 1 1 - 2 1 - 3 2 - 3 | 27' Waem 30' Absalem (Vlak) 58' Van Mieghem 66' Schalk (Veerman) 90+6' S. Esajas | BASISOPSTELLING: Marsman - Asante, Siereveld, S. Esajas, Waem, Absalem - Vlak, Schalk, Vigen - Veerman , Van Mieghem RESERVEBANK: Coremans, Nikiema, Koudossou, Van Hintum, Klas, De Bruin, Van der Sande, Sellouki, Ideho, Van Wolfgang WISSELS: 78' De Bruin Vigen 83' Van der Sande Van Mieghem 90+8' Sellouki Schalk | BASISOPSTELLING: Jansen - Fortes , Hardeman, Schenk, Schoppema - Warmerdam, Kaak, A. Büttner - Brittijn, Seuntjens, Önal RESERVEBANK: Bakker, Wieggers, Hillen, Willemsen, Van Riel, Yadir, Mahi, Bisselink, Van Gilst, G. Büttner, Flakus Bosilj, Haen WISSELS: 60' Hillen Hardeman 60' Haen Seuntjens 74' Mahi Kaak 74' Flakus Bosilj A. Büttner 74' Van Gilst Önal |

Afwezig: Struick (Indonesië O23), Che, Derijck, Granli, Hamdaoui, Sürmeli, Wentges, Werker (blessure)

| Play-offs promotie/degradatie Tweede kwartfinale | ADO Den Haag                                                                                              | 2 - 2 (2 - 0)           | De Graafschap                                           | Selectie ADO Den Haag: (T: Darije Kalezić) | Selectie De Graafschap: (T: Jan Vreman) |
| za. 18 mei 2024 20:00 uur Plaats: Den Haag Bingoal Stadion Toeschouwers: 9.195 Scheidsrechter: Alex Bos Assistenten / VAR: Fikkert, Dobre, Hensgens / Teuben, Koopman Wedstrijdverslagen: ADO, West, ADOFans, Transfermarkt, Video Bal: 37%-63% / Vorig: 5-3 (23/24) Schoten (op doel): 9 (4) vs. 14 (7) | Schalk (Absalem) 22' Van Mieghem 33' Schalk (Van Mieghem, c.) 36' Absalem 48' Absalem 78' Koudossou 90+5' | 1 - 0 2 - 0 2 - 1 2 - 2 | 56' Warmerdam 67' Seuntjens 74' Fortes (A. Büttner, c.) | BASISOPSTELLING: Marsman - Asante, Siereveld, S. Esajas, Waem, Absalem - Vlak, Schalk, Vigen - Veerman , Van Mieghem RESERVEBANK: Coremans, Nikiema, Koudossou, Van Hintum, Sürmeli, Klas, De Bruin, Van der Sande, Sellouki, Ideho, Van Wolfgang WISSELS: 68' Koudossou Asante 68' Van der Sande Veerman 77' De Bruin Vigen 90' Sürmeli S. Esajas 90' Van Hintum Van Mieghem | BASISOPSTELLING: Jansen - Fortes , Hardeman, Hillen, Schenk, A. Büttner - Warmerdam, Önal, Kaak - Flakus Bosilj, Haen RESERVEBANK: Bakker, Wieggers, Willemsen, Schoppema, Van Riel, Wevers, Brittijn, Yadir, Mahi, Van Gilst, G. Büttner, Seuntjens WISSELS: 46' Brittijn Kaak 46' Seuntjens Haen 63' Mahi Hillen 63' G. Büttner Flakus Bosilj |

Afwezig: Struick (Indonesië O23), Che, Derijck, Granli, Hamdaoui, Wentges, Werker (blessure)

| Play-offs promotie/degradatie Eerste halve finale | ADO Den Haag (KKD 5)                                                              | 1 - 2 (0 - 2)     | Excelsior Rotterdam (ERE 16)                                  | Selectie ADO Den Haag: (T: Darije Kalezić) | Selectie Excelsior Rotterdam: (T: Marinus Dijkhuizen) |
| wo. 22 mei 2024 18:45 uur Plaats: Den Haag Bingoal Stadion Toeschouwers: 11.935 Scheidsrechter: Sander van der Eijk Assistenten / VAR: Koopman, Bodde, Vos / Oostrom, Inia Wedstrijdverslagen: ADO, West, ADOFans[dode link], Transfermarkt, Video Bal: 44%-56% / Vorig: 3-3 (21/22) Schoten (op doel): 21 (8) vs. 8 (3) | Van der Sande 30' Ideho 41' Asante 50' Waem 68' Veerman (Ideho) 71' S. Esajas 72' | 0 - 1 0 - 2 1 - 2 | 16' Driouech (Parrott) 23' Duijvestijn (Driouech) 39' Lamprou | BASISOPSTELLING: Marsman - Asante, Siereveld, Sürmeli , Waem, Ideho - Vlak, Van der Sande, Vigen - Veerman, Van Mieghem RESERVEBANK: Coremans, Nikiema, Koudossou, Van Hintum, Klas, S. Esajas, De Bruin, Sellouki, Van Wolfgang, Houwaart WISSELS: 63' S. Esajas Vigen 75' De Bruin Sürmeli 83' Sellouki Van der Sande | BASISOPSTELLING: Van Gassel - Benita, Horemans, El Yaakoubi , Zagré - Goudmijn, Duijvestijn, Baas - Lamprou, Parrott, Driouech RESERVEBANK: Kuiper, Nieuwpoort, Widell, De Moes, Sandra, Naujoks, Donkor, Van Duinen, Omorowa WISSELS: 60' Sandra Driouech 86' Naujoks Lamprou |

Afwezig: Absalem (schorsing), Struick (Indonesië O23), Che, Derijck, Granli, Hamdaoui, Schalk, Wentges, Werker (blessure)

Opmerkelijk: Middenvelder Lasse Vigen Christensen speelde zijn 25ste officiële wedstrijd voor ADO Den Haag. Spits Henk Veerman maakte zijn 25ste officiële doelpunt in Haagse dienst.
| Play-offs promotie/degradatie Tweede halve finale | Excelsior Rotterdam | 7 - 1 (4 - 1)                                   | ADO Den Haag                                             | Selectie ADO Den Haag: (T: Darije Kalezić) | Selectie Excelsior Rotterdam: (T: Marinus Dijkhuizen) |
| za. 25 mei 2024 20:00 uur Plaats: Rotterdam Van Donge & De Roo Stadion Toeschouwers: 4.400 Scheidsrechter: Jeroen Manschot Assistenten / VAR: Vandeursen, Schaap, Martens / Kamphuis, Westhof Wedstrijdverslagen: ADO, West, ADOFans, Transfermarkt, Video Bal: 56%-44% / Vorig: 1-1 (21/22) Schoten (op doel): 11 (9) vs. 13 (2) | Parrott (Goudmijn) 3' Parrott (Lamprou) 27' Parrott (pen.) 31' Driouech (Goudmijn) 40' Baas (pen.) 55' Goudmijn (Zagré) 71' Lamprou (Sandra) 72' | 1 - 0 2 - 0 3 - 0 4 - 0 4 - 1 5 - 1 6 - 1 7 - 1 | 39' Van der Sande 45+2' Veerman (Marsman) 82' Van Hintum | BASISOPSTELLING: Marsman - Asante, Siereveld, Sürmeli , Waem, Ideho - Vlak, Van der Sande, S. Esajas - Veerman, Van Mieghem RESERVEBANK: Coremans, Nikiema, Koudossou, Van Hintum, Absalem, Klas, Vigen, De Bruin, Sellouki, Van Wolfgang, Houwaart WISSELS: 38' Van Hintum Waem 38' Sellouki Van der Sande 46' Absalem Ideho 59' De Bruin S. Esajas 84' Koudossou Van Mieghem | BASISOPSTELLING: Van Gassel - Benita, Horemans, El Yaakoubi , Zagré - Goudmijn, Duijvestijn, Baas - Lamprou, Parrott, Driouech RESERVEBANK: Kuiper, Nieuwpoort, Widell, De Moes, Sandra, Naujoks, Donkor, Van Duinen, Omorowa WISSELS: 46' Sandra Driouech 65' Widell El Yaakoubi 78' De Moes Horemans 78' Donkor Duijvestijn 78' Omorowa Parrott |

Afwezig: Struick (Indonesië O23), Che, Derijck, Granli, Hamdaoui, Schalk, Wentges, Werker (blessure)

## ADO Den Haag Onder 21/Jeugd

### Selectie ADO Den Haag Onder 21 2023/24
|                           | Naam                  | Bij ADO sinds  | Contract tot | Duels      | Goals      | Assists    | Geel       | Rood       |
| Doelmannen                | Doelmannen            | Doelmannen     | Doelmannen   | Doelmannen | Doelmannen | Doelmannen | Doelmannen | Doelmannen |
| ------------------------- | --------------------- | -------------- | ------------ | ---------- | ---------- | ---------- | ---------- | ---------- |
| Vlag van Marokko          | Ahmed Azmi            | November 2023  | Zomer 2024   | 10         | 0          | 0          | 1          | 0          |
| Vlag van Nederland        | Sem Buvelot           | ?              | Amateurbasis | 5          | 0          | 0          | 0          | 0          |
| Vlag van Nederland        | Thijmen de Koning     | ?              | Amateurbasis | 13         | 0          | 0          | 0          | 0          |
| Vlag van Burkina Faso     | Kilian Nikiema (*)    | Zomer 2016     | Zomer 2025   | 0          | 0          | 0          | 0          | 0          |
| Vlag van Nederland        | David van de Riet (*) | Zomer 2015     | Zomer 2024   | 0          | 0          | 0          | 0          | 0          |
| Vlag van Nederland        | Hugo Wentges (*)      | Zomer 2015     | Zomer 2025   | 0          | 0          | 0          | 0          | 0          |
| Verdedigers               |                       |                |              |            |            |            |            |            |
| Vlag van Nederland        | Tyrese Asante (*)     | Zomer 2021     | Zomer 2025   | 0          | 0          | 0          | 0          | 0          |
| Vlag van Nederland        | Ronny Boakye          | Zomer 2020     | Zomer 2024   | 23         | 0          | 4          | 10         | 0          |
| Vlag van Verenigde Staten | Justin Che (*)        | Zomer 2023     | Zomer 2024   | 0          | 0          | 0          | 0          | 0          |
| Vlag van Curaçao          | Keanu Does            | ?              | Amateurbasis | 11         | 0          | 0          | 2          | 0          |
| Vlag van Nederland        | Raelson Gomes Landim  | ?              | Zomer 2025   | 9          | 0          | 0          | 0          | 0          |
| Vlag van Nederland        | Sky Heesen            | Zomer 2019     | Zomer 2025   | 12         | 0          | 0          | 1          | 0          |
| Vlag van Nederland        | Niels Noordhoek       | Zomer 2018     | Zomer 2025   | 14         | 2          | 0          | 2          | 0          |
| Vlag van Nederland        | Nigel Owusu           | Oktober 2020   | Zomer 2024   | 23         | 0          | 0          | 4          | 0          |
| Vlag van Nederland        | Sinan Özen            | Zomer 2023     | Zomer 2025   | 5          | 0          | 0          | 1          | 0          |
| Vlag van Nederland        | Devyn Payne           | ?              | Amateurbasis | 13         | 0          | 0          | 2          | 0          |
| Vlag van Nederland        | Gylermo Siereveld (*) | Zomer 2022     | Zomer 2024   | 7          | 0          | 0          | 0          | 0          |
| Vlag van Turkije          | Mustafa Tetik         | Zomer 2018     | Amateurbasis | 9          | 0          | 0          | 1          | 0          |
| Middenvelders             |                       |                |              |            |            |            |            |            |
| Vlag van Nederland        | Joey Brandt           | ?              | Zomer 2026   | 23         | 1          | 1          | 5          | 0          |
| Vlag van Nederland        | Finn de Bruin         | Zomer 2022     | Zomer 2024   | 19         | 6          | 1          | 1          | 0          |
| Vlag van Nederland        | Silvinho Esajas (*)   | Zomer 2020     | Zomer 2024   | 1          | 0          | 0          | 0          | 0          |
| Vlag van Curaçao          | Calvin Gustina (*)    | ?              | Zomer 2025   | 18         | 0          | 0          | 1          | 0          |
| Vlag van Suriname         | Jaydavon Haas         | Zomer 2019     | Amateurbasis | 18         | 1          | 1          | 1          | 0          |
| Vlag van Nederland        | Kaj van Houwelingen   | Zomer 2018     | Zomer 2024   | 25         | 0          | 1          | 0          | 0          |
| Vlag van Nederland        | Sacha Komljenovic (*) | Zomer 2018     | Zomer 2025   | 13         | 5          | 0          | 4          | 1          |
| Vlag van Nederland        | Kane Miardjo (O18)    | Zomer 2023     | Amateurbasis | 1          | 0          | 0          | 0          | 0          |
| Aanvallers                |                       |                |              |            |            |            |            |            |
| Vlag van Nederland        | Issac Dijkhuizen      | Zomer 2023     | Zomer 2025   | 19         | 2          | 0          | 1          | 1          |
| Vlag van Nederland        | Sofyan El Hannoudi    | ?              | Zomer 2024   | 20         | 3          | 3          | 3          | 0          |
| Vlag van Nederland        | Robyn Esajas (*)      | Winter 2022/23 | Zomer 2024   | 12         | 6          | 0          | 0          | 0          |
| Vlag van Nederland        | Enoch George          | Zomer 2023     | Zomer 2024   | 22         | 7          | 1          | 2          | 1          |
| Vlag van Nederland        | Lloyd Hendriks        | ?              | Amateurbasis | 12         | 0          | 2          | 0          | 0          |
| Vlag van Nederland        | Maikey Houwaart       | Zomer 2013     | Zomer 2025   | 4          | 1          | 0          | 0          | 0          |
| Vlag van Nederland        | Joel Ideho (*)        | Zomer 2023     | Zomer 2025   | 0          | 0          | 0          | 0          | 0          |
| Vlag van Nederland        | Lorenzo Maasland      | ?              | Amateurbasis | 12         | 0          | 0          | 0          | 0          |
| Vlag van Indonesië        | Rafael Struick (*)    | Zomer 2020     | Zomer 2024   | 7          | 4          | 0          | 0          | 0          |
| Vlag van Nederland        | Elijah Velland        | Zomer 2022     | Zomer 2024   | 18         | 2          | 2          | 1          | 0          |

[Alleen competitieduels zijn meegenomen in dit schema.]
|                                    |                                    | Naam                               | Bij ADO sinds                      | Contract tot                       | Duels                              | Goals                              | Assists                            | Geel                               | Rood                               |
| Vertrokken spelers tijdens seizoen | Vertrokken spelers tijdens seizoen | Vertrokken spelers tijdens seizoen | Vertrokken spelers tijdens seizoen | Vertrokken spelers tijdens seizoen | Vertrokken spelers tijdens seizoen | Vertrokken spelers tijdens seizoen | Vertrokken spelers tijdens seizoen | Vertrokken spelers tijdens seizoen | Vertrokken spelers tijdens seizoen |
| ---------------------------------- | ---------------------------------- | ---------------------------------- | ---------------------------------- | ---------------------------------- | ---------------------------------- | ---------------------------------- | ---------------------------------- | ---------------------------------- | ---------------------------------- |
| V                                  | Vlag van Nederland                 | Aiman Achemlal                     | Zomer 2020                         | Zomer 2024                         | 12                                 | 0                                  | 0                                  | 3                                  | 0                                  |
| V                                  | Vlag van Nederland                 | Emre Ates                          | Zomer 2016                         | Zomer 2024                         | 9                                  | 0                                  | 0                                  | 2                                  | 2                                  |

Transfers:

Nieuw: Sem Buvelot, Joey Brandt, Raelson Gomes Landim, Thijmen de Koning, Lorenzo Maasland, Devyn Payne (allen eigen gelederen), Issac Dijkhuizen, Enoch George, Sinan Özen (allen H.V. & C.V. Quick), Justin Che (Brøndby IF, gehuurd), Joel Ideho (Arsenal FC).
* Tijdens seizoen: Ahmed Azmi (Helmond Sport), Sky Heesen, Maikey Houwaart (beiden eigen gelederen).
Vertrokken: Mohamed Akharaz (FC Utrecht, was gehuurd), Zakaria Amallah (nnb.), Azeddine Annamousi (nnb.), Abdel Belarbi (nnb.), Finn van Breemen (FC Basel), Nick Broekhuizen (K.v.v. Quick Boys), Onur Demir (Alanyaspor), Karim El Fakiri, Jeroen Haars (beiden Excelsior Maassluis), Aimane El Karicha (nnb.), Sirong Li (Vejle BK, was al verhuurd), Marius van Mil (Excelsior Maassluis), Michael Mulder (Panachaiki GE), Jesse Reinders (K.v.v. Quick Boys), Xander Severina (FK Partizan), Fabian Shahaj (TOP Oss, was verhuurd aan Partizan Tirana), Titouan Thomas (GD Estoril-Praia, was gehuurd), Max de Waal (AFC Ajax, was gehuurd). Mogen vanwege leeftijd niet meer uitkomen in O21: Dhoraso Moreo Klas, Malik Sellouki.
* Tijdens seizoen: Aiman Achemlal (Fortuna Sittard), Emre Ates (Karaman FK).

### Technische staf
|                    | Naam                  | Functie                                  | Bij ADO sinds | Contract tot |
| ------------------ | --------------------- | ---------------------------------------- | ------------- | ------------ |
| Vlag van Nederland | Giovanni Franken      | Trainer ADO Den Haag Onder 21            | Zomer 2021*   | Januari 2024 |
| Vlag van Nederland | Ervin Lee             | Trainer ADO Den Haag Onder 21            | Januari 2024  |              |
| Vlag van Nederland | Ronald Samson         | Assistent-trainer ADO Den Haag Onder 21  | Zomer 2021*   |              |
| Vlag van Nederland | Raymond Mulder        | Keeperstrainer ADO Den Haag Onder 21     | Zomer 2016    |              |
| Vlag van Nederland | Dansco van den Burg   | Teammanager ADO Den Haag Onder 21        |               |              |
| Vlag van Nederland | Angelo van Loenen     | Materiaalverzorger ADO Den Haag Onder 21 | Zomer 2021    |              |
| Vlag van Nederland | Chris Nieuwpoort      | Fysiotherapeut ADO Den Haag Onder 21     | Zomer 2021    |              |
| Vlag van Nederland | Dominique Ebben       | Inspanningsfysioloog jeugd               | Zomer 2019    |              |
| Vlag van Nederland | Ted de Man            | Inspanningsfysioloog jeugd               | Zomer 2020    |              |
| Vlag van Nederland | Max de Jong           | Hoofd Keepers Coach                      | Zomer 2023    |              |
| Vlag van Nederland | Jack Morauw           | Keeperstrainer jeugd                     | Zomer 2021    |              |
| Vlag van Nederland | Lex Immers            | Talentcoach / Spitsentrainer jeugd       | Februari 2023 |              |
| Vlag van Nederland | Gerard van Ruitenburg | Technisch coördinator middenbouw         | Zomer 2020*   |              |
| Vlag van Nederland | Dennis van den Ing    | Technisch coördinator onderbouw          | Zomer 2020    |              |
| Vlag van Nederland | Frans Danen           | Coördinator jeugdscouting                | Zomer 2017*   |              |
| Vlag van Nederland | Albert van der Dussen | Performance & Operational Director Youth | April 2020    |              |
| Vlag van Nederland | Nick Boere            | Video-analist                            | Zomer 2021    |              |

### Thuis/uit-verhouding najaarscompetitie Divisie 1 2023/24
| Tegenstander  | SC Cambuur O21 (5e) | Feyenoord O21 (4e) | Go Ahead Eagles O21 (6e) | De Graafschap O21 (2e) | FC Groningen O21 (3e) | FC Twente/ Heracles O21 · (1e) | FC Volendam O21 · (8e) | Totaal · (7e) |
| ------------- | ------------------- | ------------------ | ------------------------ | ---------------------- | --------------------- | ------------------------------ | ---------------------- | ------------- |
| ADO O21 thuis | 1 - 2               | 3 - 3              | 0 - 1                    | 1 - 1                  | 4 - 2                 | 1 - 3                          | 1 - 0                  | 8             |
| ADO O21 uit   | 1 - 0               | 3 - 0              | 1 - 0                    | 2 - 2                  | 4 - 3                 | 0 - 1                          | 3 - 2                  | 4             |
| Punten totaal | 0                   | 1                  | 0                        | 2                      | 3                     | 3                              | 3                      | 12            |

### Thuis/uit-verhouding voorjaarscompetitie Divisie 2 2023/24
| Tegenstander  | FC Dordrecht O21 · (8e) | SC Heerenveen O21 · (7e) | NAC Breda O21 · (2e) | Roda JC Kerkrade O21 (4e) | SBV Vitesse O21 (5e) | FC Volendam O21 (3e) | Willem II O21 (6e) | Totaal · (1e) |
| ------------- | ----------------------- | ------------------------ | -------------------- | ------------------------- | -------------------- | -------------------- | ------------------ | ------------- |
| ADO O21 thuis | 1 - 0                   | 1 - 0                    | 2 - 1                | 3 - 1                     | 3 - 0                | 0 - 2                | 0 - 0              | 16            |
| ADO O21 uit   | 2 - 2                   | 2 - 0                    | 2 - 2                | 0 - 2                     | 1 - 5                | 1 - 2                | 2 - 2              | 12            |
| Punten totaal | 4                       | 3                        | 4                    | 6                         | 3                    | 6                    | 2                  | 28            |

### Bekertoernooi ADO Den Haag Onder 21 2023/24
| Ronde   | Voorronde        | Tussenronde      | Achtste finale   | Kwartfinale | Halve finale | Finale |
| ------- | ---------------- | ---------------- | ---------------- | ----------- | ------------ | ------ |
| Thuis   | AFC O21          | ADO Den Haag O21 | FC Volendam O21* | /           | /            | /      |
| Uit     | ADO Den Haag O21 | FC Eindhoven O21 | ADO Den Haag O21 | /           | /            | /      |
| Uitslag | 2 - 5            | 1 - 0            | (w.n.s.) *0 - 0  | /           | /            | /      |

### Uitslagen ADO Den Haag Onder 21
| Comp.        | Wedstrijd | Wedstrijd | Opstelling | Scoreverloop |
| ------------ | --- | --- | --- | --- |
| Oefen        | FC Den Bosch O21 - ADO Den Haag O21 | FC Den Bosch O21 - ADO Den Haag O21                                                                                      | Buvelot (46' De Koning) - Achemlal (46' Noordhoek), Payne (46' Does), Özen (46' Owusu), Gomes Landim (46' Boakye) - De Bruin , Haas (46' Van Houwelingen), Hendriks (46' Dijkhuizen / 65' Rehmi) - El Hannoudi (46' George), Maasland (46' Gustina), Rehmi (46' Velland)        | Goals: 0-1 El Hannoudi (Haas 15'), 0-2 De Bruin (44'), 1-2 Corbeth (65') |
| Oefen        | 1 - 2 | Za. 24 juni 2023, 15:00 uur                                                                                              | Buvelot (46' De Koning) - Achemlal (46' Noordhoek), Payne (46' Does), Özen (46' Owusu), Gomes Landim (46' Boakye) - De Bruin , Haas (46' Van Houwelingen), Hendriks (46' Dijkhuizen / 65' Rehmi) - El Hannoudi (46' George), Maasland (46' Gustina), Rehmi (46' Velland)        | Goals: 0-1 El Hannoudi (Haas 15'), 0-2 De Bruin (44'), 1-2 Corbeth (65') |
| Oefen        | Stadion De Vliert, verslag | | Buvelot (46' De Koning) - Achemlal (46' Noordhoek), Payne (46' Does), Özen (46' Owusu), Gomes Landim (46' Boakye) - De Bruin , Haas (46' Van Houwelingen), Hendriks (46' Dijkhuizen / 65' Rehmi) - El Hannoudi (46' George), Maasland (46' Gustina), Rehmi (46' Velland)        | Goals: 0-1 El Hannoudi (Haas 15'), 0-2 De Bruin (44'), 1-2 Corbeth (65') |
| Oefen        | ADO Den Haag O21 - Miami Dade FC | ADO Den Haag O21 - Miami Dade FC                                                                                         | De Koning (46' Buvelot) - Noordhoek (46' Achemlal), Does (46' Payne), Owusu (46' Özen), Boakye (46' Gomes Landim) - Gustina (46' Brandt), De Bruin (46' Van Houwelingen), Haas (46' Velland) - Hendriks (46' Maasland), George (46' El Hannoudi), Rehmi (77' George)            | Goals: 1-0 Hendriks (2'), 2-0 George (De Bruin 11'), 3-0 Hendriks (Haas 16'), 4-0 Hendriks (Haas 35'), 5-0 Velland (pen. 65')                                                                                                 |
| Oefen        | 5 - 0 | Di. 27 juni 2023, 13:00 uur                                                                                              | De Koning (46' Buvelot) - Noordhoek (46' Achemlal), Does (46' Payne), Owusu (46' Özen), Boakye (46' Gomes Landim) - Gustina (46' Brandt), De Bruin (46' Van Houwelingen), Haas (46' Velland) - Hendriks (46' Maasland), George (46' El Hannoudi), Rehmi (77' George)            | Goals: 1-0 Hendriks (2'), 2-0 George (De Bruin 11'), 3-0 Hendriks (Haas 16'), 4-0 Hendriks (Haas 35'), 5-0 Velland (pen. 65')                                                                                                 |
| Oefen        | Sportcomplex De Aftrap, verslag, S: Thomas Groenendijk | | De Koning (46' Buvelot) - Noordhoek (46' Achemlal), Does (46' Payne), Owusu (46' Özen), Boakye (46' Gomes Landim) - Gustina (46' Brandt), De Bruin (46' Van Houwelingen), Haas (46' Velland) - Hendriks (46' Maasland), George (46' El Hannoudi), Rehmi (77' George)            | Goals: 1-0 Hendriks (2'), 2-0 George (De Bruin 11'), 3-0 Hendriks (Haas 16'), 4-0 Hendriks (Haas 35'), 5-0 Velland (pen. 65')                                                                                                 |
| Oefen        | ADO Den Haag O21 - VVV Venlo O21 | ADO Den Haag O21 - VVV Venlo O21                                                                                         | De Koning (46' Buvelot) - Noordhoek (46' Achemlal), Does (60' Noordhoek), Owusu (46' Özen), Boakye (46' Tetik) - Gustina (46' Hendriks), De Bruin (46' Van Houwelingen), Haas (46' Maasland) - Dijkhuizen (46' George / 70' Haas), El Hannoudi (70' Rehmi), Rehmi (46' Velland) | Goals: 1-0 Dailoski (eigen goal), 2-0 Rehmi, 3-0 Dijkhuizen (El Hannoudi), 4-0 Maasland (Velland), 4-1 Kessels (v.t.), 5-1 Velland (Achemlal)                                                                                 |
| Oefen        | 5 - 1 | Za. 1 juli 2023, 15:00 uur                                                                                               | De Koning (46' Buvelot) - Noordhoek (46' Achemlal), Does (60' Noordhoek), Owusu (46' Özen), Boakye (46' Tetik) - Gustina (46' Hendriks), De Bruin (46' Van Houwelingen), Haas (46' Maasland) - Dijkhuizen (46' George / 70' Haas), El Hannoudi (70' Rehmi), Rehmi (46' Velland) | Goals: 1-0 Dailoski (eigen goal), 2-0 Rehmi, 3-0 Dijkhuizen (El Hannoudi), 4-0 Maasland (Velland), 4-1 Kessels (v.t.), 5-1 Velland (Achemlal)                                                                                 |
| Oefen        | Sportcomplex De Aftrap, verslag, S: Joey Meuwese | | De Koning (46' Buvelot) - Noordhoek (46' Achemlal), Does (60' Noordhoek), Owusu (46' Özen), Boakye (46' Tetik) - Gustina (46' Hendriks), De Bruin (46' Van Houwelingen), Haas (46' Maasland) - Dijkhuizen (46' George / 70' Haas), El Hannoudi (70' Rehmi), Rehmi (46' Velland) | Goals: 1-0 Dailoski (eigen goal), 2-0 Rehmi, 3-0 Dijkhuizen (El Hannoudi), 4-0 Maasland (Velland), 4-1 Kessels (v.t.), 5-1 Velland (Achemlal)                                                                                 |
| Oefen        | Westlands Elftal - ADO Den Haag O21 | Westlands Elftal - ADO Den Haag O21                                                                                      | De Koning (46' Buvelot) - Noordhoek, Does (46' Payne), Özen (46' Jacquesson), Owusu (70' Does) - De Bruin, Dijkhuizen, Brandt - Hendriks (46' Landim), George (70' Tetik), Achemlal (46' Genarro)                                                                               | Goals: 1-0 Van den Bos (15'), 1-1 Hendriks (Noordhoek 30'), 1-2 George (33'), 2-2 Van Vliet (Bransen 36'), 2-3 George (Dijkhuizen 47'), 2-4 Jacquesson (Genarro 76'), 2-5 Dijkhuizen (Genarro 77'), 2-6 De Bruin (84')        |
| Oefen        | 2 - 6 | Za. 5 augustus 2023, 14:30 uur                                                                                           | De Koning (46' Buvelot) - Noordhoek, Does (46' Payne), Özen (46' Jacquesson), Owusu (70' Does) - De Bruin, Dijkhuizen, Brandt - Hendriks (46' Landim), George (70' Tetik), Achemlal (46' Genarro)                                                                               | Goals: 1-0 Van den Bos (15'), 1-1 Hendriks (Noordhoek 30'), 1-2 George (33'), 2-2 Van Vliet (Bransen 36'), 2-3 George (Dijkhuizen 47'), 2-4 Jacquesson (Genarro 76'), 2-5 Dijkhuizen (Genarro 77'), 2-6 De Bruin (84')        |
| Oefen        | Sportpark Verburch, verslag, S: Dirk Meijvogel | | De Koning (46' Buvelot) - Noordhoek, Does (46' Payne), Özen (46' Jacquesson), Owusu (70' Does) - De Bruin, Dijkhuizen, Brandt - Hendriks (46' Landim), George (70' Tetik), Achemlal (46' Genarro)                                                                               | Goals: 1-0 Van den Bos (15'), 1-1 Hendriks (Noordhoek 30'), 1-2 George (33'), 2-2 Van Vliet (Bransen 36'), 2-3 George (Dijkhuizen 47'), 2-4 Jacquesson (Genarro 76'), 2-5 Dijkhuizen (Genarro 77'), 2-6 De Bruin (84')        |
| Oefen        | RKAVV - ADO Den Haag O21 | RKAVV - ADO Den Haag O21                                                                                                 | Buvelot - Payne (58' Noordhoek), Gomes Landim (58' Does), Owusu, Boakye - De Bruin, Dijkhuizen, Brandt - Hendriks, El Hannoudi, Velland | Goals: 0-1 Velland, 0-2 George |
| Oefen        | 0 - 2 | Di. 8 augustus 2023, 20:00 uur                                                                                           | Buvelot - Payne (58' Noordhoek), Gomes Landim (58' Does), Owusu, Boakye - De Bruin, Dijkhuizen, Brandt - Hendriks, El Hannoudi, Velland | Goals: 0-1 Velland, 0-2 George |
| Oefen        | Sportpark Kastelenring, verslag, S: Franklin Berg | | Buvelot - Payne (58' Noordhoek), Gomes Landim (58' Does), Owusu, Boakye - De Bruin, Dijkhuizen, Brandt - Hendriks, El Hannoudi, Velland | Goals: 0-1 Velland, 0-2 George |
| Oefen        | ADO Den Haag O21 - Excelsior Rotterdam O21 | ADO Den Haag O21 - Excelsior Rotterdam O21                                                                               | De Koning - Noordhoek, Payne (46' Gomes Landim), Owusu, Boakye - Dijkhuizen, Does, De Bruin - Hendriks (79' Velland), El Hannoudi, Velland (46' Brandt) | Goals: 0-1 Baari, 1-1 El Hannoudi (pen.), 2-1 El Hannoudi (Owusu), De Bruin, 3-1 El Hannoudi (De Bruin) |
| Oefen        | 3 - 1 | Za. 12 augustus 2023, 15:00 uur                                                                                          | De Koning - Noordhoek, Payne (46' Gomes Landim), Owusu, Boakye - Dijkhuizen, Does, De Bruin - Hendriks (79' Velland), El Hannoudi, Velland (46' Brandt) | Goals: 0-1 Baari, 1-1 El Hannoudi (pen.), 2-1 El Hannoudi (Owusu), De Bruin, 3-1 El Hannoudi (De Bruin) |
| Oefen        | Sportcomplex De Aftrap, verslag, S: Joey Meuwese | | De Koning - Noordhoek, Payne (46' Gomes Landim), Owusu, Boakye - Dijkhuizen, Does, De Bruin - Hendriks (79' Velland), El Hannoudi, Velland (46' Brandt) | Goals: 0-1 Baari, 1-1 El Hannoudi (pen.), 2-1 El Hannoudi (Owusu), De Bruin, 3-1 El Hannoudi (De Bruin) |
| Oefen        | ADO Den Haag O21 - PEC Zwolle O21 | ADO Den Haag O21 - PEC Zwolle O21                                                                                        | Nikiema - Noordhoek ( 28' Gomes Landim), Payne (46' Owusu), Siereveld, Boakye - Gustina (87' Payne), Brandt, De Bruin - Hendriks, El Hannoudi, Velland ( 73' Shahaj) | Goals: 0-1 Oekhattou (Leito), 1-1 Hendriks (Velland), 2-1 Velland (Hendriks) |
| Oefen        | 2 - 1 | Za. 19 augustus 2023, 15:00 uur                                                                                          | Nikiema - Noordhoek ( 28' Gomes Landim), Payne (46' Owusu), Siereveld, Boakye - Gustina (87' Payne), Brandt, De Bruin - Hendriks, El Hannoudi, Velland ( 73' Shahaj) | Goals: 0-1 Oekhattou (Leito), 1-1 Hendriks (Velland), 2-1 Velland (Hendriks) |
| Oefen        | Sportcomplex De Aftrap, verslag | | Nikiema - Noordhoek ( 28' Gomes Landim), Payne (46' Owusu), Siereveld, Boakye - Gustina (87' Payne), Brandt, De Bruin - Hendriks, El Hannoudi, Velland ( 73' Shahaj) | Goals: 0-1 Oekhattou (Leito), 1-1 Hendriks (Velland), 2-1 Velland (Hendriks) |
| Oefen        | VUC - ADO Den Haag O21 | VUC - ADO Den Haag O21                                                                                                   | Buvelot (46' De Koning) - Gomes Landim, Payne, Özen, Owusu - Brandt (46' Dijkhuizen), Van Houwelingen, Haas - Maasland, Shahaj (46' George), Hendriks | Goals: 0-1 Hendriks, 0-2 George, 0-3 Dijkhuizen Kaarten: Van Houwelingen |
| Oefen        | 0 - 3 | Di. 22 augustus 2023, 19:30 uur                                                                                          | Buvelot (46' De Koning) - Gomes Landim, Payne, Özen, Owusu - Brandt (46' Dijkhuizen), Van Houwelingen, Haas - Maasland, Shahaj (46' George), Hendriks | Goals: 0-1 Hendriks, 0-2 George, 0-3 Dijkhuizen Kaarten: Van Houwelingen |
| Oefen        | Het Kleine Loo, verslag | | Buvelot (46' De Koning) - Gomes Landim, Payne, Özen, Owusu - Brandt (46' Dijkhuizen), Van Houwelingen, Haas - Maasland, Shahaj (46' George), Hendriks | Goals: 0-1 Hendriks, 0-2 George, 0-3 Dijkhuizen Kaarten: Van Houwelingen |
| KNVB Beker   | AFC O21 - ADO Den Haag O21 | AFC O21 - ADO Den Haag O21                                                                                               | De Koning - Boakye, Payne (68' Does), Gomes Landim (71' Haas), Owusu - De Bruin , Van Houwelingen, Dijkhuizen - Maasland (46' Brandt), El Hannoudi (72' George), Hendriks (82' Özen)                                                                                            | Goals: 0-1 El Hannoudi (Hendriks 9'), 0-2 De Bruin (v.t. 24'), 0-3 El Hannoudi (Maasland 43'), 0-4 El Hannoudi (46'), 1-4 Amkari (51'), 1-5 Dijkhuizen (Hendriks 72'), 2-5 Van Kempen (v.t. 85')                              |
| KNVB Beker   | 2 - 5 | Za. 26 augustus 2023, 12:15 uur. Eerste ronde                                                                            | De Koning - Boakye, Payne (68' Does), Gomes Landim (71' Haas), Owusu - De Bruin , Van Houwelingen, Dijkhuizen - Maasland (46' Brandt), El Hannoudi (72' George), Hendriks (82' Özen)                                                                                            | Goals: 0-1 El Hannoudi (Hendriks 9'), 0-2 De Bruin (v.t. 24'), 0-3 El Hannoudi (Maasland 43'), 0-4 El Hannoudi (46'), 1-4 Amkari (51'), 1-5 Dijkhuizen (Hendriks 72'), 2-5 Van Kempen (v.t. 85')                              |
| KNVB Beker   | Sportpark Goed Genoeg, verslag, S: Badr Benlamkaddem | | De Koning - Boakye, Payne (68' Does), Gomes Landim (71' Haas), Owusu - De Bruin , Van Houwelingen, Dijkhuizen - Maasland (46' Brandt), El Hannoudi (72' George), Hendriks (82' Özen)                                                                                            | Goals: 0-1 El Hannoudi (Hendriks 9'), 0-2 De Bruin (v.t. 24'), 0-3 El Hannoudi (Maasland 43'), 0-4 El Hannoudi (46'), 1-4 Amkari (51'), 1-5 Dijkhuizen (Hendriks 72'), 2-5 Van Kempen (v.t. 85')                              |
| (NC) Comp. 1 | Feyenoord O21 - ADO Den Haag O21 | Feyenoord O21 - ADO Den Haag O21                                                                                         | Buvelot - Gomes Landim (46' Payne), Does, Owusu, Boakye (76' Özen) - Brandt, De Bruin , Van Houwelingen - El Hannoudi (61' Hendriks), Dijkhuizen (61' George), Haas (61' Maasland)                                                                                              | Goals: 1-0 Slory (Zaal 23'), 2-0 Rust (Van der Sluijs 30'), 3-0 Slory (Valk 59') |
| (NC) Comp. 1 | 3 - 0 | Za. 2 september 2023, 15:00 uur. Stand: 6e                                                                               | Buvelot - Gomes Landim (46' Payne), Does, Owusu, Boakye (76' Özen) - Brandt, De Bruin , Van Houwelingen - El Hannoudi (61' Hendriks), Dijkhuizen (61' George), Haas (61' Maasland)                                                                                              | Goals: 1-0 Slory (Zaal 23'), 2-0 Rust (Van der Sluijs 30'), 3-0 Slory (Valk 59') |
| (NC) Comp. 1 | Sportcomplex Varkenoord, verslag, video, S: Oscar van Hoof | | Buvelot - Gomes Landim (46' Payne), Does, Owusu, Boakye (76' Özen) - Brandt, De Bruin , Van Houwelingen - El Hannoudi (61' Hendriks), Dijkhuizen (61' George), Haas (61' Maasland)                                                                                              | Goals: 1-0 Slory (Zaal 23'), 2-0 Rust (Van der Sluijs 30'), 3-0 Slory (Valk 59') |
| Comp. 2      | ADO Den Haag O21 - FC Groningen O21 | ADO Den Haag O21 - FC Groningen O21                                                                                      | Buvelot - Boakye (90+3' Özen), Payne (62' Gomes Landim), Does, Owusu - Brandt (79' Haas), De Bruin , Van Houwelingen - Hendriks ( 90+3' Maasland), El Hannoudi, R. Esajas (62' Dijkhuizen)                                                                                      | Goals: 1-0 R. Esajas (15'), 2-0 R. Esajas (Brandt 18'), 3-0 El Hannoudi (63'), 4-0 El Hannoudi (Boakye 71'), 4-1 Slor (pen. 74'), 4-2 Schraven (86') Kaarten: Özen (90+3'), De Bruin (90+5'), El Hannoudi (90+5')             |
| Comp. 2      | 4 - 2 | Za. 9 september 2023, 15:00 uur. Stand: 5e                                                                               | Buvelot - Boakye (90+3' Özen), Payne (62' Gomes Landim), Does, Owusu - Brandt (79' Haas), De Bruin , Van Houwelingen - Hendriks ( 90+3' Maasland), El Hannoudi, R. Esajas (62' Dijkhuizen)                                                                                      | Goals: 1-0 R. Esajas (15'), 2-0 R. Esajas (Brandt 18'), 3-0 El Hannoudi (63'), 4-0 El Hannoudi (Boakye 71'), 4-1 Slor (pen. 74'), 4-2 Schraven (86') Kaarten: Özen (90+3'), De Bruin (90+5'), El Hannoudi (90+5')             |
| Comp. 2      | Sportcomplex De Aftrap, verslag, S: Max Broekhuizen | | Buvelot - Boakye (90+3' Özen), Payne (62' Gomes Landim), Does, Owusu - Brandt (79' Haas), De Bruin , Van Houwelingen - Hendriks ( 90+3' Maasland), El Hannoudi, R. Esajas (62' Dijkhuizen)                                                                                      | Goals: 1-0 R. Esajas (15'), 2-0 R. Esajas (Brandt 18'), 3-0 El Hannoudi (63'), 4-0 El Hannoudi (Boakye 71'), 4-1 Slor (pen. 74'), 4-2 Schraven (86') Kaarten: Özen (90+3'), De Bruin (90+5'), El Hannoudi (90+5')             |
| Comp. 3      | Go Ahead Eagles O21 - ADO Den Haag O21 | Go Ahead Eagles O21 - ADO Den Haag O21                                                                                   | Buvelot - Boakye, Does (68' Payne), Owusu, Haas (61' Velland) - Brandt, De Bruin , Van Houwelingen - El Hannoudi, Dijkhuizen (84' George), R. Esajas | Goals: 1-0 Weijenberg (86') Kaarten: Boakye (43'), Brandt (89'), George (90+5') |
| Comp. 3      | 1 - 0 | Za. 16 september 2023, 13:30 uur. Stand: 6e                                                                              | Buvelot - Boakye, Does (68' Payne), Owusu, Haas (61' Velland) - Brandt, De Bruin , Van Houwelingen - El Hannoudi, Dijkhuizen (84' George), R. Esajas | Goals: 1-0 Weijenberg (86') Kaarten: Boakye (43'), Brandt (89'), George (90+5') |
| Comp. 3      | Sportpark Zuiderlaan, verslag, S: Luc Tissingh | | Buvelot - Boakye, Does (68' Payne), Owusu, Haas (61' Velland) - Brandt, De Bruin , Van Houwelingen - El Hannoudi, Dijkhuizen (84' George), R. Esajas | Goals: 1-0 Weijenberg (86') Kaarten: Boakye (43'), Brandt (89'), George (90+5') |
| Comp. 4      | SC Cambuur O21 - ADO Den Haag O21 | SC Cambuur O21 - ADO Den Haag O21                                                                                        | Buvelot - Siereveld (76' Dijkhuizen), Does, Owusu, Boakye ( 81' Payne) - Gustina, Komljenovic (60' Haas), Van Houwelingen - R. Esajas, El Hannoudi (76' George), De Bruin | Goals: 1-0 Henstra (52') Kaarten: Komljenovic (55'), George (83'/88') |
| Comp. 4      | 1 - 0 | Za. 23 september 2023, 15:00 uur. Stand: 7e                                                                              | Buvelot - Siereveld (76' Dijkhuizen), Does, Owusu, Boakye ( 81' Payne) - Gustina, Komljenovic (60' Haas), Van Houwelingen - R. Esajas, El Hannoudi (76' George), De Bruin | Goals: 1-0 Henstra (52') Kaarten: Komljenovic (55'), George (83'/88') |
| Comp. 4      | Cambuurstadion, verslag, S: Haico Michielsen | | Buvelot - Siereveld (76' Dijkhuizen), Does, Owusu, Boakye ( 81' Payne) - Gustina, Komljenovic (60' Haas), Van Houwelingen - R. Esajas, El Hannoudi (76' George), De Bruin | Goals: 1-0 Henstra (52') Kaarten: Komljenovic (55'), George (83'/88') |
| Oefen        | VV Wilhelmus - ADO Den Haag O21 | VV Wilhelmus - ADO Den Haag O21                                                                                          | Buvelot - Achemlal (46' Does), Payne, Özen, Tetik (46' Owusu) - Brandt, Gill’ard (46' De Bruin), Haas - Dijkhuizen, George, Maasland (46' El Hannoudi) | Goals: 0-1 Haas (16'), 0-2 George (Gill’ard 18'), 0-3 Brandt (24'), 0-4 George (44'), 0-5 El Hannoudi (56'), 0-6 Does (pen. 78'), 0-7 George (90')                                                                            |
| Oefen        | 0 - 7 | Di. 26 september 2023, 20:00 uur                                                                                         | Buvelot - Achemlal (46' Does), Payne, Özen, Tetik (46' Owusu) - Brandt, Gill’ard (46' De Bruin), Haas - Dijkhuizen, George, Maasland (46' El Hannoudi) | Goals: 0-1 Haas (16'), 0-2 George (Gill’ard 18'), 0-3 Brandt (24'), 0-4 George (44'), 0-5 El Hannoudi (56'), 0-6 Does (pen. 78'), 0-7 George (90')                                                                            |
| Oefen        | Sportpark Westvliet, verslag, S: Mike van Dam | | Buvelot - Achemlal (46' Does), Payne, Özen, Tetik (46' Owusu) - Brandt, Gill’ard (46' De Bruin), Haas - Dijkhuizen, George, Maasland (46' El Hannoudi) | Goals: 0-1 Haas (16'), 0-2 George (Gill’ard 18'), 0-3 Brandt (24'), 0-4 George (44'), 0-5 El Hannoudi (56'), 0-6 Does (pen. 78'), 0-7 George (90')                                                                            |
| Comp. 5      | ADO Den Haag O21 - De Graafschap O21 | ADO Den Haag O21 - De Graafschap O21                                                                                     | Buvelot - Achemlal, Does ( 57' Ates), Owusu, R. Esajas - Brandt, De Bruin , Van Houwelingen - El Hannoudi, Dijkhuizen (81' Tetik), Maasland (46' Haas) | Goals: 0-1 Van der Heiden (Schoppema 26'), 1-1 De Bruin (90+2') Kaarten: Achemlal (82') |
| Comp. 5      | 1 - 1 | Za. 30 september 2023, 15:00 uur. Stand: 7e                                                                              | Buvelot - Achemlal, Does ( 57' Ates), Owusu, R. Esajas - Brandt, De Bruin , Van Houwelingen - El Hannoudi, Dijkhuizen (81' Tetik), Maasland (46' Haas) | Goals: 0-1 Van der Heiden (Schoppema 26'), 1-1 De Bruin (90+2') Kaarten: Achemlal (82') |
| Comp. 5      | Sportcomplex De Aftrap, verslag, S: Arthur Midden | | Buvelot - Achemlal, Does ( 57' Ates), Owusu, R. Esajas - Brandt, De Bruin , Van Houwelingen - El Hannoudi, Dijkhuizen (81' Tetik), Maasland (46' Haas) | Goals: 0-1 Van der Heiden (Schoppema 26'), 1-1 De Bruin (90+2') Kaarten: Achemlal (82') |
| Comp. 6      | FC Twente/ Heracles O21 - ADO Den Haag O21 | FC Twente/ Heracles O21 - ADO Den Haag O21                                                                               | De Koning - Achemlal, Siereveld (75' El Hannoudi), Owusu, Boakye - Van Houwelingen, De Bruin , Gustina (80' Haas) - Maasland (46' Velland), Komljenovic (75' George), R. Esajas (75' Ates)                                                                                      | Goals: 0-1 Velland (Van Houwelingen 70') Kaarten: Gustina (31'), Velland (90+5'), El Hannoudi (90+'5) |
| Comp. 6      | 0 - 1 | Za. 7 oktober 2023, 15:00 uur. Stand: 7e                                                                                 | De Koning - Achemlal, Siereveld (75' El Hannoudi), Owusu, Boakye - Van Houwelingen, De Bruin , Gustina (80' Haas) - Maasland (46' Velland), Komljenovic (75' George), R. Esajas (75' Ates)                                                                                      | Goals: 0-1 Velland (Van Houwelingen 70') Kaarten: Gustina (31'), Velland (90+5'), El Hannoudi (90+'5) |
| Comp. 6      | FC Twente-trainingscentrum, verslag, S: Jorg Ordelmans | | De Koning - Achemlal, Siereveld (75' El Hannoudi), Owusu, Boakye - Van Houwelingen, De Bruin , Gustina (80' Haas) - Maasland (46' Velland), Komljenovic (75' George), R. Esajas (75' Ates)                                                                                      | Goals: 0-1 Velland (Van Houwelingen 70') Kaarten: Gustina (31'), Velland (90+5'), El Hannoudi (90+'5) |
| Comp. 7      | ADO Den Haag O21 - FC Volendam O21 | ADO Den Haag O21 - FC Volendam O21                                                                                       | De Koning - Achemlal, Ates, Owusu, Boakye - Van Houwelingen , Haas, Brandt - Velland (87' Tetik), El Hannoudi (63' George), R. Esajas (46' Dijkhuizen) | Goals: El Hannoudi (48'), 1-0 Dijkhuizen (El Hannoudi 51') Kaarten: Ates (36'), Boakye (89'), Dijkhuizen (90+2') |
| Comp. 7      | 1 - 0 | Za. 14 oktober 2023, 15:00 uur. Stand: 5e                                                                                | De Koning - Achemlal, Ates, Owusu, Boakye - Van Houwelingen , Haas, Brandt - Velland (87' Tetik), El Hannoudi (63' George), R. Esajas (46' Dijkhuizen) | Goals: El Hannoudi (48'), 1-0 Dijkhuizen (El Hannoudi 51') Kaarten: Ates (36'), Boakye (89'), Dijkhuizen (90+2') |
| Comp. 7      | Sportcomplex De Aftrap, verslag, S: Florian Lodeweegs | | De Koning - Achemlal, Ates, Owusu, Boakye - Van Houwelingen , Haas, Brandt - Velland (87' Tetik), El Hannoudi (63' George), R. Esajas (46' Dijkhuizen) | Goals: El Hannoudi (48'), 1-0 Dijkhuizen (El Hannoudi 51') Kaarten: Ates (36'), Boakye (89'), Dijkhuizen (90+2') |
| KNVB Beker   | ADO Den Haag O21 - FC Eindhoven O21 | ADO Den Haag O21 - FC Eindhoven O21                                                                                      | De Koning - Achemlal, Ates, Owusu, Boakye - Van Houwelingen (72' El Hannoudi), De Bruin , Brandt - Velland, Struick (60' George), R. Esajas | Goals: 1-0 R. Esajas (Velland 88') |
| KNVB Beker   | 1 - 0 | Za. 21 oktober 2023, 15:00 uur. Tweede ronde                                                                             | De Koning - Achemlal, Ates, Owusu, Boakye - Van Houwelingen (72' El Hannoudi), De Bruin , Brandt - Velland, Struick (60' George), R. Esajas | Goals: 1-0 R. Esajas (Velland 88') |
| KNVB Beker   | Sportcomplex De Aftrap, verslag, S: Ramon Westhoff | | De Koning - Achemlal, Ates, Owusu, Boakye - Van Houwelingen (72' El Hannoudi), De Bruin , Brandt - Velland, Struick (60' George), R. Esajas | Goals: 1-0 R. Esajas (Velland 88') |
| Comp. 8      | De Graafschap O21 - ADO Den Haag O21 | De Graafschap O21 - ADO Den Haag O21                                                                                     | De Koning - Achemlal, Ates, Owusu, Boakye - Van Houwelingen, De Bruin , Brandt - El Hannoudi, Velland (80' George), R. Esajas (80' Gomes Landim) | Goals: 0-1 Hardeman (e.d. 31'), 0-2 R. Esajas (64'), 1-2 Raterink (70'), 2-2 Hassan (v.t. 90+6') Kaarten: Boakye (41'), Brandt (83'), Owusu (87')                                                                             |
| Comp. 8      | 2 - 2 | Za. 28 oktober 2023, 15:00 uur. Stand: 5e                                                                                | De Koning - Achemlal, Ates, Owusu, Boakye - Van Houwelingen, De Bruin , Brandt - El Hannoudi, Velland (80' George), R. Esajas (80' Gomes Landim) | Goals: 0-1 Hardeman (e.d. 31'), 0-2 R. Esajas (64'), 1-2 Raterink (70'), 2-2 Hassan (v.t. 90+6') Kaarten: Boakye (41'), Brandt (83'), Owusu (87')                                                                             |
| Comp. 8      | Sportcomplex De Bezelhorst, verslag, S: Joshua Kuipers | | De Koning - Achemlal, Ates, Owusu, Boakye - Van Houwelingen, De Bruin , Brandt - El Hannoudi, Velland (80' George), R. Esajas (80' Gomes Landim) | Goals: 0-1 Hardeman (e.d. 31'), 0-2 R. Esajas (64'), 1-2 Raterink (70'), 2-2 Hassan (v.t. 90+6') Kaarten: Boakye (41'), Brandt (83'), Owusu (87')                                                                             |
| Comp. 9      | ADO Den Haag O21 - SC Cambuur O21 | ADO Den Haag O21 - SC Cambuur O21                                                                                        | De Koning - Achemlal, Ates (88' George), Owusu, Boakye (46' Tetik) - Van Houwelingen, De Bruin , Brandt - El Hannoudi (62' Dijkhuizen), Velland, R. Esajas | Goals: 0-1 Pichel (Anyasi 35'), 1-1 R. Esajas (46'), 1-2 Van der Veen (81') |
| Comp. 9      | 1 - 2 | Za. 4 november 2023, 15:00 uur. Stand: 5e                                                                                | De Koning - Achemlal, Ates (88' George), Owusu, Boakye (46' Tetik) - Van Houwelingen, De Bruin , Brandt - El Hannoudi (62' Dijkhuizen), Velland, R. Esajas | Goals: 0-1 Pichel (Anyasi 35'), 1-1 R. Esajas (46'), 1-2 Van der Veen (81') |
| Comp. 9      | Sportcomplex De Aftrap, verslag, S: Stan Smit | | De Koning - Achemlal, Ates (88' George), Owusu, Boakye (46' Tetik) - Van Houwelingen, De Bruin , Brandt - El Hannoudi (62' Dijkhuizen), Velland, R. Esajas | Goals: 0-1 Pichel (Anyasi 35'), 1-1 R. Esajas (46'), 1-2 Van der Veen (81') |
| Oefen        | HBS-Craeyenhout - ADO Den Haag O21 | HBS-Craeyenhout - ADO Den Haag O21                                                                                       | Van de Riet - Noordhoek (46' De Bruin), Özen (74' Boakye), Siereveld (61' Payne), Nigro (62' Tetik) - S. Esajas (34' Gomes Landim), Komljenovic (61' El Hannoudi), Gustina (61' Brandt) - Dijkhuizen (61' Haas), Bombarda (61' R. Esajas), Struick (61' Velland)                | Goals: 0-1 Struick (30'), 1-1 Hilpert (pen. 50'), 2-1 Markes (pen. 86') |
| Oefen        | 2 - 1 | Di. 7 november 2023, 19:30 uur                                                                                           | Van de Riet - Noordhoek (46' De Bruin), Özen (74' Boakye), Siereveld (61' Payne), Nigro (62' Tetik) - S. Esajas (34' Gomes Landim), Komljenovic (61' El Hannoudi), Gustina (61' Brandt) - Dijkhuizen (61' Haas), Bombarda (61' R. Esajas), Struick (61' Velland)                | Goals: 0-1 Struick (30'), 1-1 Hilpert (pen. 50'), 2-1 Markes (pen. 86') |
| Oefen        | Sportpark Craeyenhout, verslag, S: Pieter Hogeweg | | Van de Riet - Noordhoek (46' De Bruin), Özen (74' Boakye), Siereveld (61' Payne), Nigro (62' Tetik) - S. Esajas (34' Gomes Landim), Komljenovic (61' El Hannoudi), Gustina (61' Brandt) - Dijkhuizen (61' Haas), Bombarda (61' R. Esajas), Struick (61' Velland)                | Goals: 0-1 Struick (30'), 1-1 Hilpert (pen. 50'), 2-1 Markes (pen. 86') |
| Comp. 10     | ADO Den Haag O21 - FC Twente/ Heracles O21 | ADO Den Haag O21 - FC Twente/ Heracles O21                                                                               | De Koning - Achemlal (46' Noordhoek), Ates, Owusu, Tetik (46' El Hannoudi) - Brandt (46' Gomes Landim), De Bruin (46' Haas), Van Houwelingen - Velland, Dijkhuizen, R. Esajas (62' George)                                                                                      | Goals: 0-1 Sybrandy (v.t. 25'), 0-2 Iylia (29'), 0-3 Driezen (38'), 1-3 George (pen. 72') Kaarten: Ates (23') |
| Comp. 10     | 1 - 3 | Za. 18 november 2023, 15:00 uur. Stand: 5e                                                                               | De Koning - Achemlal (46' Noordhoek), Ates, Owusu, Tetik (46' El Hannoudi) - Brandt (46' Gomes Landim), De Bruin (46' Haas), Van Houwelingen - Velland, Dijkhuizen, R. Esajas (62' George)                                                                                      | Goals: 0-1 Sybrandy (v.t. 25'), 0-2 Iylia (29'), 0-3 Driezen (38'), 1-3 George (pen. 72') Kaarten: Ates (23') |
| Comp. 10     | Sportcomplex De Aftrap, verslag, S: Oscar van Hoof | | De Koning - Achemlal (46' Noordhoek), Ates, Owusu, Tetik (46' El Hannoudi) - Brandt (46' Gomes Landim), De Bruin (46' Haas), Van Houwelingen - Velland, Dijkhuizen, R. Esajas (62' George)                                                                                      | Goals: 0-1 Sybrandy (v.t. 25'), 0-2 Iylia (29'), 0-3 Driezen (38'), 1-3 George (pen. 72') Kaarten: Ates (23') |
| Comp. 11     | ADO Den Haag O21 - Go Ahead Eagles O21 | ADO Den Haag O21 - Go Ahead Eagles O21                                                                                   | De Koning - Noordhoek, Ates , Owusu, Tetik (46' Boakye) - Achemlal, Van Houwelingen (87' Payne), Haas (73' Brandt) - El Hannoudi, Dijkhuizen ( 22' George), Gomes Landim | Goals: 0-1 Steinfelder (3') Kaarten: Boakye (90'), Ates (90'/90+5') |
| Comp. 11     | 0 - 1 | Za. 25 november 2023, 15:00 uur. Stand: 6e                                                                               | De Koning - Noordhoek, Ates , Owusu, Tetik (46' Boakye) - Achemlal, Van Houwelingen (87' Payne), Haas (73' Brandt) - El Hannoudi, Dijkhuizen ( 22' George), Gomes Landim | Goals: 0-1 Steinfelder (3') Kaarten: Boakye (90'), Ates (90'/90+5') |
| Comp. 11     | Sportcomplex De Aftrap, verslag, S: Haico Michielsen | | De Koning - Noordhoek, Ates , Owusu, Tetik (46' Boakye) - Achemlal, Van Houwelingen (87' Payne), Haas (73' Brandt) - El Hannoudi, Dijkhuizen ( 22' George), Gomes Landim | Goals: 0-1 Steinfelder (3') Kaarten: Boakye (90'), Ates (90'/90+5') |
| Comp. 12     | FC Groningen O21 - ADO Den Haag O21 | FC Groningen O21 - ADO Den Haag O21                                                                                      | Azmi - Noordhoek (72' Van Houwelingen), Siereveld (82' El Hannoudi), Owusu , Tetik (46' Boakye) - Achemlal, S. Esajas (62' De Bruin), Gustina - R. Esajas (62' George), Komljenovic, Struick                                                                                    | Goals: 0-1 Struick (9'), 1-1 Van der Werff (Kuiper 35'), 2-1 Mariani (42'), 3-1 Slor (pen. 62'), 3-2 Komljenovic (68'), 3-3 Struick (90+1'), 4-3 Lien (90+4') Kaarten: Noordhoek (60'), Achemlal (80')                        |
| Comp. 12     | 4 - 3 | Za. 2 december 2023, 14:00 uur. Stand: 7e                                                                                | Azmi - Noordhoek (72' Van Houwelingen), Siereveld (82' El Hannoudi), Owusu , Tetik (46' Boakye) - Achemlal, S. Esajas (62' De Bruin), Gustina - R. Esajas (62' George), Komljenovic, Struick                                                                                    | Goals: 0-1 Struick (9'), 1-1 Van der Werff (Kuiper 35'), 2-1 Mariani (42'), 3-1 Slor (pen. 62'), 3-2 Komljenovic (68'), 3-3 Struick (90+1'), 4-3 Lien (90+4') Kaarten: Noordhoek (60'), Achemlal (80')                        |
| Comp. 12     | Sportpark Corpus den Hoorn, verslag, S: Tim Visser | | Azmi - Noordhoek (72' Van Houwelingen), Siereveld (82' El Hannoudi), Owusu , Tetik (46' Boakye) - Achemlal, S. Esajas (62' De Bruin), Gustina - R. Esajas (62' George), Komljenovic, Struick                                                                                    | Goals: 0-1 Struick (9'), 1-1 Van der Werff (Kuiper 35'), 2-1 Mariani (42'), 3-1 Slor (pen. 62'), 3-2 Komljenovic (68'), 3-3 Struick (90+1'), 4-3 Lien (90+4') Kaarten: Noordhoek (60'), Achemlal (80')                        |
| Comp. 13     | ADO Den Haag O21 - Feyenoord O21 | ADO Den Haag O21 - Feyenoord O21                                                                                         | De Koning - Achemlal (75' Noordhoek), Siereveld, Ates, Owusu - Gomes Landim (46' Brandt), De Bruin , Tetik (46' Boakye) - Van Houwelingen, Struick (60' El Hannoudi), R. Esajas                                                                                                 | Goals: 1-0 Struick (9'), 2-0 R. Esajas (46'), 3-0 R. Esajas (Boakye 78'), 3-1 Groen (Rais 79'), 3-2 Van der Heijden (pen. 90'), 3-3 Candelaria (90+4') Kaarten: Achemlal (76'), Ates (87'/87'), Franken (90')                 |
| Comp. 13     | 3 - 3 | Za. 9 december 2023, 15:00 uur. Stand: 7e                                                                                | De Koning - Achemlal (75' Noordhoek), Siereveld, Ates, Owusu - Gomes Landim (46' Brandt), De Bruin , Tetik (46' Boakye) - Van Houwelingen, Struick (60' El Hannoudi), R. Esajas                                                                                                 | Goals: 1-0 Struick (9'), 2-0 R. Esajas (46'), 3-0 R. Esajas (Boakye 78'), 3-1 Groen (Rais 79'), 3-2 Van der Heijden (pen. 90'), 3-3 Candelaria (90+4') Kaarten: Achemlal (76'), Ates (87'/87'), Franken (90')                 |
| Comp. 13     | Sportcomplex De Aftrap, verslag, S: Rick Sturm | | De Koning - Achemlal (75' Noordhoek), Siereveld, Ates, Owusu - Gomes Landim (46' Brandt), De Bruin , Tetik (46' Boakye) - Van Houwelingen, Struick (60' El Hannoudi), R. Esajas                                                                                                 | Goals: 1-0 Struick (9'), 2-0 R. Esajas (46'), 3-0 R. Esajas (Boakye 78'), 3-1 Groen (Rais 79'), 3-2 Van der Heijden (pen. 90'), 3-3 Candelaria (90+4') Kaarten: Achemlal (76'), Ates (87'/87'), Franken (90')                 |
| Comp. 14     | FC Volendam O21 - ADO Den Haag O21 | FC Volendam O21 - ADO Den Haag O21                                                                                       | De Koning - Noordhoek, Payne (46' Velland), Owusu, Boakye - Achemlal (46' El Hannoudi), De Bruin , Gustina (46' Van Houwelingen) - Struick, Komljenovic, R. Esajas (77' Gomes Landim)                                                                                           | Goals: 1-0 Van Koeverden (Van Duijl, c. 13'), 2-0 Hoeve (pen. 22'), 3-0 Hoeve (44'), 3-1 De Bruin (62'), 3-2 Velland (El Hannoudi 90+5') Kaarten: Noordhoek (24'), Komljenovic (82')                                          |
| Comp. 14     | 3 - 2 | Za. 16 december 2023, 14:00 uur. Stand: 7e                                                                               | De Koning - Noordhoek, Payne (46' Velland), Owusu, Boakye - Achemlal (46' El Hannoudi), De Bruin , Gustina (46' Van Houwelingen) - Struick, Komljenovic, R. Esajas (77' Gomes Landim)                                                                                           | Goals: 1-0 Van Koeverden (Van Duijl, c. 13'), 2-0 Hoeve (pen. 22'), 3-0 Hoeve (44'), 3-1 De Bruin (62'), 3-2 Velland (El Hannoudi 90+5') Kaarten: Noordhoek (24'), Komljenovic (82')                                          |
| Comp. 14     | Kras Stadion, verslag, S: Daniël Drost | | De Koning - Noordhoek, Payne (46' Velland), Owusu, Boakye - Achemlal (46' El Hannoudi), De Bruin , Gustina (46' Van Houwelingen) - Struick, Komljenovic, R. Esajas (77' Gomes Landim)                                                                                           | Goals: 1-0 Van Koeverden (Van Duijl, c. 13'), 2-0 Hoeve (pen. 22'), 3-0 Hoeve (44'), 3-1 De Bruin (62'), 3-2 Velland (El Hannoudi 90+5') Kaarten: Noordhoek (24'), Komljenovic (82')                                          |
| Eind NC      | ADO Den Haag Onder 21 kwam één punt tekort en degradeerde na een zevende plaats in de najaarscompetitie uit 'Divisie A'. | ADO Den Haag Onder 21 kwam één punt tekort en degradeerde na een zevende plaats in de najaarscompetitie uit 'Divisie A'. | ADO Den Haag Onder 21 kwam één punt tekort en degradeerde na een zevende plaats in de najaarscompetitie uit 'Divisie A'. | ADO Den Haag Onder 21 kwam één punt tekort en degradeerde na een zevende plaats in de najaarscompetitie uit 'Divisie A'. |
| KNVB Beker   | FC Volendam O21 - ADO Den Haag O21 | FC Volendam O21 - ADO Den Haag O21                                                                                       | Azmi - Noordhoek (62' Achemlal), Payne, Owusu , Boakye - Van Houwelingen, Gomes Landim (46' Brandt), Haas - Velland (84' Maasland), George (63' R. Esajas), El Hannoudi | Kaarten: Owusu (59') Penalty's: 0-1 Owusu, 1-1 Van Duijl, 1-1 R. Esajas, 2-1 Karim, 2-2 Maasland, 3-2 Nazih, 3-3 Haas, 3-3 Wong-A-Soij, 3-3 El Hannoudi, 4-3 Van Oevelen                                                      |
| KNVB Beker   | *0 - 0 | Za. 13 januari 2024, 15:00 uur. Achtste finale                                                                           | Azmi - Noordhoek (62' Achemlal), Payne, Owusu , Boakye - Van Houwelingen, Gomes Landim (46' Brandt), Haas - Velland (84' Maasland), George (63' R. Esajas), El Hannoudi | Kaarten: Owusu (59') Penalty's: 0-1 Owusu, 1-1 Van Duijl, 1-1 R. Esajas, 2-1 Karim, 2-2 Maasland, 3-2 Nazih, 3-3 Haas, 3-3 Wong-A-Soij, 3-3 El Hannoudi, 4-3 Van Oevelen                                                      |
| KNVB Beker   | Kras Stadion, verslag, S: Badr Benlamkaddem | | Azmi - Noordhoek (62' Achemlal), Payne, Owusu , Boakye - Van Houwelingen, Gomes Landim (46' Brandt), Haas - Velland (84' Maasland), George (63' R. Esajas), El Hannoudi | Kaarten: Owusu (59') Penalty's: 0-1 Owusu, 1-1 Van Duijl, 1-1 R. Esajas, 2-1 Karim, 2-2 Maasland, 3-2 Nazih, 3-3 Haas, 3-3 Wong-A-Soij, 3-3 El Hannoudi, 4-3 Van Oevelen                                                      |
| (VC) Comp. 1 | FC Volendam O21 - ADO Den Haag O21 | FC Volendam O21 - ADO Den Haag O21                                                                                       | Azmi - Noordhoek, Ates, Payne, Boakye - De Bruin (62' Van Houwelingen), Komljenovic , Gustina (62' Brandt) - El Hannoudi (89' Achemlal), George (77' Maasland), Velland (77' Hendriks)                                                                                          | Goals: 0-1 El Hannoudi (De Bruin, c. 22'), 0-2 Komljenovic (60'), 1-2 El Kadiri (68') Kaarten: Boakye (18') |
| (VC) Comp. 1 | 1 - 2 | Za. 20 januari 2024, 15:00 uur. Stand: 2e                                                                                | Azmi - Noordhoek, Ates, Payne, Boakye - De Bruin (62' Van Houwelingen), Komljenovic , Gustina (62' Brandt) - El Hannoudi (89' Achemlal), George (77' Maasland), Velland (77' Hendriks)                                                                                          | Goals: 0-1 El Hannoudi (De Bruin, c. 22'), 0-2 Komljenovic (60'), 1-2 El Kadiri (68') Kaarten: Boakye (18') |
| (VC) Comp. 1 | Kras Stadion, verslag, S: Giovanni Verhoeve | | Azmi - Noordhoek, Ates, Payne, Boakye - De Bruin (62' Van Houwelingen), Komljenovic , Gustina (62' Brandt) - El Hannoudi (89' Achemlal), George (77' Maasland), Velland (77' Hendriks)                                                                                          | Goals: 0-1 El Hannoudi (De Bruin, c. 22'), 0-2 Komljenovic (60'), 1-2 El Kadiri (68') Kaarten: Boakye (18') |
|              | Op donderdag 25 januari 2024 werd hoofdtrainer Giovanni Franken ontslagen wegens de tegenvallende resultaten. Hij werd opgevolgd door Ervin Lee, hiervoor de trainer van ADO O15. Tevens werd in de selectie doorgeselecteerd en mochten diverse spelers met een aflopend contract in de winterstop vertrekken bij ADO O21. | | | |
| Comp. 2      | SC Heerenveen O21 - ADO Den Haag O21 | SC Heerenveen O21 - ADO Den Haag O21                                                                                     | Azmi - Achemlal (67' Haas), Payne, Owusu, Tetik - Van Houwelingen (60' Brandt), Komljenovic (67' Gomes Landim), Gustina - El Hannoudi, Houwaart (60' George), Maasland ( 31' Hendriks)                                                                                          | Goals: 1-0 Witteveen (v.t. 38'), 2-0 Ismaïl (51') Kaarten: Azmi (37'), Tetik (88') |
| Comp. 2      | 2 - 0 | Za. 27 januari 2024, 14:30 uur. Stand: 6e                                                                                | Azmi - Achemlal (67' Haas), Payne, Owusu, Tetik - Van Houwelingen (60' Brandt), Komljenovic (67' Gomes Landim), Gustina - El Hannoudi, Houwaart (60' George), Maasland ( 31' Hendriks)                                                                                          | Goals: 1-0 Witteveen (v.t. 38'), 2-0 Ismaïl (51') Kaarten: Azmi (37'), Tetik (88') |
| Comp. 2      | Sportpark Skoatterwâld, verslag, S: Hasse Aartsen | | Azmi - Achemlal (67' Haas), Payne, Owusu, Tetik - Van Houwelingen (60' Brandt), Komljenovic (67' Gomes Landim), Gustina - El Hannoudi, Houwaart (60' George), Maasland ( 31' Hendriks)                                                                                          | Goals: 1-0 Witteveen (v.t. 38'), 2-0 Ismaïl (51') Kaarten: Azmi (37'), Tetik (88') |
| Oefen        | ADO Den Haag O21 - Prestige Sports | ADO Den Haag O21 - Prestige Sports                                                                                       | De Koning - Gomes Landim, Payne, Owusu, Boakye (63' Tetik) - Van Houwelingen (65' Achemlal), Brandt , Haas - Hendriks (65' El Hannoudi), George, Velland | Goals: 1-0 Hendriks, 2-0 George (pen.), 3-0 Velland, 4-0 Velland, 5-0 Haas, 6-0 Haas (v.t.), 7-0 George |
| Oefen        | 7 - 0 | Di. 30 januari 2024, 13:00 uur                                                                                           | De Koning - Gomes Landim, Payne, Owusu, Boakye (63' Tetik) - Van Houwelingen (65' Achemlal), Brandt , Haas - Hendriks (65' El Hannoudi), George, Velland | Goals: 1-0 Hendriks, 2-0 George (pen.), 3-0 Velland, 4-0 Velland, 5-0 Haas, 6-0 Haas (v.t.), 7-0 George |
| Oefen        | Sportcomplex De Aftrap, verslag, S: Robin Bos | | De Koning - Gomes Landim, Payne, Owusu, Boakye (63' Tetik) - Van Houwelingen (65' Achemlal), Brandt , Haas - Hendriks (65' El Hannoudi), George, Velland | Goals: 1-0 Hendriks, 2-0 George (pen.), 3-0 Velland, 4-0 Velland, 5-0 Haas, 6-0 Haas (v.t.), 7-0 George |
| Comp. 3      | ADO Den Haag O21 - NAC Breda O21 | ADO Den Haag O21 - NAC Breda O21                                                                                         | Azmi - Payne, Heesen (46' Gomes Landim), Siereveld (75' Owusu), Boakye (75' Van Houwelingen) - Brandt, De Bruin (60' Haas), Gustina - Hendriks (46' El Hannoudi), Houwaart, Velland                                                                                             | Goals: 1-0 De Bruin (35'), 1-1 Rached (Lourens, v.t. 65'), 2-1 Houwaart (El Hannoudi 90+5') Kaarten: Brandt (60'), Boakye (71')                                                                                               |
| Comp. 3      | 2 - 1 | Za. 3 februari 2024, 15:00 uur. Stand: 3e                                                                                | Azmi - Payne, Heesen (46' Gomes Landim), Siereveld (75' Owusu), Boakye (75' Van Houwelingen) - Brandt, De Bruin (60' Haas), Gustina - Hendriks (46' El Hannoudi), Houwaart, Velland                                                                                             | Goals: 1-0 De Bruin (35'), 1-1 Rached (Lourens, v.t. 65'), 2-1 Houwaart (El Hannoudi 90+5') Kaarten: Brandt (60'), Boakye (71')                                                                                               |
| Comp. 3      | Sportcomplex De Aftrap, verslag, S: Kylian Walthuis | | Azmi - Payne, Heesen (46' Gomes Landim), Siereveld (75' Owusu), Boakye (75' Van Houwelingen) - Brandt, De Bruin (60' Haas), Gustina - Hendriks (46' El Hannoudi), Houwaart, Velland                                                                                             | Goals: 1-0 De Bruin (35'), 1-1 Rached (Lourens, v.t. 65'), 2-1 Houwaart (El Hannoudi 90+5') Kaarten: Brandt (60'), Boakye (71')                                                                                               |
| Oefen        | SVV Scheveningen - ADO Den Haag O21 | SVV Scheveningen - ADO Den Haag O21                                                                                      | De Koning - Noordhoek (46' Brandt), Özen, Owusu, Tetik (35' Bokaye) - Van Houwelingen (46' Haas), De Bruin , Gustina - El Hannoudi (46' Hendriks), George (46' Velland), Struick (71' El Hannoudi)                                                                              | Goals: 0-1 De Bruin (21'), 0-2 Velland (48'), 0-3 Hendriks (77') |
| Oefen        | 0 - 3 | Za. 10 februari 2024, 14:30 uur                                                                                          | De Koning - Noordhoek (46' Brandt), Özen, Owusu, Tetik (35' Bokaye) - Van Houwelingen (46' Haas), De Bruin , Gustina - El Hannoudi (46' Hendriks), George (46' Velland), Struick (71' El Hannoudi)                                                                              | Goals: 0-1 De Bruin (21'), 0-2 Velland (48'), 0-3 Hendriks (77') |
| Oefen        | Sportpark Houtrust, verslag | | De Koning - Noordhoek (46' Brandt), Özen, Owusu, Tetik (35' Bokaye) - Van Houwelingen (46' Haas), De Bruin , Gustina - El Hannoudi (46' Hendriks), George (46' Velland), Struick (71' El Hannoudi)                                                                              | Goals: 0-1 De Bruin (21'), 0-2 Velland (48'), 0-3 Hendriks (77') |
| Oefen        | ADO Den Haag O21 - Leidsche Football Club | ADO Den Haag O21 - Leidsche Football Club                                                                                | De Koning (46' Azmi) - Noordhoek (46' Gomes Landim), Heesen (46' Payne), Özen, Owusu - Van Houwelingen (46' Haas), De Bruin , Gustina (46' Brandt) - El Hannoudi, Houwaart (46' George), Velland (46' Maasland)                                                                 | Goals: 1-0 De Bruin (Velland), 1-1 Vandi (pen.), 2-1 Noordhoek (El Hannoudi), 2-2 Bekooij, 3-2 El Hannoudi (Van Houwelingen), 4-2 George (De Bruin), 5-2 Gomes Landim, 6-2 Haas (De Bruin), 7-2 Maasland (George)             |
| Oefen        | 7 - 2 | Za. 17 februari 2024, 12:30 uur                                                                                          | De Koning (46' Azmi) - Noordhoek (46' Gomes Landim), Heesen (46' Payne), Özen, Owusu - Van Houwelingen (46' Haas), De Bruin , Gustina (46' Brandt) - El Hannoudi, Houwaart (46' George), Velland (46' Maasland)                                                                 | Goals: 1-0 De Bruin (Velland), 1-1 Vandi (pen.), 2-1 Noordhoek (El Hannoudi), 2-2 Bekooij, 3-2 El Hannoudi (Van Houwelingen), 4-2 George (De Bruin), 5-2 Gomes Landim, 6-2 Haas (De Bruin), 7-2 Maasland (George)             |
| Oefen        | Sportcomplex De Aftrap, verslag, S: Joey Meuwese | | De Koning (46' Azmi) - Noordhoek (46' Gomes Landim), Heesen (46' Payne), Özen, Owusu - Van Houwelingen (46' Haas), De Bruin , Gustina (46' Brandt) - El Hannoudi, Houwaart (46' George), Velland (46' Maasland)                                                                 | Goals: 1-0 De Bruin (Velland), 1-1 Vandi (pen.), 2-1 Noordhoek (El Hannoudi), 2-2 Bekooij, 3-2 El Hannoudi (Van Houwelingen), 4-2 George (De Bruin), 5-2 Gomes Landim, 6-2 Haas (De Bruin), 7-2 Maasland (George)             |
| Comp. 4      | Roda JC Kerkrade O21 - ADO Den Haag O21 | Roda JC Kerkrade O21 - ADO Den Haag O21                                                                                  | De Koning - Payne, Heesen, Owusu, Boakye (86' Tetik) - Brandt, De Bruin , Gustina - Dijkhuizen ( 46' Maasland), George (75' Haas), Velland (75' Van Houwelingen) | Goals: 0-1 Brandt (3'), 0-2 George (50') Kaarten: Brandt (48'), Boakye (70'), Owusu (75') |
| Comp. 4      | 0 - 2 | Za. 24 februari 2024, 15:00 uur. Stand: 1e                                                                               | De Koning - Payne, Heesen, Owusu, Boakye (86' Tetik) - Brandt, De Bruin , Gustina - Dijkhuizen ( 46' Maasland), George (75' Haas), Velland (75' Van Houwelingen) | Goals: 0-1 Brandt (3'), 0-2 George (50') Kaarten: Brandt (48'), Boakye (70'), Owusu (75') |
| Comp. 4      | Gemeentelijk Sportpark Kaalheide, verslag, S: Kyle Hoeveler | | De Koning - Payne, Heesen, Owusu, Boakye (86' Tetik) - Brandt, De Bruin , Gustina - Dijkhuizen ( 46' Maasland), George (75' Haas), Velland (75' Van Houwelingen) | Goals: 0-1 Brandt (3'), 0-2 George (50') Kaarten: Brandt (48'), Boakye (70'), Owusu (75') |
| Comp. 5      | ADO Den Haag O21 - Willem II O21 | ADO Den Haag O21 - Willem II O21                                                                                         | Azmi - Noordhoek, Heesen, Siereveld, Boakye - Brandt (61' Van Houwelingen), Komljenovic (61' Gustina), De Bruin - Struick (84' Maasland), George, Velland (61' Dijkhuizen) | Kaarten: Komljenovic (52') |
| Comp. 5      | 0 - 0 | Za. 2 maart 2024, 15:00 uur. Stand: 1e                                                                                   | Azmi - Noordhoek, Heesen, Siereveld, Boakye - Brandt (61' Van Houwelingen), Komljenovic (61' Gustina), De Bruin - Struick (84' Maasland), George, Velland (61' Dijkhuizen) | Kaarten: Komljenovic (52') |
| Comp. 5      | Sportcomplex De Aftrap, verslag, S: Omar Khalifa | | Azmi - Noordhoek, Heesen, Siereveld, Boakye - Brandt (61' Van Houwelingen), Komljenovic (61' Gustina), De Bruin - Struick (84' Maasland), George, Velland (61' Dijkhuizen) | Kaarten: Komljenovic (52') |
| Comp. 6      | FC Dordrecht O21 - ADO Den Haag O21 | FC Dordrecht O21 - ADO Den Haag O21                                                                                      | Azmi - Noordhoek, Heesen, Owusu, Boakye - Van Houwelingen, De Bruin , Gustina (46' Brandt) - Dijkhuizen, George (67' Haas), Struick (46' Velland) | Goals: 0-1 Dijkhuizen (8'), 1-1 De Bie (20'), 1-2 Struick (28'), 2-2 De Bie (50') Kaarten: Dijkhuizen (27'), Owusu (62') |
| Comp. 6      | 2 - 2 | Za. 9 maart 2024, 11:30 uur. Stand: 3e                                                                                   | Azmi - Noordhoek, Heesen, Owusu, Boakye - Van Houwelingen, De Bruin , Gustina (46' Brandt) - Dijkhuizen, George (67' Haas), Struick (46' Velland) | Goals: 0-1 Dijkhuizen (8'), 1-1 De Bie (20'), 1-2 Struick (28'), 2-2 De Bie (50') Kaarten: Dijkhuizen (27'), Owusu (62') |
| Comp. 6      | Jeugdhome FC Dordrecht, verslag, S: Colin Prooi | | Azmi - Noordhoek, Heesen, Owusu, Boakye - Van Houwelingen, De Bruin , Gustina (46' Brandt) - Dijkhuizen, George (67' Haas), Struick (46' Velland) | Goals: 0-1 Dijkhuizen (8'), 1-1 De Bie (20'), 1-2 Struick (28'), 2-2 De Bie (50') Kaarten: Dijkhuizen (27'), Owusu (62') |
| Comp. 7      | ADO Den Haag O21 - SBV Vitesse O21 | ADO Den Haag O21 - SBV Vitesse O21                                                                                       | De Koning - Noordhoek, Heesen, Siereveld, Boakye (46' Owusu) - Brandt, Komljenovic (61' Gustina), De Bruin - Dijkhuizen (46' Velland), Houwaart (86' Van Houwelingen), Struick (86' George)                                                                                     | Goals: 1-0 Struick (34'), 2-0 Noordhoek (Velland 56'), 3-0 Noordhoek (90+4') Kaarten: Boakye (41'), Komljenovic (49') |
| Comp. 7      | 3 - 0 | Za. 16 maart 2024, 15:00 uur. Stand: 2e                                                                                  | De Koning - Noordhoek, Heesen, Siereveld, Boakye (46' Owusu) - Brandt, Komljenovic (61' Gustina), De Bruin - Dijkhuizen (46' Velland), Houwaart (86' Van Houwelingen), Struick (86' George)                                                                                     | Goals: 1-0 Struick (34'), 2-0 Noordhoek (Velland 56'), 3-0 Noordhoek (90+4') Kaarten: Boakye (41'), Komljenovic (49') |
| Comp. 7      | Sportcomplex De Aftrap, verslag, S: Tommy Postma | | De Koning - Noordhoek, Heesen, Siereveld, Boakye (46' Owusu) - Brandt, Komljenovic (61' Gustina), De Bruin - Dijkhuizen (46' Velland), Houwaart (86' Van Houwelingen), Struick (86' George)                                                                                     | Goals: 1-0 Struick (34'), 2-0 Noordhoek (Velland 56'), 3-0 Noordhoek (90+4') Kaarten: Boakye (41'), Komljenovic (49') |
| Comp. 8      | Willem II O21 - ADO Den Haag O21 | Willem II O21 - ADO Den Haag O21                                                                                         | De Koning - Noordhoek (61' Does), Heesen, Payne (46' Gustina), Boakye - Brandt, De Bruin , Van Houwelingen - Hendriks (46' Dijkhuizen), Houwaart, Velland (64' Haas) | Goals: 0-1 De Bruin (21'), 1-1 Soree (24'), 2-1 Matoeg (42'), 2-2 De Bruin (Velland 52') Kaarten: Payne (33'), Brandt (45+2'), Does (67'), Boakye (86')                                                                       |
| Comp. 8      | 2 - 2 | Za. 23 maart 2024, 15:00 uur. Stand: 1e                                                                                  | De Koning - Noordhoek (61' Does), Heesen, Payne (46' Gustina), Boakye - Brandt, De Bruin , Van Houwelingen - Hendriks (46' Dijkhuizen), Houwaart, Velland (64' Haas) | Goals: 0-1 De Bruin (21'), 1-1 Soree (24'), 2-1 Matoeg (42'), 2-2 De Bruin (Velland 52') Kaarten: Payne (33'), Brandt (45+2'), Does (67'), Boakye (86')                                                                       |
| Comp. 8      | Jeugdcomplex Willem II, verslag, S: Peter de Waard | | De Koning - Noordhoek (61' Does), Heesen, Payne (46' Gustina), Boakye - Brandt, De Bruin , Van Houwelingen - Hendriks (46' Dijkhuizen), Houwaart, Velland (64' Haas) | Goals: 0-1 De Bruin (21'), 1-1 Soree (24'), 2-1 Matoeg (42'), 2-2 De Bruin (Velland 52') Kaarten: Payne (33'), Brandt (45+2'), Does (67'), Boakye (86')                                                                       |
| Comp. 9      | ADO Den Haag O21 - Roda JC Kerkrade O21 | ADO Den Haag O21 - Roda JC Kerkrade O21                                                                                  | Azmi - Noordhoek (55' Dijkhuizen), Heesen, Owusu, Boakye - Van Houwelingen (81' Haas), Komljenovic , Gustina - Hendriks (55' Maasland), George, Velland (55' Does) | Goals: 0-1 Janssen (4'), 1-1 George (Boakye 18'), Driessen 48', 2-1 George (Boakye 59'), 3-1 Haas (90+5') Kaarten: Owusu (71')                                                                                                |
| Comp. 9      | 3 - 1 | Za. 6 april 2024, 15:00 uur. Stand: 1e                                                                                   | Azmi - Noordhoek (55' Dijkhuizen), Heesen, Owusu, Boakye - Van Houwelingen (81' Haas), Komljenovic , Gustina - Hendriks (55' Maasland), George, Velland (55' Does) | Goals: 0-1 Janssen (4'), 1-1 George (Boakye 18'), Driessen 48', 2-1 George (Boakye 59'), 3-1 Haas (90+5') Kaarten: Owusu (71')                                                                                                |
| Comp. 9      | Sportcomplex De Aftrap, verslag, S: Giovanni Verhoeve | | Azmi - Noordhoek (55' Dijkhuizen), Heesen, Owusu, Boakye - Van Houwelingen (81' Haas), Komljenovic , Gustina - Hendriks (55' Maasland), George, Velland (55' Does) | Goals: 0-1 Janssen (4'), 1-1 George (Boakye 18'), Driessen 48', 2-1 George (Boakye 59'), 3-1 Haas (90+5') Kaarten: Owusu (71')                                                                                                |
| Comp. 10     | SBV Vitesse O21 - ADO Den Haag O21 | SBV Vitesse O21 - ADO Den Haag O21                                                                                       | Azmi - Brandt, Heesen, Owusu, Boakye - De Bruin (61' Haas), Komljenovic, Gustina - Hendriks (61' Noordhoek), George, Maasland (61' Velland) | Goals: 0-1 Komljenovic (8'), 1-1 Rasing (Altena 14'), 1-2 George (Hendriks 33'), 1-3 De Bruin (51'), 1-4 Egbring (eigen goal 56'), 1-5 Komljenovic (Haas 78') Kaarten: Gustina (22'), Brandt (66'), Heesen (70'), Owusu (74') |
| Comp. 10     | 1 - 5 | Za. 13 april 2024, 15:00 uur. Stand: 1e                                                                                  | Azmi - Brandt, Heesen, Owusu, Boakye - De Bruin (61' Haas), Komljenovic, Gustina - Hendriks (61' Noordhoek), George, Maasland (61' Velland) | Goals: 0-1 Komljenovic (8'), 1-1 Rasing (Altena 14'), 1-2 George (Hendriks 33'), 1-3 De Bruin (51'), 1-4 Egbring (eigen goal 56'), 1-5 Komljenovic (Haas 78') Kaarten: Gustina (22'), Brandt (66'), Heesen (70'), Owusu (74') |
| Comp. 10     | Sportcentrum Papendal, verslag, S: Tony van Waveren | | Azmi - Brandt, Heesen, Owusu, Boakye - De Bruin (61' Haas), Komljenovic, Gustina - Hendriks (61' Noordhoek), George, Maasland (61' Velland) | Goals: 0-1 Komljenovic (8'), 1-1 Rasing (Altena 14'), 1-2 George (Hendriks 33'), 1-3 De Bruin (51'), 1-4 Egbring (eigen goal 56'), 1-5 Komljenovic (Haas 78') Kaarten: Gustina (22'), Brandt (66'), Heesen (70'), Owusu (74') |
| Comp. 11     | ADO Den Haag O21 - FC Dordrecht O21 | ADO Den Haag O21 - FC Dordrecht O21                                                                                      | De Koning - Does, Özen, Heesen, Boakye - Brandt, Komljenovic , Gustina - Dijkhuizen (61' Velland), George, Maasland (61' Hendriks) | Goals: 1-0 Komljenovic (Hendriks 79') Kaarten: Boakye (55') |
| Comp. 11     | 1 - 0 | Za. 20 april 2024, 15:00 uur. Stand: 1e                                                                                  | De Koning - Does, Özen, Heesen, Boakye - Brandt, Komljenovic , Gustina - Dijkhuizen (61' Velland), George, Maasland (61' Hendriks) | Goals: 1-0 Komljenovic (Hendriks 79') Kaarten: Boakye (55') |
| Comp. 11     | Sportcomplex De Aftrap, verslag, S: Joep Gommans | | De Koning - Does, Özen, Heesen, Boakye - Brandt, Komljenovic , Gustina - Dijkhuizen (61' Velland), George, Maasland (61' Hendriks) | Goals: 1-0 Komljenovic (Hendriks 79') Kaarten: Boakye (55') |
| Oefen        | ADO Den Haag O21 - Excelsior Rotterdam O21 | ADO Den Haag O21 - Excelsior Rotterdam O21                                                                               | 1e helft: Azmi - Nieuwbroek, Van Houwelingen, Maiordjo, Özen - Harchaoui, Karijowidjojo, Bode - Imade, Slootweg, Janilson 2e helft: De Koning - Gomes Landim, Noordhoek, Özen (63' Velland), Owusu - Brandt, Haas, Gustina - Dijkhuizen, George, Maasland.                      | Goals: 0-1 Zandbergen, 1-1 Slootweg, 2-1 Slootweg (Bode), 3-1 Imade (Özen), 3-2 Ejongo, 4-2 Dijkhuizen, 4-3 Bryson (Ejongo)                                                                                                   |
| Oefen        | 4 - 3 | Vr. 3 mei 2024, 11:00 uur                                                                                                | 1e helft: Azmi - Nieuwbroek, Van Houwelingen, Maiordjo, Özen - Harchaoui, Karijowidjojo, Bode - Imade, Slootweg, Janilson 2e helft: De Koning - Gomes Landim, Noordhoek, Özen (63' Velland), Owusu - Brandt, Haas, Gustina - Dijkhuizen, George, Maasland.                      | Goals: 0-1 Zandbergen, 1-1 Slootweg, 2-1 Slootweg (Bode), 3-1 Imade (Özen), 3-2 Ejongo, 4-2 Dijkhuizen, 4-3 Bryson (Ejongo)                                                                                                   |
| Oefen        | Sportcomplex De Aftrap, verslag | | 1e helft: Azmi - Nieuwbroek, Van Houwelingen, Maiordjo, Özen - Harchaoui, Karijowidjojo, Bode - Imade, Slootweg, Janilson 2e helft: De Koning - Gomes Landim, Noordhoek, Özen (63' Velland), Owusu - Brandt, Haas, Gustina - Dijkhuizen, George, Maasland.                      | Goals: 0-1 Zandbergen, 1-1 Slootweg, 2-1 Slootweg (Bode), 3-1 Imade (Özen), 3-2 Ejongo, 4-2 Dijkhuizen, 4-3 Bryson (Ejongo)                                                                                                   |
| Comp. 12     | ADO Den Haag O21 - FC Volendam O21 | ADO Den Haag O21 - FC Volendam O21                                                                                       | De Koning - Does, Payne (55' El Hannoudi), Özen, Owusu - Brandt, Komljenovic (83' ), Gustina (46' Haas) - Hendriks (67' Heesen), George (55' Van Houwelingen), Velland (67' Dijkhuizen)                                                                                         | Goals: 0-1 El Kadiri (55'), 0-2 Demircioğlu (78') Kaarten: Payne (37') |
| Comp. 12     | 0 - 2 | Za. 11 mei 2024, 15:00 uur. Stand: 1e                                                                                    | De Koning - Does, Payne (55' El Hannoudi), Özen, Owusu - Brandt, Komljenovic (83' ), Gustina (46' Haas) - Hendriks (67' Heesen), George (55' Van Houwelingen), Velland (67' Dijkhuizen)                                                                                         | Goals: 0-1 El Kadiri (55'), 0-2 Demircioğlu (78') Kaarten: Payne (37') |
| Comp. 12     | Sportcomplex De Aftrap, verslag, S: Joey Meuwese | | De Koning - Does, Payne (55' El Hannoudi), Özen, Owusu - Brandt, Komljenovic (83' ), Gustina (46' Haas) - Hendriks (67' Heesen), George (55' Van Houwelingen), Velland (67' Dijkhuizen)                                                                                         | Goals: 0-1 El Kadiri (55'), 0-2 Demircioğlu (78') Kaarten: Payne (37') |
| Comp. 13     | ADO Den Haag O21 - SC Heerenveen O21 | ADO Den Haag O21 - SC Heerenveen O21                                                                                     | Azmi - Van Houwelingen (50' Noordhoek), Heesen, Owusu, Boakye - Brandt, Komljenovic , Gustina - El Hannoudi (46' Hendriks), George (70' Dijkhuizen), Struick (90' Does) | Goals: 1-0 George (12') Kaarten: Heesen (39'), George (45'), Komljenovic (53'/90+8') |
| Comp. 13     | 1 - 0 | Za. 18 mei 2024, 15:00 uur. Stand: 1e                                                                                    | Azmi - Van Houwelingen (50' Noordhoek), Heesen, Owusu, Boakye - Brandt, Komljenovic , Gustina - El Hannoudi (46' Hendriks), George (70' Dijkhuizen), Struick (90' Does) | Goals: 1-0 George (12') Kaarten: Heesen (39'), George (45'), Komljenovic (53'/90+8') |
| Comp. 13     | Sportcomplex De Aftrap, verslag, S: Aron Ulijn | | Azmi - Van Houwelingen (50' Noordhoek), Heesen, Owusu, Boakye - Brandt, Komljenovic , Gustina - El Hannoudi (46' Hendriks), George (70' Dijkhuizen), Struick (90' Does) | Goals: 1-0 George (12') Kaarten: Heesen (39'), George (45'), Komljenovic (53'/90+8') |
|              | Dankzij de 8ste overwinning in 13 wedstrijden en nog één resterende speelronde wist ADO Den Haag Onder 21 promotie terug naar 'Divisie 1' te bewerkstelligen. | | | |
| Oefen        | ADO Den Haag O21 - Union Sint-Gillis O23 | ADO Den Haag O21 - Union Sint-Gillis O23                                                                                 | De Koning (46' Azmi / 80' De Koning) - Gomes Landim (56' Heesen), Does, Miardjo, Boakye (46' Owusu) - Van Houwelingen (46' Gustina), Velland (56' Brandt), Haas - Dijkhuizen (56' Imade), George, Hendriks.                                                                     | Goals: 1-0 Hendriks (33'), 2-0 El Hannoudi (68'), 2-1 Asri (70'), 2-2 Asri (v.t. 90') |
| Oefen        | 2 - 2 | Di. 21 mei 2024, 14:00 uur                                                                                               | De Koning (46' Azmi / 80' De Koning) - Gomes Landim (56' Heesen), Does, Miardjo, Boakye (46' Owusu) - Van Houwelingen (46' Gustina), Velland (56' Brandt), Haas - Dijkhuizen (56' Imade), George, Hendriks.                                                                     | Goals: 1-0 Hendriks (33'), 2-0 El Hannoudi (68'), 2-1 Asri (70'), 2-2 Asri (v.t. 90') |
| Oefen        | Sportcomplex De Aftrap, verslag, S: Jan van den Ende | | De Koning (46' Azmi / 80' De Koning) - Gomes Landim (56' Heesen), Does, Miardjo, Boakye (46' Owusu) - Van Houwelingen (46' Gustina), Velland (56' Brandt), Haas - Dijkhuizen (56' Imade), George, Hendriks.                                                                     | Goals: 1-0 Hendriks (33'), 2-0 El Hannoudi (68'), 2-1 Asri (70'), 2-2 Asri (v.t. 90') |
| Comp. 14     | NAC Breda O21 - ADO Den Haag O21 | NAC Breda O21 - ADO Den Haag O21                                                                                         | Azmi - Payne (46' Noordhoek / 82' Miardjo), Does, Heesen, Özen - Brandt, Haas, Gustina - Dijkhuizen (82' El Hannoudi), George, Maasland (58' Hendriks) | Goals: 1-0 Rached (30'), 2-0 Mol (Lourens 41'), 2-1 George (52'), 2-2 Haas (George 71') Kaarten: Haas (57'), Does (80'), El Hannoudi (88')                                                                                    |
| Comp. 14     | 2 - 2 | Za. 1 juni 2024, 15:00 uur. Stand: 1e                                                                                    | Azmi - Payne (46' Noordhoek / 82' Miardjo), Does, Heesen, Özen - Brandt, Haas, Gustina - Dijkhuizen (82' El Hannoudi), George, Maasland (58' Hendriks) | Goals: 1-0 Rached (30'), 2-0 Mol (Lourens 41'), 2-1 George (52'), 2-2 Haas (George 71') Kaarten: Haas (57'), Does (80'), El Hannoudi (88')                                                                                    |
| Comp. 14     | Sportpark Heksenwiel, verslag, S: Colin Prooi | | Azmi - Payne (46' Noordhoek / 82' Miardjo), Does, Heesen, Özen - Brandt, Haas, Gustina - Dijkhuizen (82' El Hannoudi), George, Maasland (58' Hendriks) | Goals: 1-0 Rached (30'), 2-0 Mol (Lourens 41'), 2-1 George (52'), 2-2 Haas (George 71') Kaarten: Haas (57'), Does (80'), El Hannoudi (88')                                                                                    |
|              | Met 28 punten uit 14 wedstrijden werd ADO Den Haag Onder 21 kampioen van 'Divisie B'. Onder leiding van hoofdtrainer Ervin Lee wist ADO Den Haag binnen het half jaar de degradatie van eerder dit seizoen weg te poetsen.                                                                                                  | | | |

### Jeugdtrainers
|   | Team  | Trainer            | Assistent             |
| - | ----- | ------------------ | --------------------- |
| A | JO-18 | Frans Danen        | Jimmy Charité         |
| A | JO-18 | Frans Danen        | Gino Ninaber          |
| B | JO-17 | nnb.               | Mike Spin             |
| B | JO-16 | Sharan Gayadien    | Patrick van Nijnatten |
| C | JO-15 | Ervin Lee          | Randy de Jong         |
| C | JO-14 | Mark Wasmus        | Sunny Dihal           |
| D | JO-13 | Jorik van Adrichem | Justin Compier        |
| D | JO-12 | Kees Brouwers      | Mike Spin             |
| E | JO-11 | Dillon Bijlsma     | Reinier van Loon      |
| E | JO-10 | Kevin Compier      | Sander Veldhoen       |

## Voetnoten
ADO Den Haag ·
SC Cambuur ·
FC Den Bosch ·
FC Dordrecht ·
FC Eindhoven ·
FC Emmen ·
De Graafschap ·
FC Groningen ·
Helmond Sport ·
Jong Ajax ·
Jong AZ ·
Jong PSV ·
Jong FC Utrecht ·
MVV Maastricht ·
NAC Breda ·
Roda JC Kerkrade ·
Telstar ·
TOP Oss ·
VVV-Venlo ·
Willem II